# História do Brasil

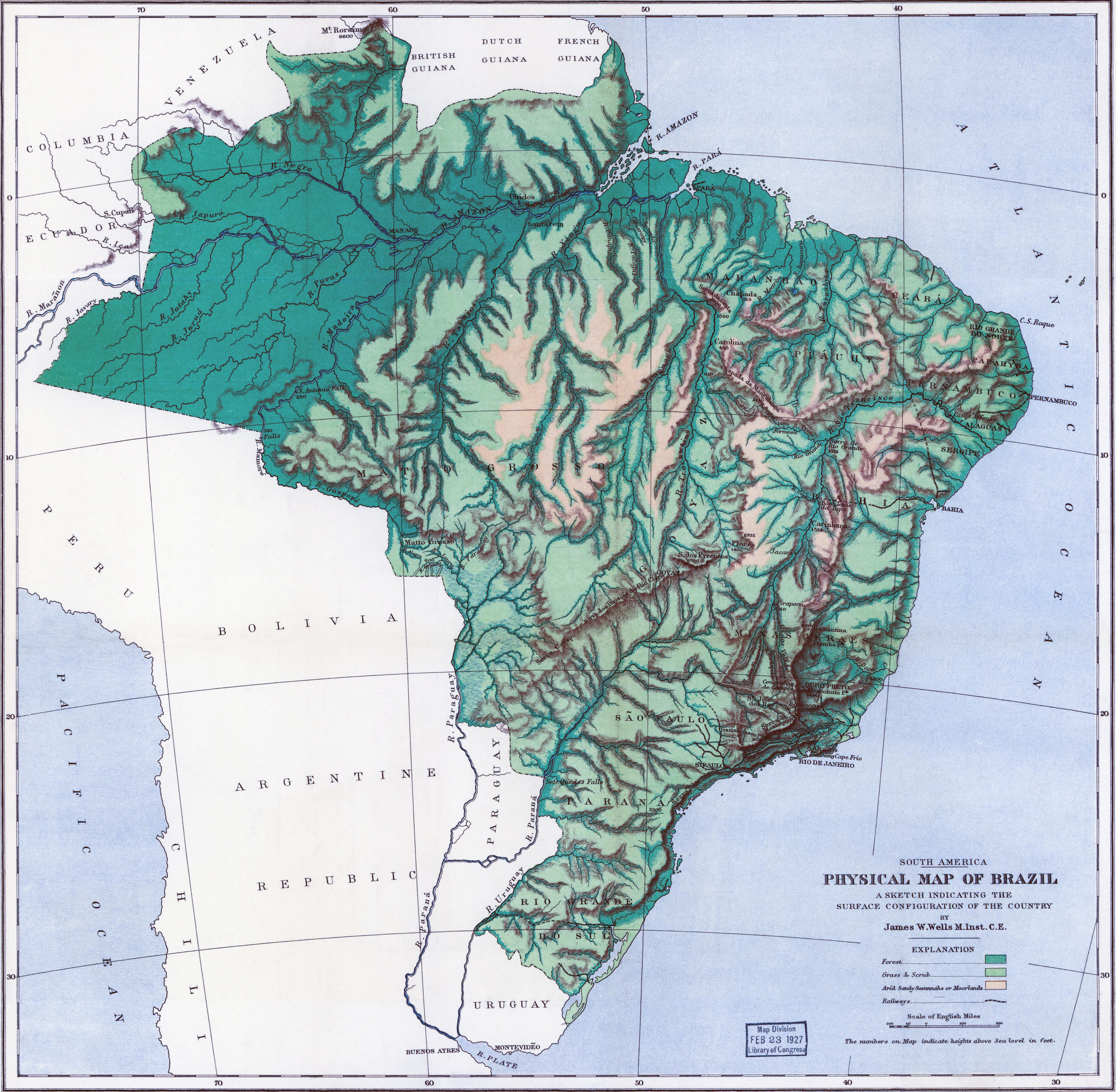
Mapa físico do Brasil em 1886, a ilustrar a localização de rios, serras e outros acidentes geográficos.

A História do Brasil começa com a chegada dos primeiros humanos na América do Sul há pelo menos 22 000 anos AP. Em fins do século XV, quando do Tratado de Tordesilhas, toda a área hoje conhecida como Brasil era habitada por comunidades seminômades que subsistiam da caça, pesca, coleta e agricultura. Em 22 de abril de 1500, Pedro Álvares Cabral, capitão-mor de expedição portuguesa a caminho das Índias, chegou, na hoje conhecida, Porto Seguro na Bahia, tornando a região colônia do Reino de Portugal.
Na década de 1530, a Coroa Portuguesa implementou uma política de colonização para a terra recém-descoberta que se organizou por meio da distribuição de capitanias hereditárias a membros da nobreza, porém, esse sistema malogrou, uma vez que somente as capitanias de Pernambuco e São Vicente prosperaram. Em 1548, é criado o Estado do Brasil, com consequente instalação de um governo-geral e, no ano seguinte, é fundada a primeira sede colonial, Salvador. A economia da colônia, iniciada com o extrativismo do pau-brasil e as trocas entre os colonos e os indígenas, gradualmente passou a ser dominada pelo cultivo da cana-de-açúcar com o uso de mão de obra escrava, inicialmente indígena e, depois, africana. No fim do século XVII, foram descobertas, através das bandeiras, importantes jazidas de ouro no interior do Brasil que foram determinantes para o seu povoamento e que pontuam o início do chamado ciclo do ouro, período que marca a ascensão da Capitania de Minas Gerais, desmembrada da Capitania de São Paulo e Minas de Ouro, na economia colonial. Em 1763, a sede do Estado do Brasil foi transferida para o Rio de Janeiro.

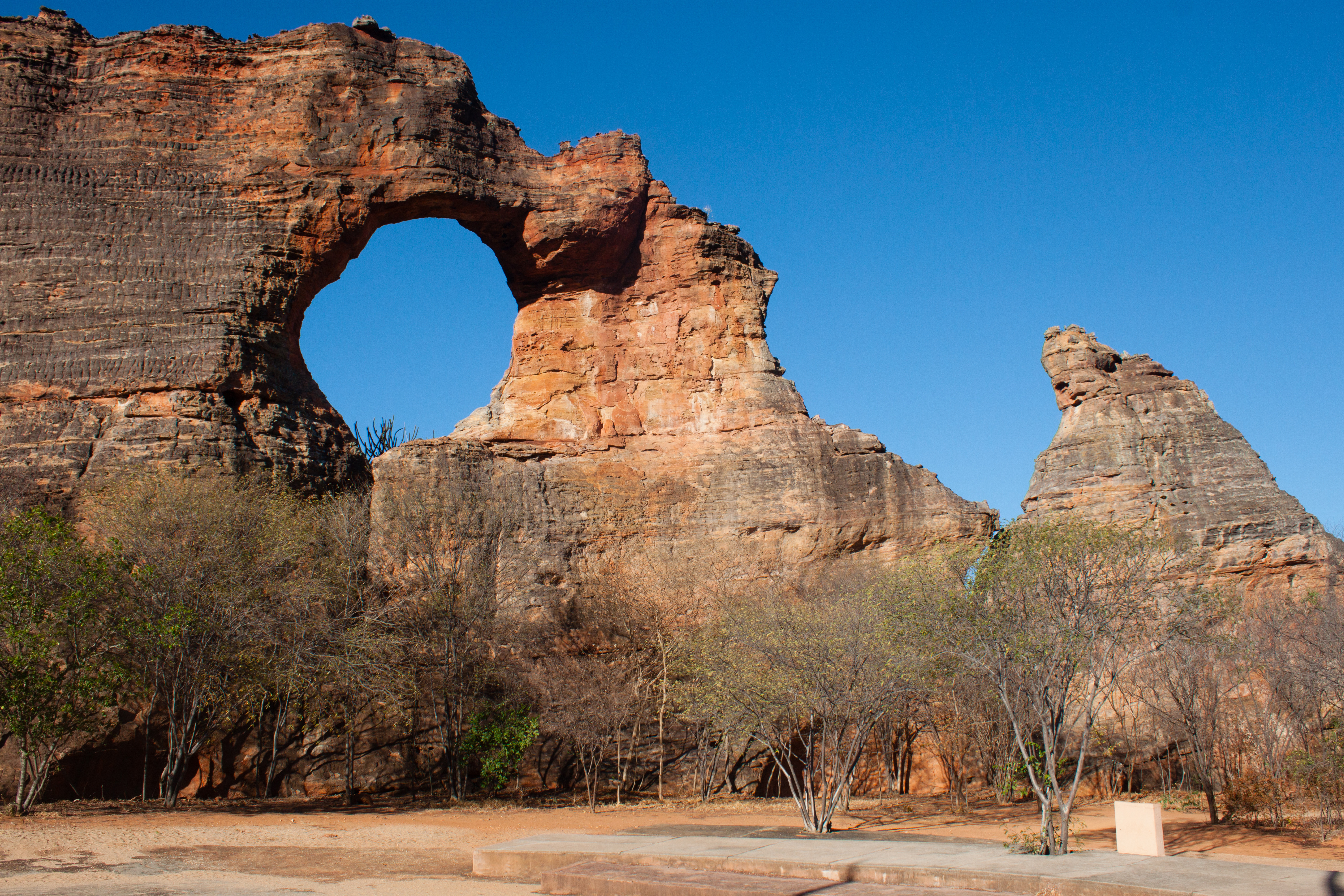
Na Toca da Tira Peia, situada no Parque Nacional Serra da Capivara (foto), foram encontrados vestígios de ocupação humana que datam de pelo menos 22 mil anos.

Em 1808, com a transferência da corte portuguesa para o Brasil, fugindo da possível subjugação da França, consequência da Guerra Peninsular travada entre as tropas portuguesas e as de Napoleão Bonaparte, o Príncipe-regente Dom João de Bragança, filho da Rainha Dona Maria I, abriu os portos da então colônia, permitiu o funcionamento de fábricas e fundou o Banco do Brasil. Em 1815, o então Estado do Brasil foi elevado à condição de reino, unido aos reinos de Portugal e Algarves, com a designação oficial de Reino Unido de Portugal, Brasil e Algarves, tendo Dona Maria I de Portugal acumulado as três coroas. Em 7 de setembro de 1822, Dom Pedro de Alcântara proclamou a Independência do Brasil em relação ao Reino Unido de Portugal, Brasil e Algarves, e fundou o Império do Brasil, sendo coroado imperador como Dom Pedro I. Ele reinou até 1831, quando abdicou e passou a Coroa brasileira ao seu filho, Dom Pedro de Alcântara, que tinha apenas cinco anos. Aos catorze anos, em 1840, Dom Pedro de Alcântara (filho) teve sua maioridade declarada, sendo coroado imperador no ano seguinte como Dom Pedro II. Em 1888, sua filha, a Princesa Isabel, pressionada por outros países e pelo clamor popular das lutas pela abolição da escravatura, assinou o decreto que extinguiu a escravidão no Brasil, conhecida como Lei Áurea.
No dia 15 de novembro de 1889 ocorreu a Proclamação da República pelo Marechal Deodoro da Fonseca, dando início à chamada República Velha, que só veio a terminar em 1930 com a chegada de Getúlio Vargas ao poder. A partir daí, têm destaque na história brasileira a industrialização do país; sua participação na Segunda Guerra Mundial ao lado dos Estados Unidos; a transferência da capital federal do Rio de Janeiro para Brasília; e o Golpe Militar de 1964, quando o general Castelo Branco assumiu a Presidência. A ditadura militar, a pretexto de combater a subversão e a corrupção, suprimiu direitos constitucionais, perseguiu e censurou os meios de comunicação, extinguiu os partidos políticos e criou o bipartidarismo. Após o fim do regime militar, os deputados federais e senadores se reuniram no ano de 1988 em Assembleia Nacional Constituinte e promulgaram a nova Constituição, que amplia os direitos individuais. O país se redemocratiza, avança economicamente e cada vez mais se insere no cenário internacional.

## Periodização

Evolução da divisão administrativa do Brasil.

A periodização tradicional divide a História do Brasil normalmente em quatro períodos gerais:
| Pré-cabralino | |
| Colonial      | - — Descobrimento — - Descaso - Capitanias, governo-geral, sociedades açucareira e aurífera - Reino e sede da corte portuguesa |
| Imperial      | - — Independência — - Primeiro reinado - Regência - Segundo reinado                                                            |
| Republicano   | - — Proclamação da República — - República Velha - Era Vargas - República Populista - Ditadura militar - Nova República        |

## Período pré-descobrimento (até 1500)

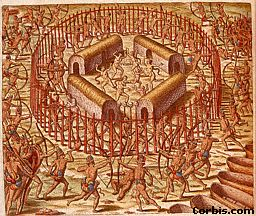
Ataque de índios a uma outra aldeia indígena.

Em 1500, quando o Brasil foi descoberto pelos europeus, estima-se que a costa oriental da América do Sul era habitada por cerca de dois milhões de indígenas, do norte ao sul.
A população ameríndia era repartida em grandes nações indígenas compostas por vários grupos étnicos entre os quais se destacam os grandes grupos tupi-guarani, macro-jê e aruaque. Os primeiros eram subdivididos em guaranis, tupiniquins e tupinambás, entre inúmeros outros. Os tupis se espalhavam do atual Rio Grande do Sul ao Rio Grande do Norte de hoje. Segundo Luís da Câmara Cascudo, os tupis foram "a primeira raça indígena que teve contacto com o colonizador e (…) decorrentemente a de maior presença, com influência no mameluco, no mestiço, no luso-brasileiro que nascia e no europeu que se fixava". A influência tupi se deu na alimentação, no idioma, nos processos agrícolas, de caça e pesca, nas superstições, costumes, folclore, como explica Câmara Cascudo:
O tupi era a raça histórica, estudada pelos missionários, dando a tropa auxiliar, recebendo o batismo e ajudando o conquistador a expulsar inimigos de sua terra. (…) Eram os artífices da rede de dormir, criadores da farinha de mandioca, farinha de pau, do complexo da goma de mandioca, das bebidas de frutas e raízes, da carne e peixe moqueados, elementos que possibilitaram o avanço branco pelo sertão.— Câmara Cascudo

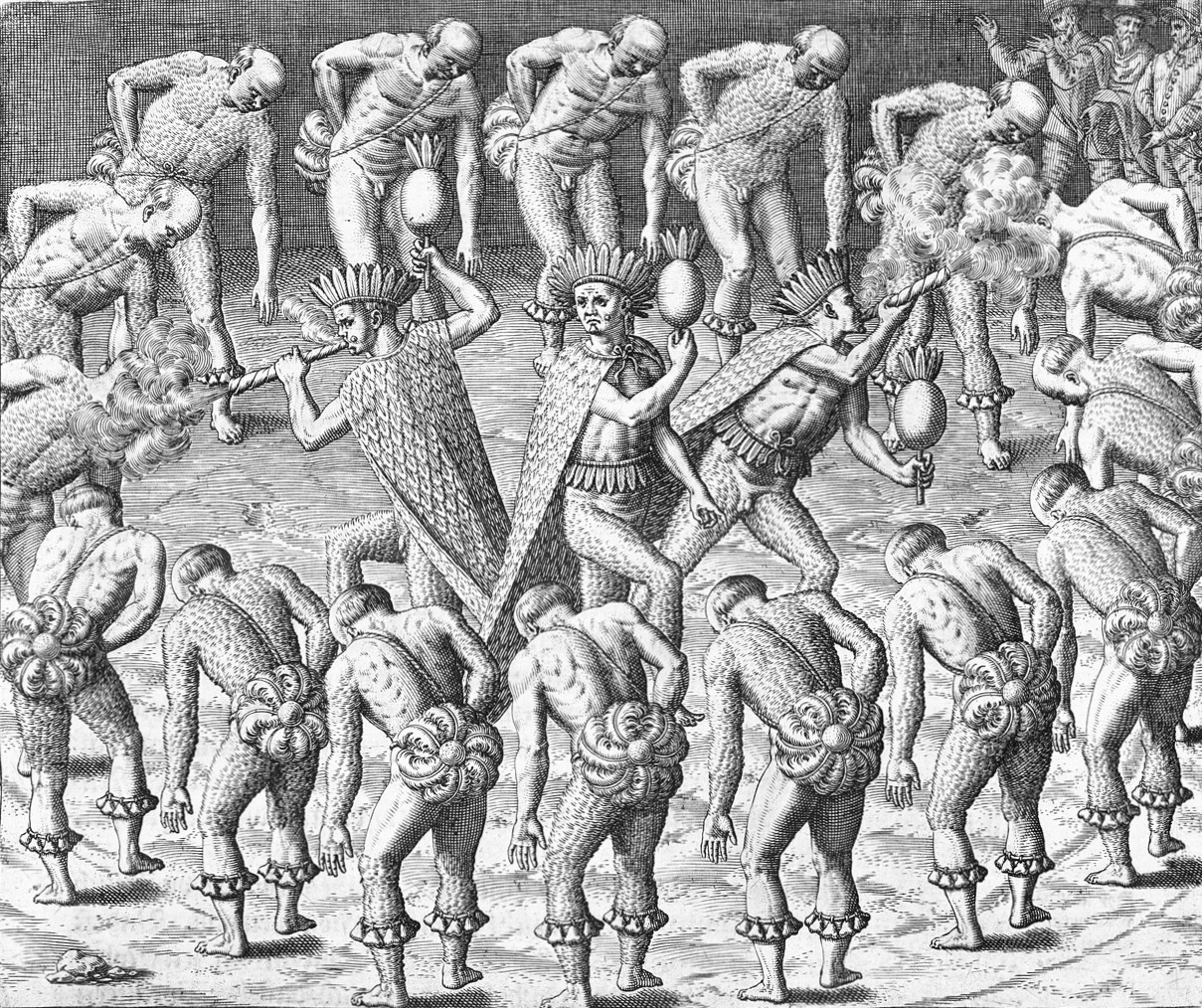
Dança tupinambá em ilustração do livro Duas Viagens ao Brasil de Hans Staden.

Do lado europeu, a descoberta do Brasil foi precedida por vários tratados entre Portugal e Espanha, estabelecendo limites e dividindo o mundo já descoberto do mundo ainda por descobrir.
Destes acordos assinados à distância da terra atribuída, o Tratado de Tordesilhas (1494) é o mais importante, por definir as porções do globo que caberiam a Portugal no período em que o Brasil foi colônia portuguesa. Estabeleciam suas cláusulas que as terras a leste de um meridiano imaginário que passaria a 370 léguas marítimas a oeste das ilhas de Cabo Verde pertenceriam ao rei de Portugal, enquanto as terras a oeste seriam posse dos reis de Castela (atualmente Espanha). No atual território do Brasil, a linha atravessava de norte a sul, da atual cidade de Belém do Pará à atual Laguna, em Santa Catarina. Quando soube do tratado, o rei de França Francisco I teria indagado qual era "a cláusula do testamento de Adão" que dividia o planeta entre os reis de Portugal e Espanha e o excluía da partilha.

## Período Colonial (1500–1815)

### A chegada dos europeus

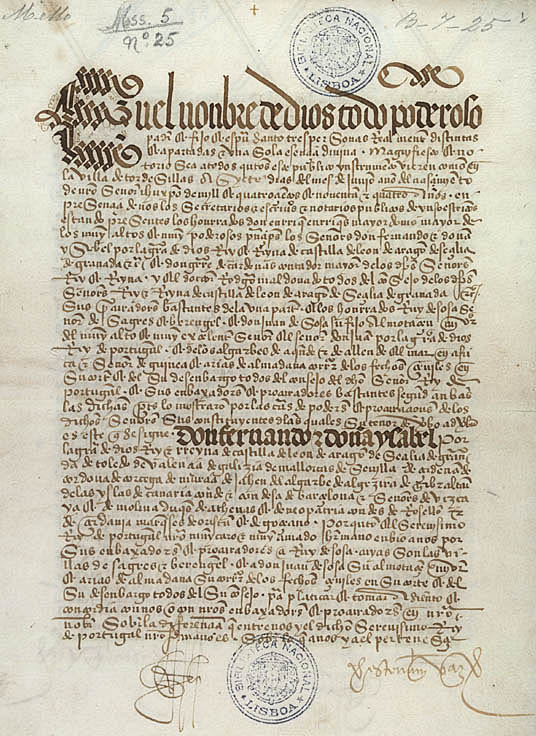
O Tratado de Tordesilhas (1494), firmado entre Espanha e Portugal para repartir as terras descobertas e "por descobrir", definiu os rumos da história do "futuro" Brasil.

O período compreendido entre o Descobrimento do Brasil em 1500, (chamado pelos portugueses de Achamento do Brasil), até a Independência do Brasil, é chamado, no Brasil, de Período Colonial. Os portugueses, porém, chamam este período de A Construção do Brasil, e o estendem até 1825 quando Portugal reconheceu a independência do Brasil.

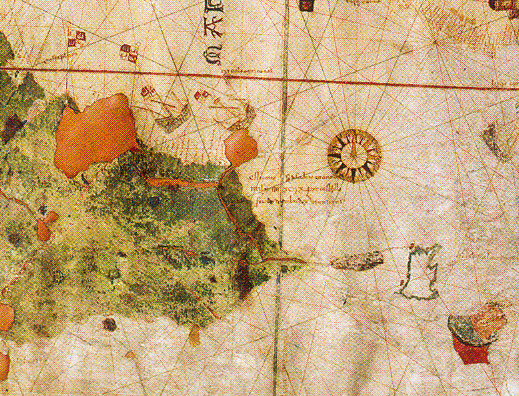
O nordeste da América do Sul no Mapa de Juan de la Cosa (1500). A leste do cabo de Santo Agostinho aparece, desconectada do continente, a Ilha de Vera Cruz (Ysla descubierta por portugal).

O Brasil foi descoberto em 22 de abril de 1500 pelo capitão-mor duma expedição portuguesa em busca das Índias, Pedro Álvares Cabral, que chegou ao litoral sul da Bahia, na região da atual cidade de Porto Seguro, mais precisamente no distrito de Coroa Vermelha. Embora o Brasil tenha sido oficialmente descoberto por Cabral, argumenta-se que o primeiro europeu a pisar no Brasil, tenha sido o Duarte Pacheco Pereira, que desembarcou no Norte do Brasil, entre o Maranhão e o Pará, no ano de 1498. Há outro caso de outro europeu que tenha pisado no Brasil antes do Cabral, o navegador espanhol Vicente Yáñez Pinzón, que no dia 26 de janeiro de 1500 desembarcou no cabo de Santo Agostinho, litoral sul de Pernambuco. Entretanto, a navegação de navios castelhanos ao longo da costa americana não produziu consequências. A chegada de Pinzón pode ser vista como um simples incidente da expansão marítima espanhola.
No dia 9 de março de 1500, o português Pedro Álvares Cabral, saindo de Lisboa, iniciou viagem para oficialmente descobrir e tomar posse das novas terras para a Coroa, e depois seguir viagem para a Índia, contornando a África para chegar a Calecute. Levava duas caravelas e 13 naus, e por volta de 1 500 homens — entre os mais experientes Nicolau Coelho, que acabava de regressar da Índia; Bartolomeu Dias, que descobrira o cabo da Boa Esperança, e seu irmão Diogo Dias, que mais tarde Pero Vaz de Caminha descreveria dançando na praia em Porto Seguro com os índios, "ao jeito deles e ao som de uma gaita". As principais naus se chamavam Anunciada, São Pedro, Espírito Santo, El-Rei, Santa Cruz, Fror de la Mar, Victoria e Trindade. O vice-comandante da frota era Sancho de Tovar e outros capitães eram Simão de Miranda, Aires Gomes da Silva, Nuno Leitão, Vasco de Ataíde, Pero Dias, Gaspar de Lemos, Luís Pires, Simão de Pina, Pedro de Ataíde, de alcunha o inferno, além dos já citados Nicolau Coelho e Bartolomeu Dias. Por feitor, a armada trazia Aires Correia, que havia de ficar na Índia, e por escrivães Gonçalo Gil Barbosa e Pero Vaz de Caminha. Entre os pilotos, que eram os verdadeiros navegadores, vinham Afonso Lopes e Pero Escobar. Diz a Crônica do Sereníssimo Rei D. Manuel I:
E, porque el Rei sempre foi mui inclinado às coisas que tocavam a nossa Santa fé católica, mandou nesta armada oito frades da ordem de S. Francisco, homens letrados, de que era Vigário frei Henrique, que depois foi confessor del Rei e Bispo de Ceuta, os quais como oito capelães e um vigário, ordenou que ficassem em Calecut, para administrarem os sacramentos aos portugueses e aos da terra se se quisessem converter à fé.— Crônica do Sereníssimo Rei D. Manuel I
Âncoras levantadas em Lisboa, a frota passou por São Nicolau, no arquipélago de Cabo Verde, em 16 de março. Tinham-se afastado da costa africana perto das Canárias, tocados pelos ventos alísios em direção ao ocidente. Em 21 de abril, da nau capitânia avistaram-se no mar, boiando, plantas. Mais tarde surgiram pássaros marítimos, sinais de terra próxima. Ao amanhecer de 22 de abril ouviu-se um grito de "terra à vista", pois se avistou o monte que Cabral batizou de Monte Pascoal, no litoral sul da atual Bahia.
Ali aportaram as naus, discutindo-se até hoje se teria sido exatamente em Porto Seguro ou em Santa Cruz Cabrália (mais precisamente no ilhéu de Coroa Vermelha, no município de Santa Cruz Cabrália), e fizeram contato com os tupiniquins, indígenas pacíficos. A terra, a que os nativos chamavam Pindorama ("terra das palmeiras"), foi a princípio chamada pelos portugueses de Ilha de Vera Cruz e nela foi erguido um padrão (marco de posse em nome da Coroa Portuguesa). Mais tarde, a terra seria rebatizada como Terra de Santa Cruz e posteriormente Brasil. Estava situada 5 000 km ao sul das terras descobertas por Cristóvão Colombo em 1492 e 1 400 quilômetros aquém da Linha de Tordesilhas. Sérgio Buarque de Holanda descreve, em História Geral da Civilização Brasileira:
Tendo velejado para o norte, acharam dez léguas mais adiante um arrecife com porto dentro, muito seguro. No dia seguinte, sábado,  entraram os navios no porto e ancoraram mais perto da terra. O lugar, que todos acharam deleitoso, proporcionava boa ancoragem e podia abrigar mais de 200 embarcações. Alguma gente de bordo foi à terra, mas não pode entender a algaravia dos habitantes, diferente de todas as línguas conhecidas.— Sérgio Buarque de Holanda

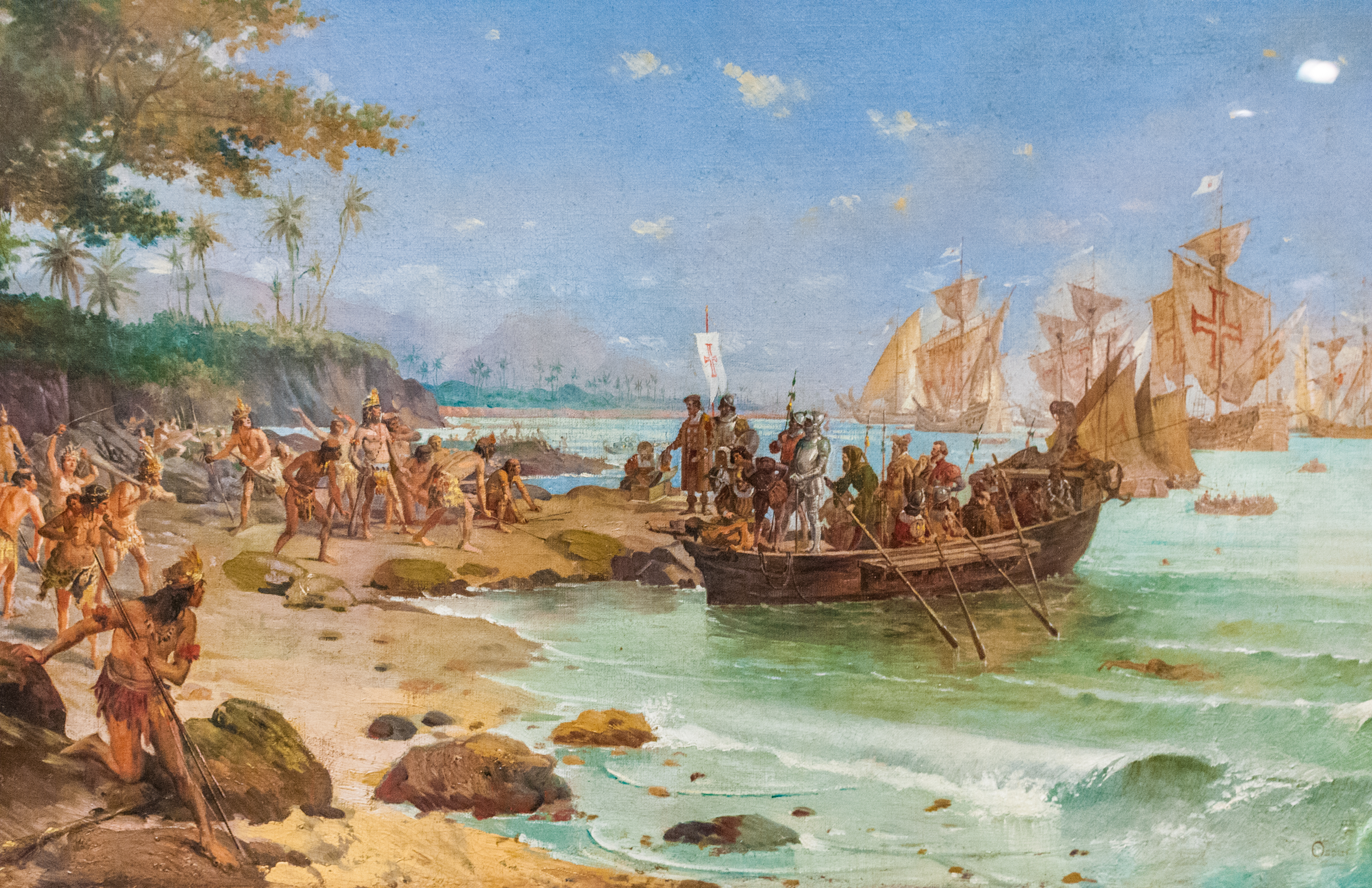
Desembarque de Cabral em Porto Seguro, óleo sobre tela, Oscar Pereira da Silva, 1904. Acervo do Museu Histórico Nacional do Rio de Janeiro.

No dia 26 de abril, um domingo (o de Pascoela), foi oficiada a primeira missa no solo brasileiro por frei Henrique Soares (ou frei Henrique de Coimbra), que pregou sobre o Evangelho do dia. Batizaram a terra como Ilha da Vera Cruz no dia 1 de maio e numa segunda missa Cabral tomou posse das terras em nome do rei de Portugal. No mesmo dia, os navios partiram, deixando na terra pelo menos dois degredados e dois grumetes que haviam fugido de bordo. Cabral partiu para a Índia pela via certa que sabia existir a partir da costa brasileira, isto é, cruzou outra vez o Oceano Atlântico e costeou a África.
O rei D. Manuel I recebeu a notícia do descobrimento por cartas escritas por Mestre João, físico e cirurgião de D. Manuel e Pero Vaz de Caminha, semanas depois. Transportadas na nau de Gaspar de Lemos, as cartas descreviam de forma pormenorizada as condições geográficas e seus habitantes, desde então chamados de índios. Atento aos objetivos da Coroa na expansão marítima, Caminha informava ao rei:
Nela até agora não podemos saber que haja ouro nem prata, nem alguma coisa de metal nem de ferro lho vimos; pero a terra em si é de muitos bons ares, assi frios e temperados como os d'antre Doiro e Minho, porque neste tempo de agora assi os achamos como os de lá; águas são muitas infindas e em tal maneira é graciosa, que querendo aproveitar-se dar-se-á nela tudo por bem das águas que tem; pero o melhor fruto que nela se pode fazer me parece que será salvar esta gente (…) boa e de boa simplicidade.— Pero Vaz Caminha

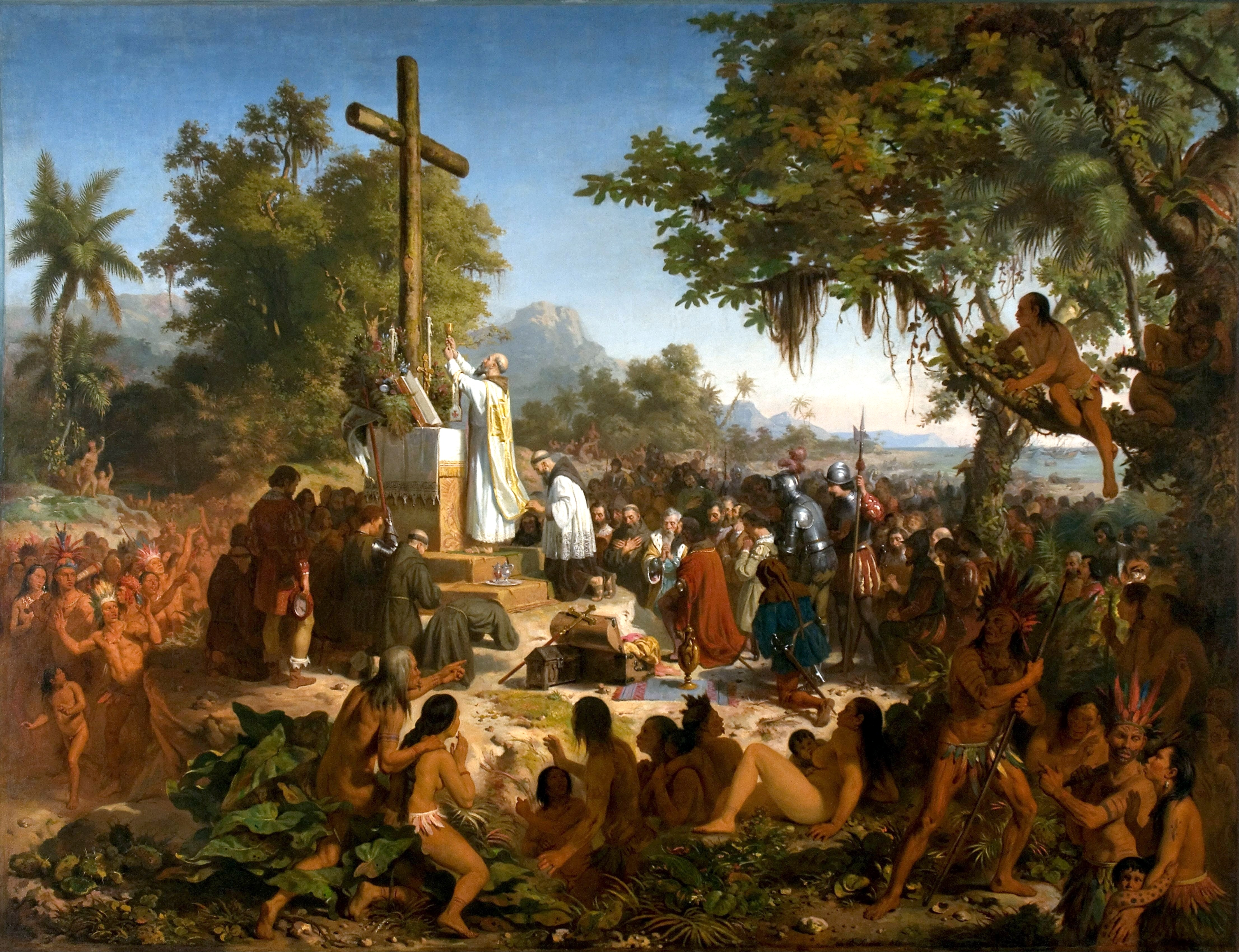
Detalhe da A Primeira Missa no Brasil de Victor Meirelles (1861).

Damião de Góis narra o descobrimento em sua língua renascentista:
Navegando a loeste, aos xxiiij dias do mes Dabril viram terra, do que forão muito alegres, porque polo rumo em que jazia, vião não ser nenhuma das que até então eram descubertas. Padralures Cabral fez rosto para aquela banda & como forão bem à vista, mandou ao seu mestre que no esquife fosse a terra, o qual tornou logo com novas de ser muito fresca & viçosa, dizendo que vira andar gente baça & nua pela praia, de cabelo comprido & corredio, com arcos & frechas nas mãos, pelo que mandou alguns dos capitães que fossem com os bateis armados ver se isto era assi, os quaes sem sairem em terra tornaram à capitaina afirmando ser verdade o que o mestre dixera. Estando já sobrancora se alevantou de noite hum temporal, com que correram de longo da costa ate tomarem hum porto muito bom, onde Pedralures surgio com as outras naos & por ser tal lhe pos nome Porto Seguro.— Damião de Góis
Além das cartas acima mencionadas, outro importante documento sobre o descobrimento do Brasil é o Relato do Piloto Anônimo.

### Expedições exploratórias

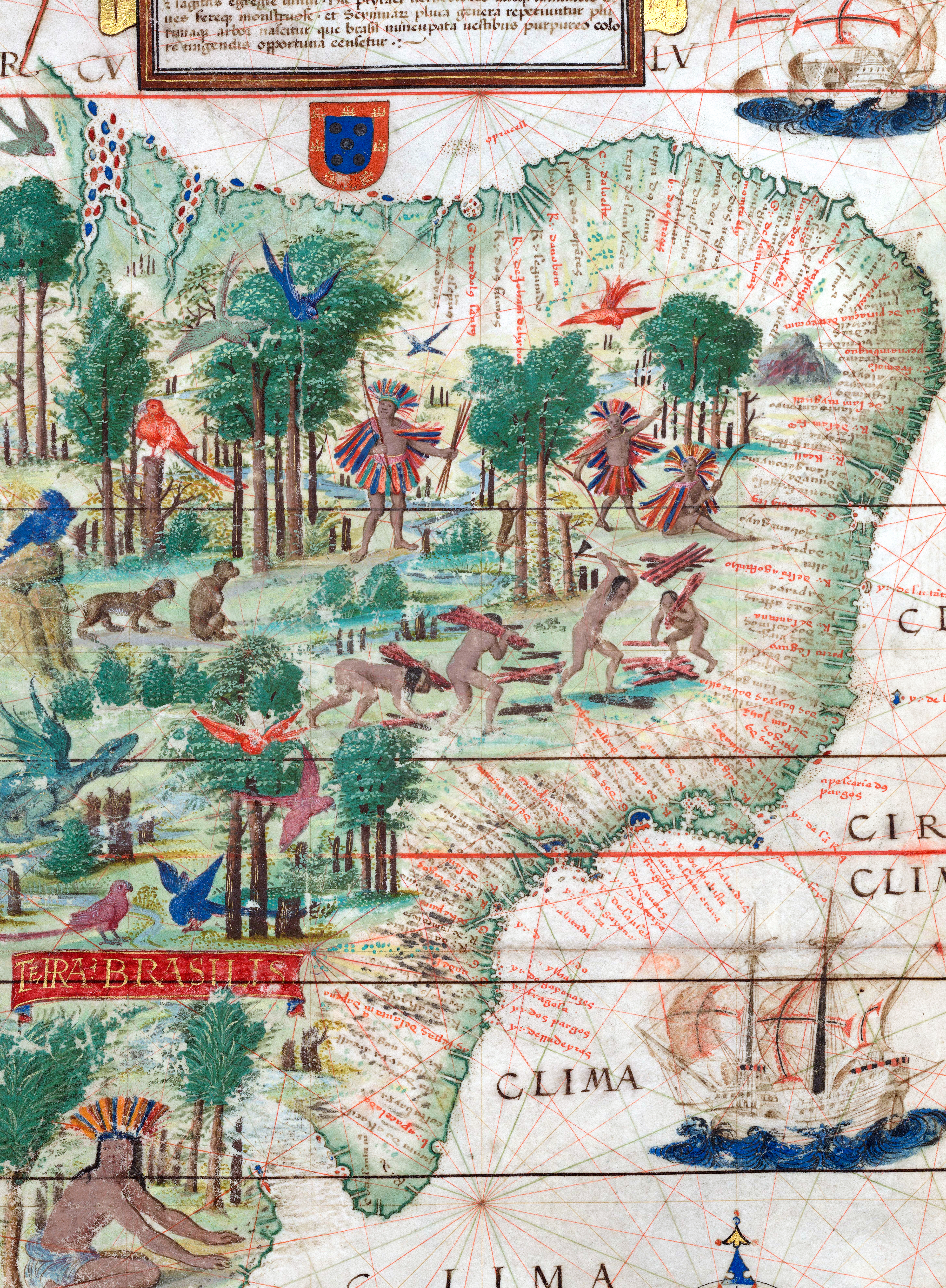
Detalhe do mapa "Terra Brasilis" (Atlas Miller, 1519), atualmente na Biblioteca Nacional de França.

Em 1501, uma grande expedição exploratória, a primeira frota de reconhecimento, com três naus, encontrou como recurso explorável apenas o pau-brasil, de madeira avermelhada e valiosa usada na tinturaria europeia, mas fez um levantamento da costa. Comandada por Gaspar de Lemos, a viagem teve início em 10 de maio de 1501 e findaria com o retorno a Lisboa em 7 de setembro de 1502, depois de percorrer a costa e dar nome aos principais acidentes geográficos. Sobre o comandante, podem ter sido D. Nuno Manuel, André Gonçalves, Fernão de Noronha, Gonçalo Coelho ou Gaspar de Lemos, sendo este último o nome mais aceito. Alguns historiadores negam a hipótese de Gonçalo Coelho, que só teria partido de Lisboa em 1502. O Barão do Rio Branco, em suas Efemérides, fixa-se em André Gonçalves, que é a versão mais comumente aceita. Mas André Gonçalves fazia parte da armada de Cabral, que retornou a Lisboa quando a expedição de 1501 já partira para o Brasil e com ela cruzou na altura do arquipélago de Cabo Verde. Assim, diversos historiadores optam por Gaspar de Lemos, que entre junho e julho de 1500 havia chegado a Portugal com a notícia do descobrimento. O florentino Américo Vespúcio vinha como piloto na frota (e por seu nome seria batizado todo o continente, mais tarde). Depois de 67 dias de viagem, em 16 de agosto, a frota alcançou o que hoje é o cabo de São Roque (Rio Grande do Norte) e, segundo Câmara Cascudo, ali plantou o marco de posse mais antigo do Brasil. Houve, na ocasião, contatos entre portugueses e os índios potiguaras.[carece de fontes?]
Ao longo das expedições, os portugueses costumavam batizar os acidentes geográficos segundo o calendário com os nomes dos santos dos dias, ignorando os nomes locais dados pelos nativos. Em 1 de novembro (Dia de Todos os Santos), chegaram à baía de Todos-os-Santos, em 21 de dezembro (dia de São Tomé) ao cabo de São Tomé, em 1 de janeiro de 1502 à baía de Guanabara (por isso batizada de "Rio de Janeiro") e no dia 6 de janeiro (Dia de Reis) à angra (baía) batizada como Angra dos Reis. Outros lugares descobertos foram a foz do rio São Francisco e o cabo Frio, entre vários. As três naus que chegaram à Guanabara eram comandadas por Gonçalo Coelho, e nela vinha Vespúcio. Tomando a estreita entrada da barra pela foz de um rio, chamaram-na Rio de Janeiro, nome que se estendeu à cidade de São Sebastião que ali se ergueria mais tarde.[carece de fontes?]
Em 1503 houve nova expedição, desta vez comandada (sem controvérsias) por Gonçalo Coelho, sem ser estabelecido qualquer assentamento ou feitoria. Foi organizada em função um contrato do rei com um grupo de comerciantes de Lisboa para extrair o pau-brasil. Trazia novamente Vespúcio e seis navios. Partiu em maio de Lisboa, esteve em agosto na ilha de Fernando de Noronha e ali afundou a nau capitânia, dispersando-se a armada. Vespúcio pode ter ido para a Bahia, passado seis meses em Cabo Frio, onde fez entrada de 40 léguas terra adentro. Ali teria deixado 24 homens com mantimentos para seis meses. Coelho, ao que parece, esteve recolhido na região onde se fundaria depois a cidade do Rio de Janeiro, possivelmente durante dois ou três anos.[carece de fontes?]
Nessa ocasião, Vespúcio, a serviço de Portugal, retornou ao maior porto natural da costa brasileira, a baía de Todos-os-Santos. Durante as três primeiras décadas, o litoral baiano, com suas inúmeras enseadas, serviu fundamentalmente como apoio à rota da Índia, cujo comércio de produtos de luxo — seda, tapetes, porcelana e especiarias — era mais vantajoso que os produtos oferecidos pela nova colônia. Nos pequenos e grandes portos naturais baianos, em especial no de Todos-os-Santos, as frotas se abasteciam de água e de lenha e aproveitavam para fazer pequenos reparos.[carece de fontes?]
No Rio de Janeiro, alguns navios aportaram no local que os índios chamavam de Uruçu-Mirim, a atual praia do Flamengo. Junto à foz do rio Carioca (outrora abundante fonte de água doce) foram erguidas uma casa de pedra e um arraial, deixando-se no local degredados e galinhas. A construção inspirou o nome que os índios deram ao local (cari-oca, "casa dos brancos"), que passaria a ser o gentílico da cidade do Rio. O arraial, no entanto, foi logo destruído. Outras esquadras passariam pela Guanabara: a de Cristóvão Jacques, em 1516; a de Fernão de Magalhães (que chamou o local de baía de Santa Luzia), em 1519, na primeira circum-navegação do mundo; outra vez a de Jacques, em 1526, e a de Martim Afonso de Sousa, em 1531.[carece de fontes?]
Outras expedições ao litoral brasileiro podem ter ocorrido, já que desde 1504 são assinaladas atividades de corsários. Holanda, em Raízes do Brasil, cita o capitão francês Paulmier de Gonneville, de Honfleur, que permaneceu seis meses no litoral de Santa Catarina. A atividade de navegadores não portugueses se inspirava doutrina da liberdade dos mares, expressada por Hugo Grotius em Mare liberum, base da reação europeia contra Espanha e Portugal, gerando pirataria alargada pelos mares do planeta.

### Extração de pau-brasil

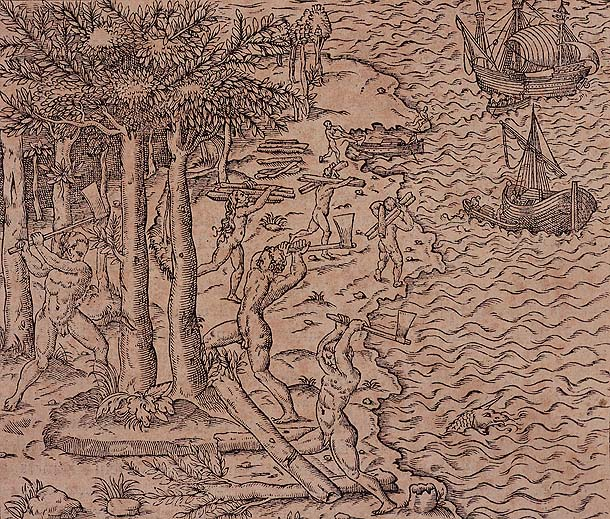
Derrubada do pau-brasil em ilustração da Cosmografia Universal de André Thevet, 1575.

O pau-brasil era a principal riqueza de crescente demanda na Europa. Estima-se que havia, na época do descobrimento, mais de 70 milhões de árvores do tipo, abundando numa faixa de 18 km do litoral do Rio Grande do Norte até a Guanabara. Quase todas foram derrubadas e levadas para aquele continente. A extração foi tanta que atualmente a espécie é protegida para não sofrer extinção.[carece de fontes?]
Para explorar a madeira, a Coroa adotou a política de oferecer a particulares, em geral cristãos-novos, concessões de exploração do pau-brasil mediante certas condições: os concessionários deveriam mandar seus navios descobrirem 300 léguas de terra, instalar fortalezas nas terras que descobrissem, mantendo-as por três anos; do que levassem para o Reino, nada pagariam no primeiro ano, no segundo pagariam um sexto e no terceiro um quinto. Os navios ancoravam na costa, algumas dezenas de marinheiros desembarcavam e recrutavam índios para trabalhar no corte e carregamento das toras, em troca de pequenas mercadorias como roupas, colares e espelhos (prática chamada de "escambo"). Cada nau carregava em média cinco mil toras de 1,5 metro de comprimento e 30 quilogramas de peso.
Em 1506, a terra do Brasil, arrendada pela coroa a Fernão de Noronha (ou Loronha) e outros cristãos-novos, produzia por volta de 20 mil quintais de madeira vermelha. Segundo Capistrano de Abreu, em Capítulos da História Colonial, cada quintal era vendido em Lisboa por 21/3 ducados, mas levá-lo até lá custava apenas meio ducado. Os arrendatários pagavam 4 mil ducados à Coroa. Comerciantes de Lisboa e do Porto enviavam embarcações à costa para contrabandearem pau-brasil, aves de plumagem colorida (papagaios, araras), peles, raízes medicinais e índios para escravizar. Surgiram, assim, as primeiras feitorias.[carece de fontes?]
Além dos portugueses, seus rivais europeus, principalmente franceses, passaram a frequentar a costa brasileira para contrabandear a madeira e capturar índios. Estimulados por seu rei, corsários passam a frequentar a Guanabara à procura de pau-brasil e outros produtos. Ganharam a simpatia dos índios tamoios, que a eles se aliaram durante décadas contra os portugueses.[carece de fontes?]
Portugal, verificando que o litoral era visitado por corsários e aventureiros estrangeiros, resolveu enviar expedições militares para defender a terra. Foram denominadas expedições guarda-costas, sendo mais marcantes as duas comandadas por Cristóvão Jacques, de 1516–1519 e 1526–1528. Suas expedições tinham caráter basicamente militar, com missão de aprisionar os navios franceses que, sem pagar tributos à coroa, retiravam grandes quantidades do pau-brasil. A iniciativa teve poucos resultados práticos, considerando a imensa extensão do litoral e, como solução, Jacques sugeriu à Coroa dar início ao povoamento.[carece de fontes?]
A expedição enviada em 1530 sob a chefia de Martim Afonso de Sousa tinha por objetivos explorar melhor a costa, expulsar os franceses que rondavam o sul e as cercanias do Rio de Janeiro e estabelecer núcleos de colonização ou feitorias, como a estabelecida em Cabo Frio. Em 1532, Martim Afonso fundou o núcleo de São Vicente, primeira vila do Brasil.

### Administração colonial

#### Capitanias do Mar (1516–1532)
A administração das terras ultramarinas, que a princípio foi arrendada a Fernão de Noronha, agente da Casa Fugger (1503–1511), ficou a cargo direto da Coroa, que não conseguia conter as frequentes incursões de franceses na nova terra. Por isso, em 1516, D. Manuel I e seu Conselho criam nos Açores e na Madeira as chamadas "capitanias do mar", por analogia com as estabelecidas no Oceano Índico. O objetivo fundamental era garantir o monopólio da navegação e a política do mare clausum (mar fechado). De dois em dois anos, o capitão do mar partia com navios para realizar um cruzeiro de inspeção no litoral, defendendo-o das incursões francesas ou castelhanas. No Brasil, teriam visitado quatro armadas.[carece de fontes?]
As armadas de Jacques assinaram-se com insistência no rio da Prata. Também em 1516 ocorre a primeira tentativa de colonização metódica e aproveitamento da terra com base na plantação da cana (levada de Cabo Verde) e na fabricação do açúcar. Já devia ter havido algumas tentativas de capitanias e estabelecimentos em terra, pois em 15 de julho de 1526 o rei D. Manuel I autorizou Pero Capico, "capitão de uma capitania do Brasil", a regressar a Portugal porque "lhe era acabado o tempo de sua capitania". A Capico, que era técnico de administração colonial, tinha sido confiada a Feitoria de Itamaracá, no atual estado de Pernambuco.
Roberto Simonsen comenta:

Na terra de Santa Cruz, o valor e as possibilidades de comércio não justificavam (…) organizações da mesma importância» que as feitorias de Portugal na África. «Mesmo assim, foram instaladas, quer pelos concessionários do comércio do pau-brasil, quer pelo próprio governo português, várias feitorias, postos de resgate onde se concentravam, sob o abrigo de fortificações primitivas, os artigos da terra que as naus vinham buscar. São por demais deficientes até hoje as notícias sobre estas feitorias, Igarassu, Itamaracá, Bahia, Porto Seguro, Cabro Frio, São Vicente e outras intermediárias, que desapareciam, ora esmagadas pelo gentio, ora conquistadas pelos franceses. Mas o próprio comércio do pau-brasil é uma demonstração de sua existência, e as notícias sobre a década anterior, de 1530, salientam a preocupação do Governo português de defendê-las.» Eram assim postos de resgate de caráter temporário, estabelecimentos efêmeros,  assolados por entrelopos e corsários franceses, por selvagens. Por muitos anos cessará todo o interesse de Portugal pelo Brasil. O Brasil ficou ao acaso… Colonizar a nova terra seria dispendioso, sem lucro imediato. Portugal, no auge de sua técnica de navegação, de posse de feitorias fincadas em vastíssimas costas de oceanos, não tinha recursos humanos, com uma população estimada em um milhão de habitantes. Impunha-se uma atitude predominantemente fiscal. Havia o quê? Havia macacos, papagaios, selvagens nus e primitivos. Mas havia pau-brasil…— Roberto Simonsen, 
João Ribeiro, diz que:

...depois da primeira exploração de 1501, as terras do Brasil tornaram-se constante teatro da pirataria universal. Especuladores franceses, alemães, judeus e espanhóis aqui aportam, comerciam com o gentio ou seelvajam-se e com eles convivem em igual barbaria. Os navegadores de todos os pontos aqui se aprovisionam ou se abrigam das tempestades. Aventureiros aqui desembarcam, e vivem à ventura, na companhia de degredados e foragidos. O que preocupa a corte portuguesa de D. Manuel I são as riquezas do Oriente. Se alguma expedição aqui toca e se demora, (....) não é o Brasil que as atrai mas ainda a fascinação do Oriente.— João Ribeiro,

#### Capitanias hereditárias (1532–1549)

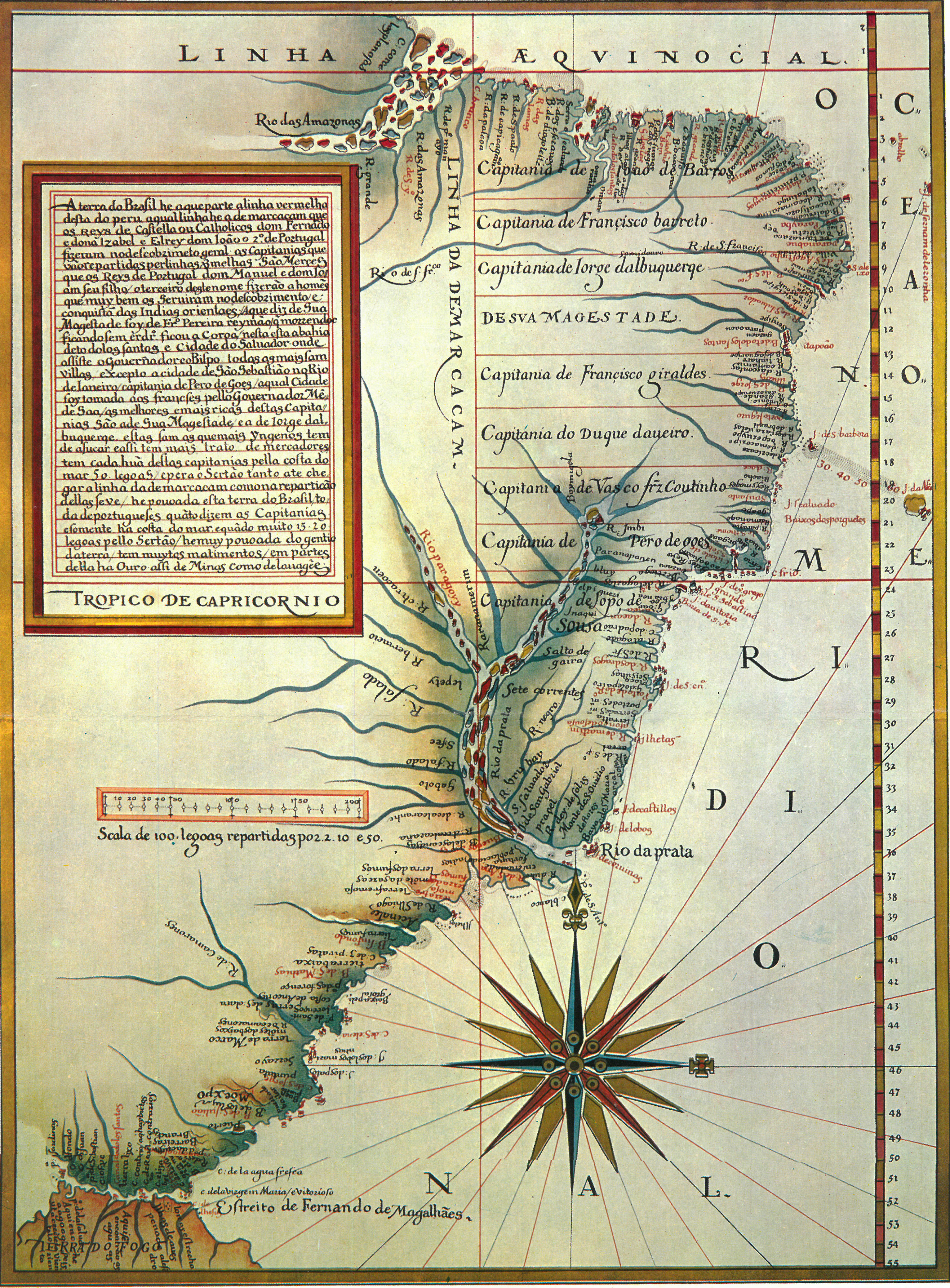
As capitanias hereditárias

A apatia só iria cessar quando D. João III ascendeu ao trono. Na década de 1530, Portugal começava a perder a hegemonia do comércio na África Ocidental e no Índico. Circulavam insistentes notícias da descoberta de ouro e de prata na América Espanhola. Então, em 1532, o rei decidiu ocupar as terras pelo regime de capitanias, mas num sistema hereditário, pelo qual a exploração passaria a ser direito de família. O capitão e governador, títulos concedidos ao donatário, teria amplos poderes, dentre os quais o de fundar povoamentos (vilas e cidades), conceder sesmarias e administrar a justiça. O sistema de capitanias hereditárias implicava na divisão de terras vastíssimas, doadas a capitães-donatários que seriam responsáveis por seu controle e desenvolvimento, e por arcar com as despesas de colonização. Foram doadas aos que possuíssem condições financeiras para custear a empresa da colonização, e estes eram principalmente "membros da burocracia estatal" e "militares e navegadores ligados à conquista da Índia" (segundo Eduardo Bueno em "História de Brasil"). De acordo com o mesmo autor, a sugestão teria sido dada ao rei por Diogo de Gouveia, ilustre humanista português, e respondia a uma "absoluta falta de interesse da alta nobreza lusitana" nas terras americanas.[carece de fontes?]
Foram criadas, nesta divisão, quinze faixas longitudinais de diferentes larguras que iam de acidentes geográficos no litoral até o Meridiano das Tordesilhas, e foram oferecidas a doze donatários. Destes, quatro nunca foram ao Brasil; três faleceram pouco depois; três retornaram a Portugal; um foi preso por heresia (Tourinho) e apenas dois se dedicam à colonização (Duarte Coelho na Capitania de Pernambuco e Martim Afonso de Sousa na Capitania de São Vicente).[carece de fontes?]
Das quinze capitanias originais, apenas as capitanias de Pernambuco e de São Vicente prosperaram. As terras brasileiras ficavam a dois meses de viagem de Portugal. Além disso, as notícias das novas terras não eram muito animadoras: na viagem, além do medo de "monstros" que habitariam o oceano (na superstição europeia), tempestades eram frequentes; nas novas terras, florestas gigantescas e impenetráveis, povos antropófagos e não havia nenhuma riqueza mineral ainda descoberta. Em 1536, chegou o donatário da capitania da Baía de Todos os Santos, Francisco Pereira Coutinho, que fundou o Arraial do Pereira, na futura cidade do Salvador, mas se revelou mau administrador e foi morto pelos tupinambás. Tampouco tiveram maior sucesso as capitanias dos Ilhéus e do Espírito Santo, devastadas por aimorés e tupiniquins.

#### Governo-Geral (1549–1580)

##### Tomé de Sousa (1549–1553)

Tomé de Sousa

Após o fracasso do projeto de capitanias, o rei João III unificou as capitanias sob um Governo-Geral do Brasil e em 7 de janeiro de 1549 nomeou Tomé de Sousa para assumir o cargo de governador-geral. A expedição do primeiro governador chegou ao Brasil em 29 de março do mesmo ano, com ordens para fundar uma cidade para abrigar a sede da administração colonial. O local escolhido foi a baía de Todos-os-Santos e a cidade foi chamada de São Salvador da Baía de Todos os Santos. A excelente posição geográfica entre as capitanias de Pernambuco e São Vicente e num ponto mais ou menos equidistante das extremidades do território, as favoráveis condições de assentamento e defesa, o clima quente e o solo fértil fizeram com que o rei decidisse reverter a capitania para a Coroa (expropriando-a do donatário Pereira Coutinho). As tarefas de Tomé de Sousa eram tornar efetiva a guarda da costa, auxiliar os donatários, organizar a ordem política e jurídica na colônia. O governador organizou a vida municipal, e sobretudo a produção açucareira: distribuiu terras e mandou abrir estradas, além de fazer construir um estaleiro.[carece de fontes?]
Desse modo, o Governo-Geral centralizou a administração colonial, subordinando as capitanias a um só governador-geral que tornasse mais rápido o processo de colonização. Em 1548, elaborou-se o Regimento do Governador-Geral, que regulamentava o trabalho do governador e de seus principais auxiliares — o ouvidor-mor (Justiça), o provedor-mor (Fazenda) e o capitão-mor (Defesa). O governador também levou ao Brasil os primeiros missionários católicos, da ordem dos jesuítas, como o padre Manuel da Nóbrega. Por ordens suas, ainda, foram introduzidas na colônia as primeiras cabeças de gado, de novilhos levados de Cabo Verde. Ao chegar à Bahia, Tomé de Sousa encontrou o velho Arraial do Pereira com seus moradores, e mudaram o nome do local para Vila Velha. Também moravam nos arredores o náufrago Diogo Álvares "Caramuru" e sua esposa Paraguaçu (batizada como Catarina), perto da capela de Nossa Senhora das Graças (hoje o bairro da Graça, em Salvador). Consta que Tomé de Sousa teria pessoalmente ajudado a construir as casas e a carregar pedras e madeiras para construção da capela de Nossa Senhora da Conceição da Praia, uma das primeiras igrejas erguidas no Brasil. Tomé de Souza visitou as capitanias do sul do Brasil, e, em 1553, criou a Vila de Santo André da Borda do Campo, transferida em 1560 para o Pátio do Colégio dando origem à cidade de São Paulo.[carece de fontes?]

##### Duarte da Costa (1553–1558)

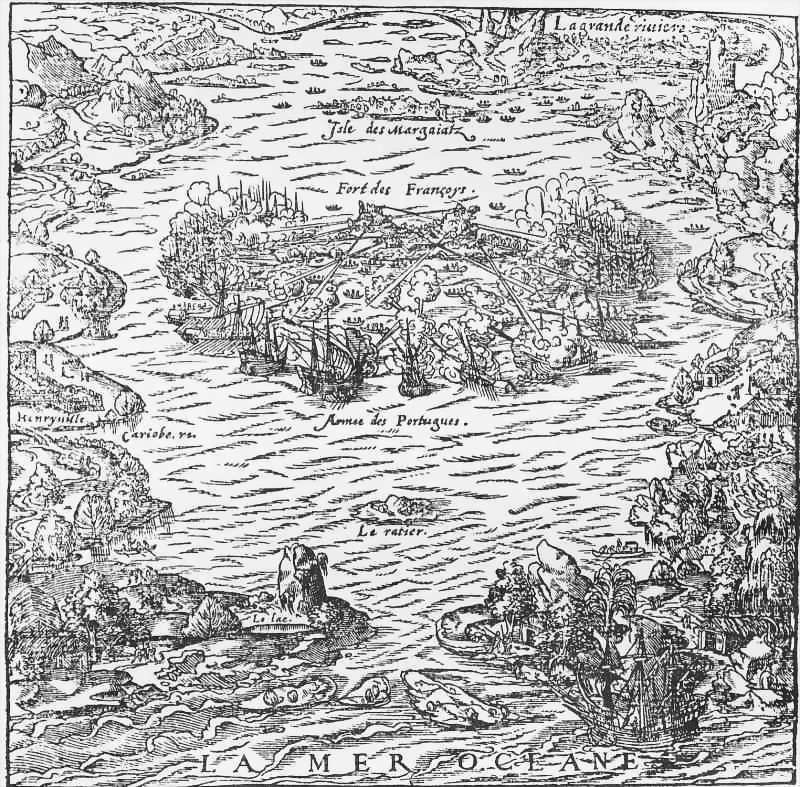
Esquema do ataque de Mem de Sá aos franceses na baía de Guanabara, em 1560. Autoria desconhecida, 1567.

Em 1553, a pedidos, Tomé de Sousa foi exonerado do cargo e substituído por Duarte da Costa, fidalgo e senador nas Cortes de Lisboa. Em sua expedição foram também 260 pessoas, incluindo seu filho, Álvaro da Costa, e o então noviço José de Anchieta, jesuíta basco que seria o pioneiro na catequese dos nativos americanos. A administração de Duarte foi conturbada. Já de início, a intenção de Álvaro em escravizar os indígenas, incluindo os catequizados, esbarrou na impertinência de Dom Pero Fernandes Sardinha, primeiro bispo do Brasil. O governador interveio a favor do filho e autorizou a captura de indígenas para uso em trabalho escravo. Disposto a levar as queixas pessoalmente ao rei de Portugal, Sardinha partiu para Lisboa em 1556 mas naufragou na costa de Alagoas e acabou devorado pelos caetés antropófagos.[carece de fontes?]
Durante o governo de Duarte da Costa, uma expedição de protestantes franceses se instalou permanentemente na Guanabara e fundou a colônia da França Antártica. Ultrajada, a Câmara Municipal da Bahia apelou à Coroa pela substituição do governador. Em 1556, Duarte foi exonerado, voltou a Lisboa e em seu lugar foi enviado Mem de Sá, com a missão de retomar a posse portuguesa do litoral sul.[carece de fontes?]

##### Mem de Sá (1558–1572)
O terceiro Governador-Geral, Mem de Sá (1558–1572), deu continuidade à política de concessão de sesmarias aos colonos e montou ele próprio um engenho, às margens do rio Sergipe, que mais tarde viria a pertencer ao conde de Linhares (Engenho de Sergipe do Conde). Para enfrentar os colonos franceses estabelecidos na França Antártica, aliados aos tamoios na baía de Guanabara, Mem de Sá aliou-se aos Temiminós do cacique Arariboia. O seu sobrinho, Estácio de Sá, comandou a retomada da região e fundou a cidade do Rio de Janeiro a 20 de Janeiro de 1565, dia de São Sebastião.[carece de fontes?]

##### Divisão do Governo-Geral
Após a renúncia do governador geral Mem de Sá em 1572, a administração colonial foi dividida em dois Governos-Gerais: o Governo do Norte, abrangendo todas as capitanias de Porto Seguro ao Maranhão (contempla a atual região nordeste do Brasil, o norte de Minas Gerais, Distrito Federal, nordeste do Pará, e leste de Tocantins e Goiás), permanecendo a capital em Salvador (na Capitania da Bahia); e o Governo do Sul, com sede no Rio de Janeiro (na capitania de São Vicente).
Em 1577, percebeu-se que a divisão do governo-geral em dois não trazia a unidade administrativa desejada. A falta de coesão dificultava a defesa do território e a exploração de suas riquezas. Assim, a Coroa Portuguesa decidiu unificar novamente os Governos, com sede geral em Salvador, cessando a administração dual. Foi nomeado Lourenço da Veiga como o governador-geral do território unificado, exercendo o cargo até 1581, quando faleceu.

#### União Ibérica (1580–1640)

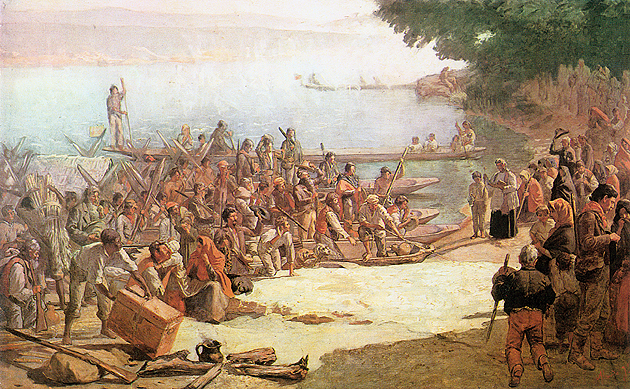
Ilustração de uma bandeira por Almeida Júnior: Estudo p/ Partida da Monção, 1897. Acervo Artístico-Cultural dos Palácios do Governo do Estado de S. Paulo.

Com o desaparecimento de D. Sebastião e posteriormente a morte de D. Henrique I, Portugal ficou sob união pessoal com a Espanha, e foi governada pelos três reis Filipes (Filipe II, Filipe III e Filipe IV, dos quais se subtrai um número quando referentes a Portugal e ao Brasil). Isso virtualmente acabou com a linha divisória do meridiano das Tordesilhas e permitiu que o Brasil se expandisse para o oeste.[carece de fontes?]
Várias expedições exploratórias do interior (chamado de "os sertões") foram organizadas, fosse sob ordens diretas da Coroa ("entradas") ou por caçadores de escravos paulistas ("bandeiras", donde o nome "bandeirantes"). Estas expedições duravam anos e tinham o objetivo principalmente de capturar índios como escravos e encontrar pedras preciosas e metais valiosos, como ouro e prata. Foram bandeirantes famosos, entre outros, Fernão Dias Paes Leme, Bartolomeu Bueno da Silva (Anhanguera), Raposo Tavares, Domingos Jorge Velho, Borba Gato e Antônio Azevedo.[carece de fontes?]
A União Ibérica também colocou o Brasil em conflito com potências europeias que eram amigas de Portugal mas inimigas da Espanha, como a Inglaterra e a Holanda. Já em 1595, durante a Guerra Anglo-Espanhola, o almirante inglês James Lancaster tomou de assalto o porto do Recife, onde permaneceu por quase um mês pilhando as riquezas transportadas do interior, no episódio conhecido como Saque do Recife, única expedição de corso da Inglaterra que teve como objetivo principal o Brasil, e que representou o mais rico butim da história da navegação de corso do período elisabetano. A Holanda, por sua vez, atacou e invadiu extensas faixas do litoral nordestino, fixando-se principalmente em Pernambuco por vinte e quatro anos.

#### Estado do Maranhão e Estado do Brasil (1621–1755)
Das mudanças administrativas durante o domínio espanhol, a mais importante sucedeu em 1621, com a divisão da colônia em duas administrações independentes: o Estado do Brasil, que abrangia de Pernambuco à atual Santa Catarina, e o Estado do Maranhão, do atual Ceará à Amazônia. A razão se baseava no destacado papel assumido pelo Maranhão como ponto de apoio e de partida para a colonização do norte e nordeste. O Maranhão tinha por capital São Luís, e o Estado do Brasil sua capital em Salvador. Nestes dois estados, os súditos eram cidadãos portugueses (chamados de "portugueses do Brasil") e sujeitos aos mesmos direitos e deveres, e as mesmas leis as quais estavam submetidos os residentes em Portugal, entre elas, as Ordenações manuelinas e as Ordenações Filipinas.[carece de fontes?]
Quando o rei Filipe III (IV da Espanha) separou o Brasil e o Maranhão, passaram a existir três capitanias reais: Maranhão, Ceará e Grão-Pará, e seis capitanias hereditárias. Em 1737, com sua sede transferida para Belém, o Maranhão passou a ser chamado de Grão-Pará e Maranhão. Tal instalação era efeito do isolamento do extremo norte do Estado do Brasil, pois o regime de ventos impedia durante meses as comunicações entre São Luís e a Bahia. No século XVII, o Estado do Brasil se estendia do atual Pará até o Rio Grande do Norte e deste até Santa Catarina, e no século XVIII já estariam incorporados o Rio Grande de São Pedro, atual Rio Grande do Sul e as regiões mineiras e parte da Amazônia. O Estado do Maranhão foi extinto na época de Marquês de Pombal.[carece de fontes?]

### Invasão holandesa (1630–1654)

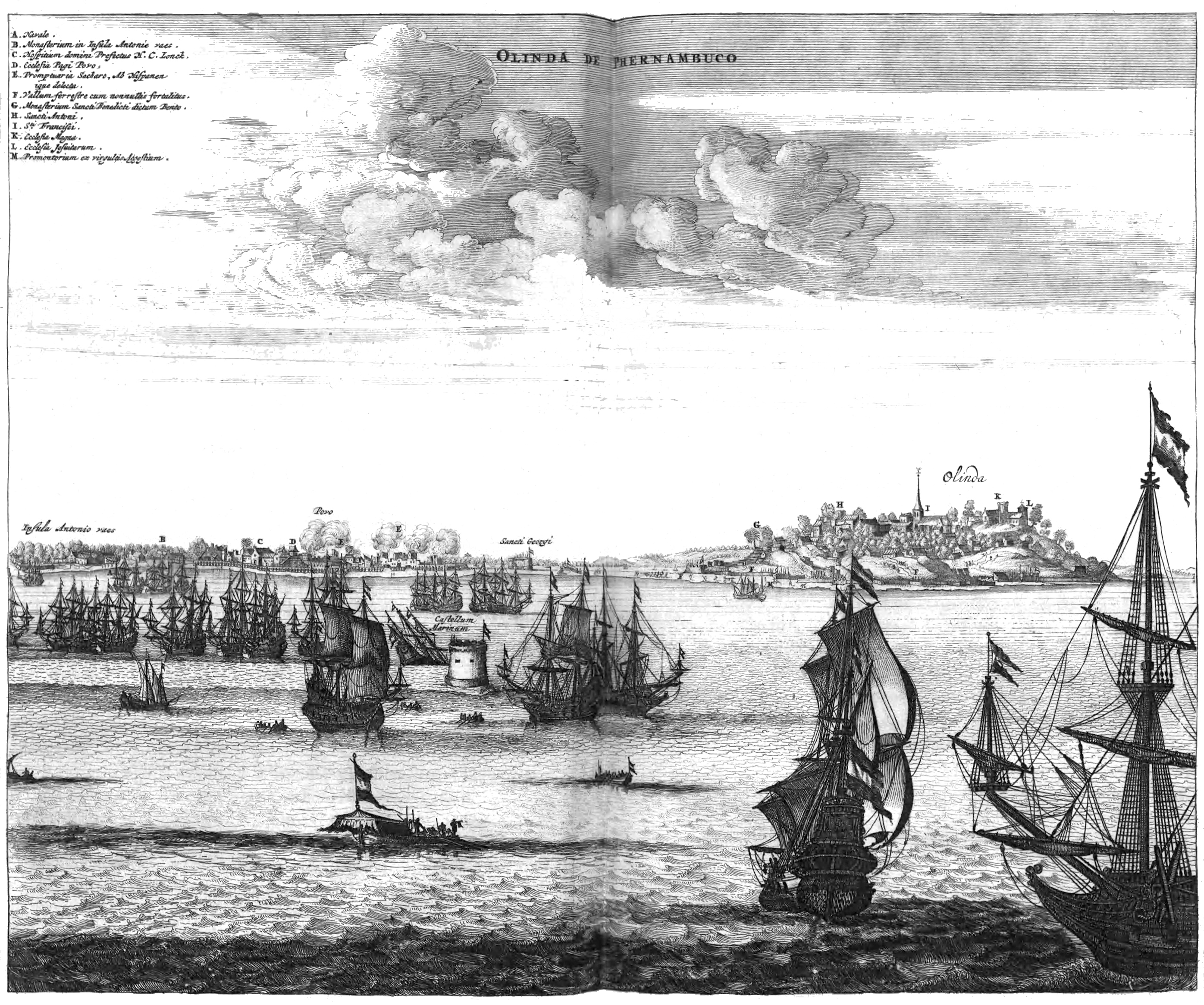
Olinda, então a urbe mais rica do Brasil Colônia, foi saqueada e incendiada pelos holandeses, que escolheram o Recife como a capital da Nova Holanda. A gravura neerlandesa mostra o cerco a Olinda em 1630.

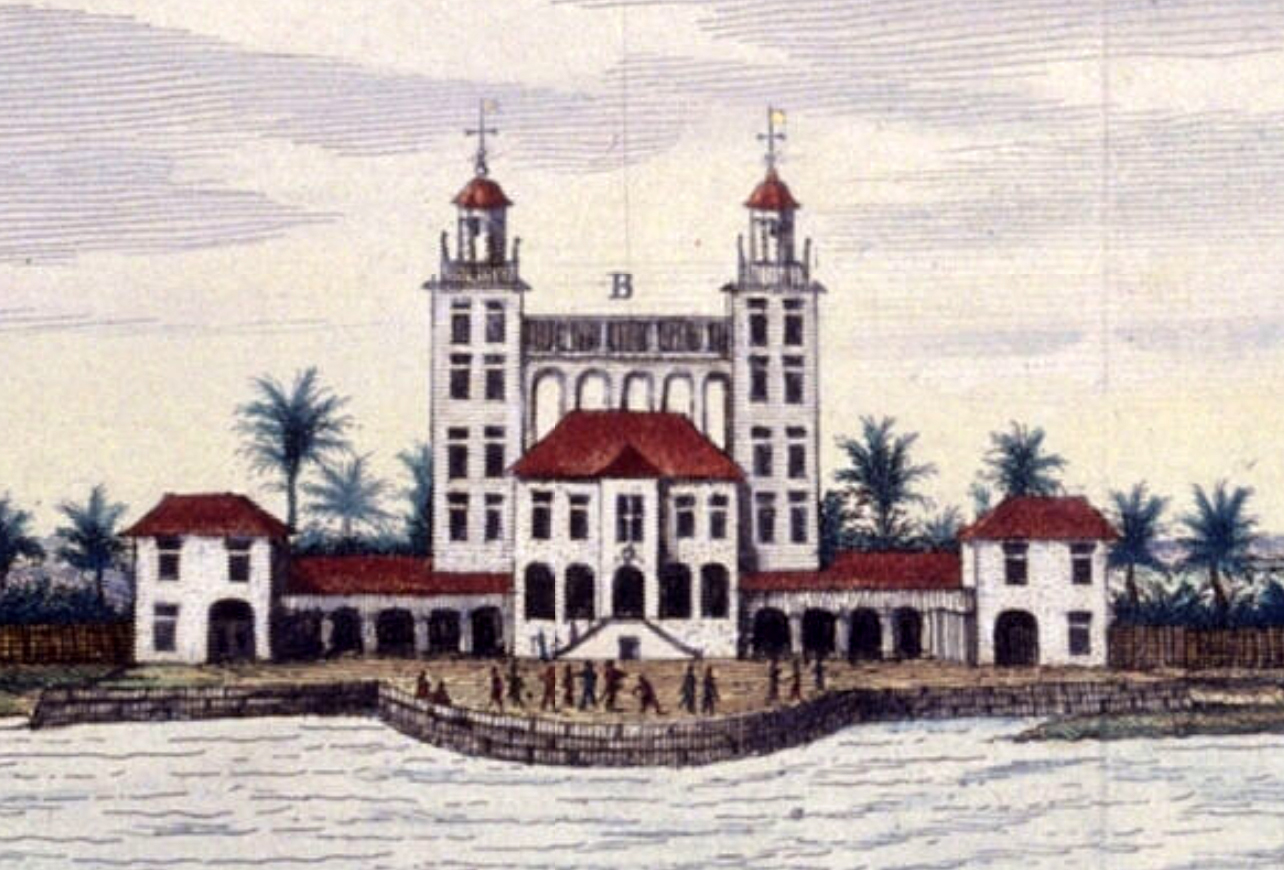
Recife foi a mais cosmopolita cidade da América durante o governo do conde alemão (a serviço da coroa holandesa) Maurício de Nassau. Na imagem o Palácio de Friburgo, residência de Nassau demolida no século XVIII.

A invasão holandesa no Nordeste brasileiro foi um importante capítulo da Guerra Luso-Holandesa. Em 1630, a Capitania de Pernambuco foi invadida pela Companhia das Índias Ocidentais. Por ocasião da União Ibérica (1580–1640), a Holanda, antes dominada pela Espanha tendo depois conseguido sua independência através da força, vê em Pernambuco a oportunidade para impor um duro golpe no reino de Filipe IV, ao mesmo tempo em que tiraria o prejuízo do fracasso na Bahia, uma vez que Pernambuco era o maior produtor de açúcar do Brasil Colônia.
Em 26 de dezembro de 1629 partia de Cabo Verde em direção a Pernambuco uma poderosa esquadra com 67 navios e cerca de 7 mil homens, a maior já vista na colônia, sob o comando do almirante Hendrick Lonck. Os holandeses, desembarcando na praia de Pau Amarelo, conquistaram a capitania em fevereiro de 1630 e estabeleceram a colônia Nova Holanda. A frágil resistência portuguesa na passagem do Rio Doce foi derrotada, e os holandeses invadiram sem grandes contratempos Olinda. Os moradores, em pânico, fugiram levando o que puderam. Alguns bolsões de contenção foram eliminados, destacando-se a brava luta do capitão André Temudo em defesa da Igreja da Misericórdia. Em poucos dias, Olinda e o seu porto, Recife, foram tomados.
Em 17 de outubro de 1641, já depois da Restauração da Independência Portuguesa uma frota holandesa tenta desembarcar no que é hoje Pernambuco. Esta esquadra constituída por 83 navios e cerca de 9 mil homens teria como missão invadir partes do norte do que é hoje o Brasil e continuar jornada sendo o objetivo final a importante cidade de Macau, na altura rica colónia de Portugal e muito cobiçado pelos holandeses. Esta frota acabou por ser intersetada por Alfredo Chícharo o almirante da frota Portuguesa estacionada em Pernambuco que contava apenas com 1300 homens originários dos Algarves (atual região da republica Portuguesa). As embarcações Portuguesas ao ouvir do aproximar da marinha Holandesa partiram ao seu encontro visto que o forte de Pernambuco estava a ser na altura reconstruído para melhor defender a costa brasileira contra corsários holandeses e ingleses e, por isso, bastante ineficaz. Contra o espanto de todos a frota Portuguesa conseguiu afugentar os holandeses em grande vantagem numérica. Assegurando assim o domínio Português no sul de Pernambuco e a continuação de Macau no império português.
O conde Maurício de Nassau desembarcou na Nieuw Holland, a Nova Holanda, em 1637, acompanhado por uma equipe de arquitetos e engenheiros. Nesse ponto começa a construção de Mauritsstad (atual Recife), que foi dotada de pontes, diques e canais para vencer as condições geográficas locais. O arquiteto Pieter Post foi o responsável pelo traçado da nova cidade e de edifícios como o Palácio de Friburgo, sede do poder de Nassau na Nova Holanda, que tinha um observatório astronômico — o primeiro do Hemisfério Sul —, e abrigou o primeiro farol e o primeiro jardim zoobotânico do continente americano. Em 28 de fevereiro de 1643 o Recife (atualmente o bairro do Recife) foi ligado à Cidade Maurícia com a construção da primeira ponte de grande porte da América Latina. Durante o governo de Nassau, Recife foi considerada a mais cosmopolita cidade da América, e tinha a maior comunidade judaica de todo o continente, que construiu, à época, a primeira sinagoga do Novo Mundo, a Kahal Zur Israel, bem como a segunda, a Maguen Abraham. Na Nova Holanda foram cunhadas as primeiras moedas em solo brasileiro: os florins (ouro) e os soldos (prata), que continham a palavra Brasil.
Por diversos motivos, sendo um dos mais importantes a exoneração de Maurício de Nassau do governo da capitania pela Companhia Holandesa das Índias Ocidentais, o povo de Pernambuco se rebelou contra o governo, juntando-se à fraca resistência ainda existente, num movimento denominado Insurreição Pernambucana.[carece de fontes?]

#### Insurreição Pernambucana (1645–1654)

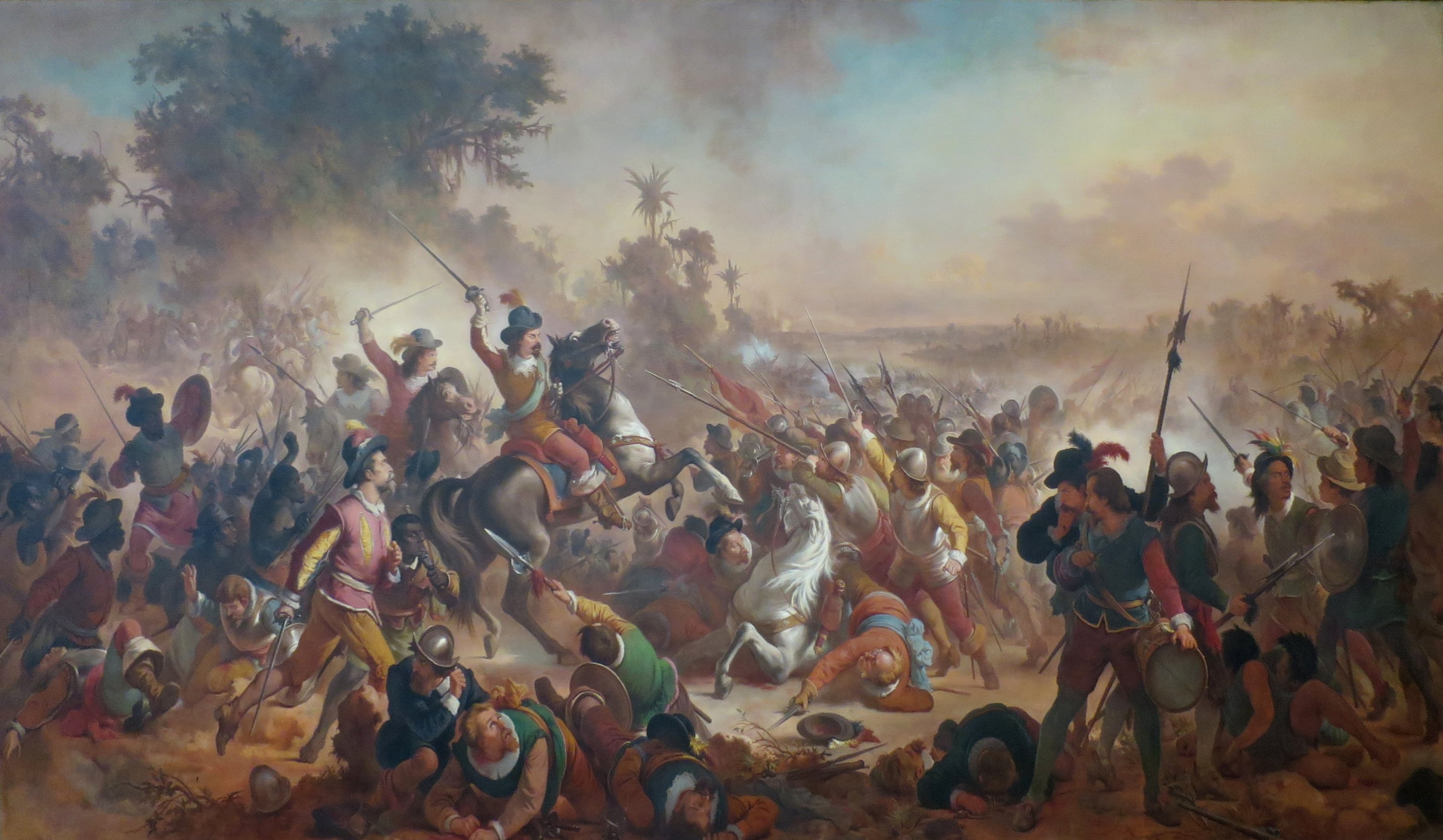
As Batalhas dos Guararapes, episódios decisivos na Insurreição Pernambucana, são consideradas a origem do Exército Brasileiro.

Em 15 de maio de 1645, reunidos no Engenho de São João, 18 líderes insurretos pernambucanos assinaram compromisso para lutar contra o domínio holandês na capitania. Com o acordo assinado, começa o contra-ataque à invasão holandesa. A primeira vitória importante dos insurretos se deu no Monte das Tabocas (hoje localizado no município de Vitória de Santo Antão), onde 1 200 insurretos mazombos armados de armas de fogo, foices, paus e flechas derrotaram numa emboscada 1 900 holandeses bem armados e bem treinados. O sucesso deu ao líder Antônio Dias Cardoso o apelido de Mestre das Emboscadas. Os holandeses que sobreviveram seguiram para Casa Forte, sendo novamente derrotados pela aliança dos mazombos, índios nativos e escravos negros. Recuaram novamente para as fortificações em Cabo de Santo Agostinho, Pontal de Nazaré, Sirinhaém, Rio Formoso, Porto Calvo e Forte Maurício, sendo sucessivamente derrotados pelos insurretos.
Cercados e isolados pelos rebeldes numa faixa que ficou conhecida como Nova Holanda, indo do Recife a Itamaracá, os invasores começaram a sofrer com a falta de alimentos, o que os levou a atacar plantações de mandioca nas vilas de São Lourenço, Catuma e Tejucupapo. Em 24 de abril de 1646, ocorreu a famosa Batalha de Tejucupapo, onde mulheres camponesas armadas de utensílios agrícolas e armas leves expulsaram os invasores holandeses, humilhando-os definitivamente. Esse fato histórico consolidou-se como a primeira importante participação militar da mulher na defesa do território brasileiro.

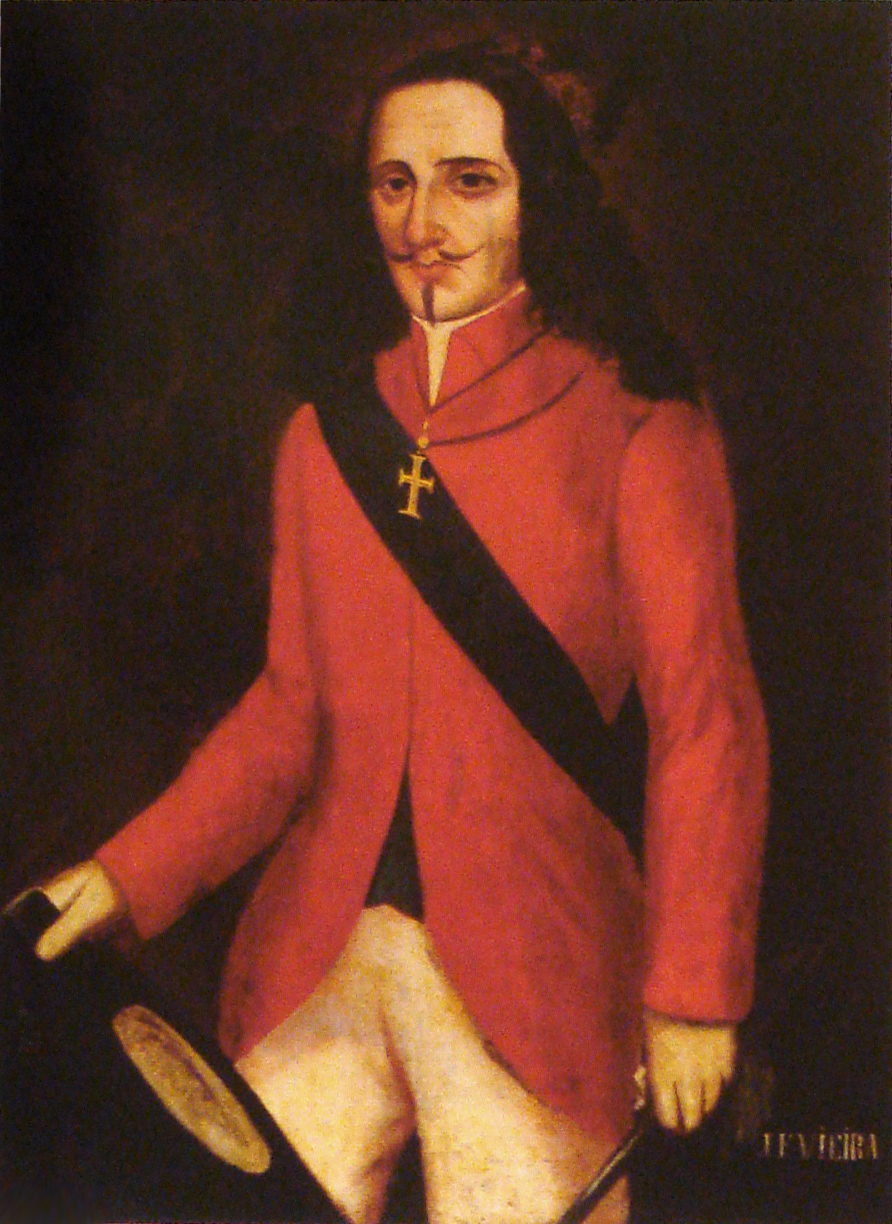
João Fernandes Vieira.

Com a chegada gradativa de reforços portugueses, os holandeses por fim foram expulsos em 1654, na segunda Batalha dos Guararapes. A data da primeira das Batalhas dos Guararapes é considerada a origem do Exército Brasileiro.
Tomada a colônia holandesa, os judeus receberam um prazo de três meses para partir ou se converter ao catolicismo. Com medo da fogueira da Inquisição, quase todos venderam o que tinham e deixaram o Recife em 16 navios. Parte da comunidade judaica expulsa de Pernambuco fugiu para Amsterdã, e outra parte se estabeleceu em Nova Iorque. Através deste último grupo a Ilha de Manhattan, atual centro financeiro dos Estados Unidos, conheceu grande desenvolvimento econômico; e descendentes de judeus egressos do Recife tiveram participação ativa na história estadunidense: Gershom Mendes Seixas, aliado de George Washington na Guerra de Independência dos Estados Unidos; seu filho Benjamin Mendes Seixas, fundador da Bolsa de Valores de Nova Iorque; Benjamin Cardozo, juiz da Suprema Corte dos Estados Unidos ligado a Franklin Roosevelt; entre outros.
Devido à Primeira Guerra Anglo-Neerlandesa, a República Holandesa não pôde auxiliar os holandeses no Brasil. Com o fim da guerra contra os ingleses, a Holanda exige a devolução da colônia em maio de 1654. Sob ameaça de uma nova invasão do Nordeste brasileiro, Portugal firma acordo com os holandeses e os indeniza com quatro milhões de cruzados e duas colônias: o Ceilão (atual Sri Lanka) e as ilhas Molucas (parte da atual Indonésia). Em 6 de agosto de 1661, a Holanda cede formalmente a região ao Império Português através da Paz de Haia.

### Economia colonial

#### O Ciclo do açúcar
A economia da colônia, iniciada com o puro extrativismo de pau-brasil e o escambo entre os colonos e os índios, gradualmente passou à produção local, com o cultivo da cana-de-açúcar. Pernambuco foi o primeiro núcleo econômico do Brasil Colonial, uma vez que se destacou na extração do pau-brasil (a madeira pernambucana regulava o preço no comércio europeu) e foi a primeira capitania onde a cultura da cana-de-açúcar desenvolveu-se efetivamente. O engenho de açúcar constituiu a peça principal do mercantilismo português, organizado em grandes propriedades. Estas, como se chamou mais tarde, eram latifúndios, caracterizados por terras extensas, abundante mão de obra escrava, técnicas complexas e baixa produtividade.

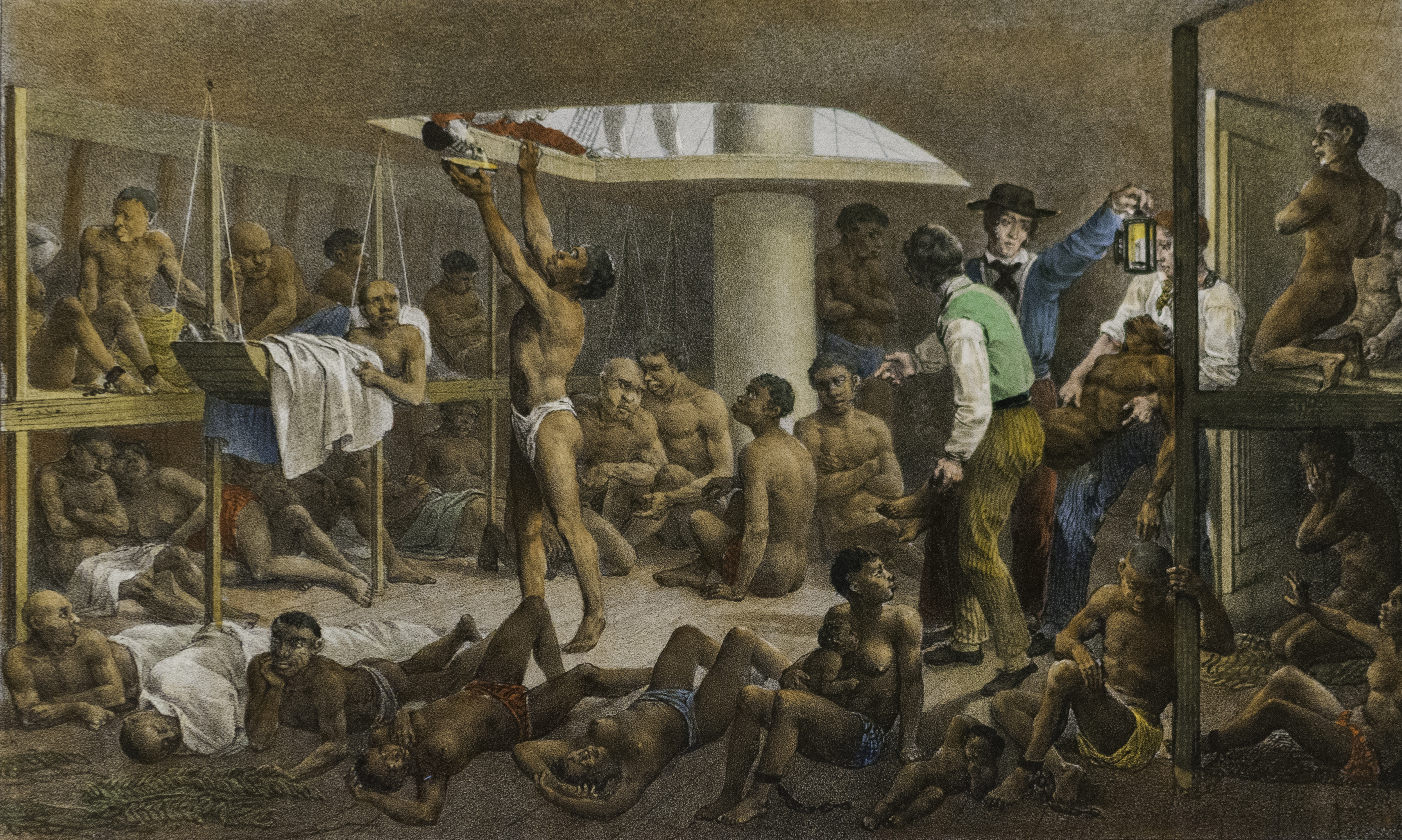
Navio negreiro ilustrando o livro Voyage pittoresque dans le Brésil, 1835, de Rugendas.

Para sustentar a produção de cana-de-açúcar, os portugueses começaram, a partir de meados do século XVI, a importar africanos como escravos. Eles eram pessoas capturadas entre tribos das feitorias europeias na África (às vezes com a conivência de chefes locais de tribos rivais) e atravessados no Atlântico nos navios negreiros, em péssimas condições de asseio e saúde. Ao chegarem à América, essas pessoas eram comercializadas como mercadoria e obrigadas a trabalhar nas plantações e casas dos colonizadores. Dentro das fazendas, viviam aprisionados em galpões rústicos chamados de senzalas, e seus filhos também eram escravizados, perpetuando a situação pelas gerações seguintes.[carece de fontes?]
Nas feitorias, os mercadores portugueses vendiam principalmente armas de fogo, tecidos, utensílios de ferro, aguardente e tabaco, adquirindo escravos, pimenta, marfim e outros produtos.[carece de fontes?]
Até meados do século XVI, os portugueses possuíam o monopólio do tráfico de escravos. Depois disso, mercadores franceses, holandeses e ingleses também entraram no negócio, enfraquecendo a participação portuguesa.[carece de fontes?]
O Brasil nasceu e cresceu econômica e socialmente com o açúcar, entre os dias venturosos do pau-de-tinta e antes de as minas e o café o terem ultrapassado. Efetivamente, o açúcar foi base na formação da sociedade e na forma de família. A casa de engenho foi modelo da fazenda de cacau, da fazenda de café, da estância. Foi base de um complexo sociocultural de vida.— Gilberto Freyre
Em 1549, Pernambuco já possuía trinta engenhos-banguê, a Bahia, dezoito, e São Vicente, dois. A lavoura da cana-de-açúcar era próspera e, meio século depois, a distribuição dos engenhos de açúcar perfazia um total de 256. Houve ainda engenhos na capitania do Rio de Janeiro que cobriam cem léguas e, assim como na capitania de São Vicente, couberam a Martim Afonso de Sousa. Este receberia o apoio de João Ramalho e de seu sogro Tibiriçá. Em São Sebastião do Rio de Janeiro funcionava o engenho de Rodrigo de Freitas, nas margens da lagoa que hoje leva seu nome. Ao entrar o século XVII, o açúcar brasileiro era produto de importação nos portos de Lisboa, Antuérpia, Amsterdã, Roterdã, Hamburgo. Sua produção, muito superior à das ilhas portuguesas no Atlântico, supria quase toda a Europa. Discorrendo sobre o centro da economia colonial, o padre Fernão Cardim disse que em "Pernambuco se acha mais vaidade que em Lisboa", opulência que parecia decorrer, como sugere Gabriel Soares de Sousa em 1587, do fato de, então, ser a capitania "tão poderosa (...) que há nela mais de cem homens que têm de mil até cinco mil cruzados de renda, e alguns de oito, dez mil cruzados. Desta terra saíram muitos homens ricos para estes reinos que foram a ela muito pobres". Soares de Sousa também comentava o luxo reinante na Bahia e Cardim exaltava suas capelas magníficas, os objetos de prata, as lautas refeições em louça da Índia, que servia de lastro nos navios: "Parecem uns condes e gastam muito", reclamava o padre.
Em meados do século XVII, o açúcar produzido nas Antilhas Holandesas começou a concorrer fortemente na Europa com o açúcar do Brasil. Os holandeses tinham aperfeiçoado a técnica, com a experiência adquirida no Brasil, e contavam com um desenvolvido esquema de transporte e distribuição do açúcar em toda a Europa. Portugal foi obrigado a recorrer à Inglaterra e assinar diversos tratados que afetariam a economia da colônia. Em 1642, Portugal concedeu à Inglaterra a posição de "nação mais favorecida" e os comerciantes ingleses passaram a ter maior acesso ao comércio colonial.[carece de fontes?]
Em 1654 Portugal aumentou os direitos ingleses, que poderiam negociar diretamente vários produtos do Brasil com Portugal e vice-versa, excetuando-se alguns produtos como bacalhau, vinho, pau-brasil. Em 1661 a Inglaterra se comprometeu a defender Portugal e suas colônias em troca de dois milhões de cruzados, obtendo ainda as possessões de Tânger e Bombaim. Em 1703 Portugal se comprometeu a admitir no reino os panos dos lanifícios ingleses, e a Inglaterra, em troca, a comprar vinhos portugueses. Data da época o famosíssimo Tratado de Methuen, do nome de seu negociador inglês, ou tratado dos Panos e Vinhos. Na época, satisfazia os interesses dos grupos dominantes mas teria como consequência a paralisação da industrialização em Portugal, canalizando para a Inglaterra o ouro que acabava de ser descoberto no Brasil.[carece de fontes?]

Formação do estado brasileiro (em verde escuro) e dos países sul-americanos desde 1700

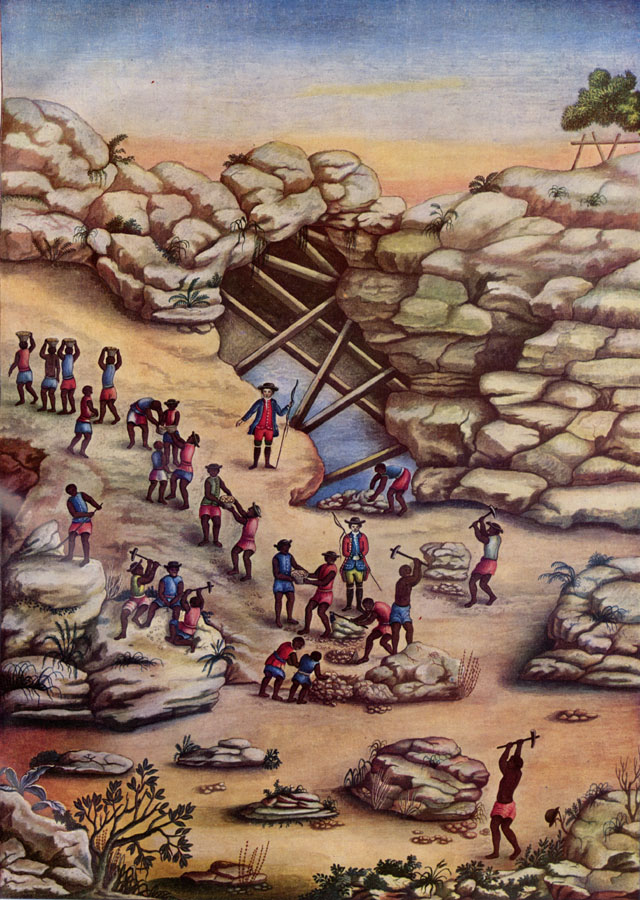
Carlos Julião: Mineração de diamantes, Minas Gerais, c. 1770.

No nordeste brasileiro se encontrava a pecuária, tão importante para o domínio do interior, já que eram proibidos rebanhos de gado nas fazendas litorâneas, cuja terra de massapê era ideal para o açúcar.[carece de fontes?]
A conquista do sertão, povoado por diversos grupos indígenas foi lenta e se deveu muito à pecuária (o gado avançou ao longo dos vales dos rios) e, muito mais tarde, às expedições dos Bandeirantes que vinham prear índios para levar para São Paulo.[carece de fontes?]

#### O Ciclo do ouro
No final do século XVII foi descoberto, pelos bandeirantes paulistas, ouro nos ribeiros das terras que pertenciam à capitania de São Paulo e mais tarde ficaram conhecidas como Minas Gerais. Descobriram-se depois, no final da década de 1720, diamante e outras gemas preciosas. Esgotou-se o ouro abundante nos ribeirões, que passou a ser mais penosamente buscado em veios dentro da terra. Apareceram metais preciosos em Goiás e no Mato Grosso, no século XVIII. A Coroa cobrava, como tributo, um quinto de todo o minério extraído, o que passou a ser conhecido como "o quinto". Os desvios e o tráfico de ouro, no entanto, eram frequentes. Para coibi-los, a Coroa instituiu toda uma burocracia e mecanismos de controle. Quando a soma de impostos pagos não atingia uma cota mínima estabelecida, os colonos deveriam entregar jóias e bens pessoais até completar o valor estipulado — episódios chamados de derramas.
O período que ficou conhecido como ciclo do ouro iria permitir a criação de um mercado interno, já que havia demanda por todo tipo de produtos para o povoamento das Minas Gerais. Era preciso levar, Serra da Mantiqueira acima, escravos e ferramentas, ou, rio São Francisco abaixo, os rebanhos de gado para alimentar a verdadeira multidão que para lá acorreu. A população de Minas Gerais rapidamente se tornou a maior do Brasil, sendo a única capitania do interior do Brasil com grande população.[carece de fontes?]
A essa época maioria da população de Minas Gerais, aproximadamente 78%, era formada por negros e mestiços. A população branca era formada em grande parte por cristãos-novos vindos do norte de Portugal e das Ilhas dos Açores e Madeira. Os cristãos novos foram muito importantes no comércio colonial e se concentraram especialmente nos povoados em volta de Ouro Preto e Mariana. Ao contrário do que se pensava na Capitania do Ouro a riqueza não era mais bem distribuída do que em outras partes do Brasil. Hoje se sabe que foram poucos os beneficiados no solo mais rico da América no século XVIII.[carece de fontes?]
As condições de vida dos escravizados na região mineira eram particularmente difíceis. Eles trabalhavam o dia inteiro em pé, com as costas curvadas e com as pernas mergulhadas na água. Ou então em túneis cavados nos morros, onde era comum ocorrerem desabamentos e mortes. Os negros escravizados não realizavam apenas tarefas ligadas à mineração. Também transportavam mercadorias e pessoas, construíam estradas, casas e chafarizes, comerciavam pelas ruas e lavras. Alguns proprietários alugavam seus escravos a outras pessoas. Esses trabalhadores eram chamados de "escravos de aluguel". Outro tipo de escravo era o "escravo de ganho", por exemplo, as mulheres que vendiam doces e salgados em tabuleiros pelas ruas. Foi relativamente comum este tipo de escravo conseguir formar um pecúlio, que empregava na compra de sua liberdade, pagando ao senhor por sua alforria.[carece de fontes?]

##### A Sociedade Mineradora e as Camadas Médias

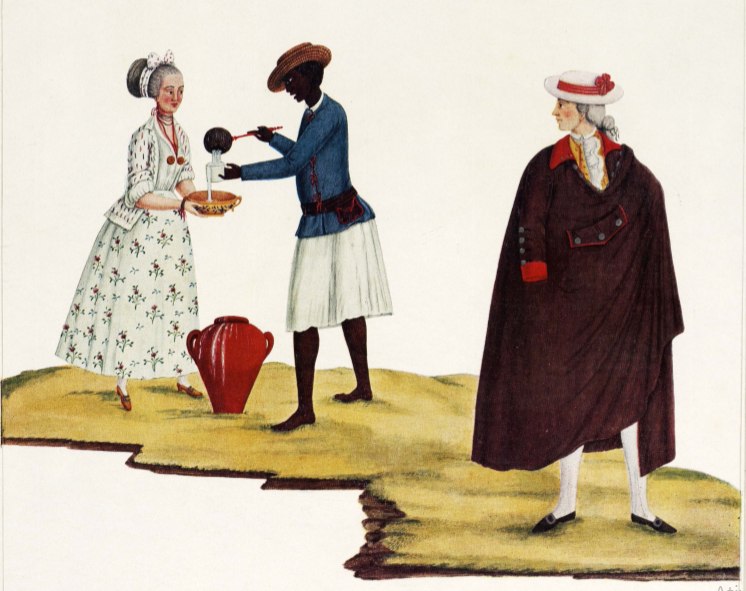
Aquarela de Carlos Julião mostrando trajes e costumes do Brasil na época da mineração.

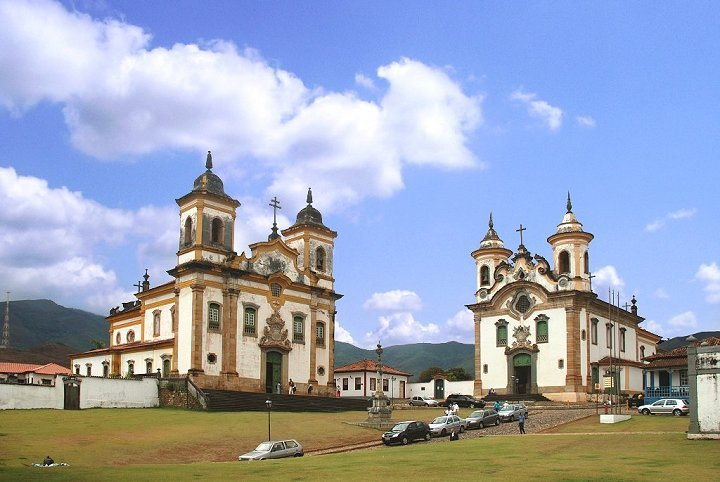
Cidade de Mariana, Minas Gerais.

O Brasil passou por sensíveis transformações em função da mineração. Um novo polo econômico cresceu no Sudeste, relações comerciais inter-regionais se desenvolveram, criando um mercado interno e fazendo surgir uma vida social essencialmente urbana. A camada média, composta por padres, burocratas, artesãos, militares, mascates e faisqueiros, ocupou espaço na sociedade. A população mineira, salvo nos principais centros Vila Rica, Mariana, Sabará, Serro e Caeté, era essencialmente pobre. O custo de vida altíssimo e a falta de gêneros alimentícios uma constante.[carece de fontes?]
As minas propiciaram uma diversificação relativa dos serviços e ofícios, tais como comerciantes, artesãos, advogados, médicos, mestre-escolas entre outros. No entanto foi intensamente escravagista, desenvolvendo a sociedade urbana às custas da exploração da mão de obra escrava. A mineração também provocou o aumento do controle do comércio de escravos para evitar o esvaziamento da força de trabalho das lavouras, já que os escravos eram os únicos que trabalhavam. Os escravos mais hábeis para a mineração eram os "Minas" trazidos da Costa ocidental africana, onde eram mineradores de ouro, e saídos do porto de Elmina, em Gana, onde ficavam no Castelo de São Jorge da Mina. Foi muito comum a fuga de escravos e a formação de muitos quilombos em Minas Gerais, sendo o mais importante foi o "Quilombo do Ambrósio".[carece de fontes?]
Também foi responsável pela tentativa de escravização dos índios, através das bandeiras, que com intuito de abastecer a região centro-sul promoveu a interiorização do Brasil.[carece de fontes?]
Apesar de modificar a estrutura econômica, manteve a estrutura de trabalho vigente, beneficiando apenas os ricos e os homens livres que compunham a camada média. Outro fator negativo foi a falta de desenvolvimento de tecnologias que permitissem a exploração de minas em maior profundidade, o que estenderia o período de exploração (e consequentemente mais ouro para Portugal).[carece de fontes?]
Assim, o eixo econômico e político se deslocou para o centro-sul da colônia e o Rio de Janeiro tornou-se sede administrativa, além de ser o porto por onde as frotas do rei de Portugal iam recolher os impostos. A cidade foi descrita pelo padre José de Anchieta como "a rainha das províncias e o empório das riquezas do mundo", e por séculos foi a capital do Brasil.[carece de fontes?]

### Conflitos coloniais
O início da colonização portuguesa no território brasileiro foi a primeira invasão estrangeira da história do país, então denominado pelos nativos tupis como Pindorama, que significa "Terra das Palmeiras". A resposta imediata foi de longos embates, entre eles a Guerra dos Bárbaros. Houve ainda disputas com os franceses, que tentavam se implantar na América pela pirataria e pelo comércio do Pau-Brasil, chegando a criar uma guerra luso-francesa. Tudo isso culminou com a expulsão dos franceses trazidos por Nicolas Durand de Villegagnon, que haviam construído Forte Coligny no Rio de Janeiro, estabelecendo-se em definitivo a hegemonia portuguesa.[carece de fontes?]
A época colonial foi marcada por vários conflitos, tanto entre portugueses e outros europeus, e europeus contra nativos, como entre os próprios colonos. O maior deles, sem dúvida, foi a Insurreição Pernambucana, que marca a expulsão dos holandeses do Nordeste do Brasil.[carece de fontes?]
A insatisfação com a administração colonial provocou a Revolta de Amador Bueno em São Paulo e, no Maranhão, a Revolta de Beckman. Os colonos enchiam os navios que aportavam no Brasil, esvaziando o reino, e foram apelidados "emboabas" porque andavam calçados contra a maioria da população, que andava descalça. Contra eles se levantaram os paulistas, nas refregas do início do século XVIII que ficariam conhecidas como Guerra dos Emboabas e paulistas e ensanguentaram o rio que até hoje se chama Rio das Mortes.[carece de fontes?]
Em Pernambuco, a disputa política e econômica entre mercadores e canavieiros, após a expulsão dos holandeses, levou à Guerra dos Mascates. Os escravos negros que fugiam das fazendas se refugiavam nas serras do interior nordestino e lá fundavam quilombos, dos quais o mais importante foi o de Palmares, liderado por Ganga Zumba e seu sobrinho Zumbi, que foi destruído durante a Guerra dos Palmares.
No sul, a tentativa de escravizar indígenas levou a confrontos com os missionários jesuítas, organizados nas "reduções" (missões) de catequese com os guaranis. As Guerras Guaraníticas duraram, intermitentemente, de 1750 a 1757.[carece de fontes?]
Já no ciclo do ouro, a Capitania de Minas Gerais sofreu a Revolta de Filipe dos Santos e a Inconfidência Mineira, seguida pela Conjuração Baiana na Capitania da Bahia. Esses movimentos ficaram marcados por terem a intenção de proclamar a independência.[carece de fontes?]
Nos últimos anos do período colonial ocorre a Revolução Pernambucana, que chegou a proclamar a República de Pernambuco. O movimento foi derrotado após forte repressão organizada por D. João VI.[carece de fontes?]

### Guerras Luso-Espanholas
O problema fundamental entre Portugal e a Espanha na América do Sul era o da delimitação das fronteiras do Tratado de Tordesilhas, que dera parte do continente sul-americano a Portugal. Não se sabia na época como determinar com rigor a longitude e por isso, nos mapas portugueses o meridiano de Tordesilhas (47°34'W) era sempre ― e erradamente ― indicado de forma a abranger o Rio da Prata, onde já no reinado de D. João III uma expedição tinha colocado padrões na margem norte do rio como demarcação.[carece de fontes?]
Em 1680 o governador do Rio de Janeiro, seguindo as determinações da Coroa Portuguesa fundou, na margem esquerda do rio da prata, a Colônia do Sacramento, fronteiro a Buenos Aires, na margem oposta. A fundação de Sacramento teve grande apoio dos comerciantes do Rio de Janeiro, desejosos de consolidar os seus já expressivos negócios com a América Espanhola.[carece de fontes?]
Os colonos espanhóis de Buenos Aires nunca viram com bons olhos a presença portuguesa naquela região e esse foi o motivo de diversos conflitos que vieram a acontecer nos anos seguintes. Em 1705 colonos portugueses e espanhóis voltam a se enfrentar no Rio da Prata devido à participação portuguesa na Guerra de Sucessão Espanhola. A Colônia do Sacramento é tomada pelos espanhóis e devolvida em 1715, em decorrência do tratado de Utrecht. Em 1723 brasileiros vindos do Rio de Janeiro, seguindo ordens do rei D. João V, fundaram o povoado de Montevidéu, que foi tomado pelos espanhóis de Buenos Aires logo no ano seguinte. Em 1736, em decorrência de uma crise diplomática entre as coroas de Espanha e Portugal, D. João V envia uma poderosa esquadra para o sul do Brasil, para garantir a segurança da colônia do Sacramento na Campanha do Rio da Prata.[carece de fontes?]
Visando evitar a ocupação espanhola do sul do Brasil e o consequente isolamento da Colônia do Sacramento, Portugal inicia uma colonização de povoamento nessa região e cria as capitanias de Rio Grande de São Pedro (1737) e Santa Catarina (1738). Em 1762 Portugal entra na guerra dos sete anos ao lado da Inglaterra contra a Espanha e França, em consequência disso, o governador de Buenos Aires, Pedro de Cevallos invade a Colônia do Sacramento e o Rio Grande (Guerra hispano-portuguesa de 1762–1763). Ao final dessa guerra Sacramento é devolvida aos portugueses, mas o Rio Grande permanece ocupado pelos espanhóis. Entre 1776 e 1777 ocorre mais uma guerra entre portugueses e espanhóis no sul do Brasil (Guerra hispano-portuguesa de 1776–1777). A guerra começou quando os colonos brasileiros iniciaram a retomada de Rio Grande expulsando os espanhóis. Em resposta o rei da Espanha Carlos III enviou uma expedição militar ao sul do Brasil que conquistou Santa Catarina e Sacramento. A guerra terminou com a assinatura do Tratado de Santo Ildefonso que garantiu a soberania espanhola sobre a Colônia do Sacramento e as Missões Orientais, mas a Espanha foi forçada a devolver Santa Catarina e o território de Rio Grande, a leste da Banda Oriental. Uma das consequências dessa guerra foi que Portugal permaneceu neutro quando a Guerra de Independência dos Estados Unidos se transformou em uma guerra mundial com a entrada da França em 1778 e da Espanha em 1779. Os portugueses foram obrigados a ajudar os britânicos devido à aliança entre os dois, mas decepcionados com a falta de apoio britânico contra a Espanha, Portugal não entrou nessa guerra.[carece de fontes?]
No século XIX, já no contexto das Guerras Napoleônicas, Tropas coloniais luso-brasileiras ainda lutaram na Guerra de 1801 contra os colonos espanhóis, na Guerra de 1809 contra os franceses e novamente contra os colonos espanhóis da Banda Oriental (atual Uruguai) na invasão de 1811 e na invasão de 1816.

### Inconfidência Mineira

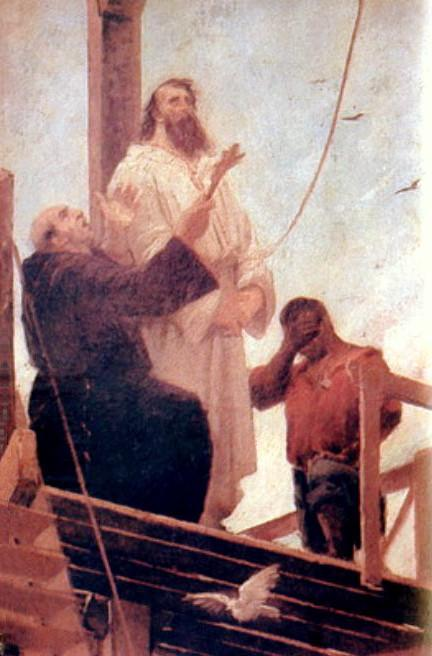
Martírio de Tiradentes, quadro de Francisco Aurélio de Figueiredo e Melo (1893). Acervo do Museu Histórico Nacional no Rio de Janeiro.

A Inconfidência Mineira foi um movimento que partiu da elite de Minas Gerais. Com a decadência da mineração na segunda metade do século XVIII, tornou-se difícil pagar os impostos exigidos pela Coroa Portuguesa. Além do mais, o governo português pretendia promulgar a derrama, um imposto que exigia que toda a população, inclusive quem não fosse minerador, contribuísse com a arrecadação de 20% do valor do ouro retirado. Os colonos se revoltaram e passaram a conspirar contra Portugal.[carece de fontes?]
Em Vila Rica (atual Ouro Preto), participavam do grupo, entre outros, os poetas Cláudio Manuel da Costa e Tomás Antônio Gonzaga, os coronéis Domingos de Abreu Vieira e Francisco Antônio de Oliveira Lopes, o padre Rolim, o cônego Luís Vieira da Silva, o minerador Inácio José de Alvarenga Peixoto e alferes Joaquim José da Silva Xavier, apelidado Tiradentes. A conspiração pretendia eliminar a dominação portuguesa e criar um país livre. Pela lei portuguesa a conspiração foi classificada como "crime de lesa-majestade", definida como "uma traição contra a pessoa do rei" nas Ordenações Afonsinas.[carece de fontes?]
A forma de governo escolhida foi o estabelecimento de uma República, inspirados pelas ideias iluministas da França e da recente independência norte-americana. Traídos por Joaquim Silvério dos Reis, que delatou os inconfidentes para o governo, os líderes do movimento foram detidos e enviados para o Rio de Janeiro, onde responderam pelo crime de inconfidência (falta de fidelidade ao rei), pelo qual foram condenados. Em 21 de abril de 1792, Tiradentes, de mais baixa condição social, foi o único condenado à morte por enforcamento. Sua cabeça foi cortada e levada para Vila Rica. O corpo foi esquartejado e espalhado pelos caminhos de Minas Gerais. Era o cruel exemplo que ficava para qualquer outra tentativa de questionar o poder de Portugal. Apesar de considerada cruel hoje o enforcamento e esquartejamento do corpo, no contexto da época a pena foi menos cruel que a pena aplicada, naquela mesma época, à família Távora, no Caso Távora, por igual crime de lesa-majestade, foi condenação à fogueira.[carece de fontes?]

O crime de lesa-majestade era o mais grave dos regimes monarquistas absolutistas e era definido pelas Ordenações Filipinas, como traição contra o rei. Crime este comparado à hanseníase pelas Ordenações Filipinas, no livro V, item 6:
"Lesa-majestade quer dizer traição cometida contra a pessoa do Rei, ou seu Real Estado, que é tão grave e abominável crime, e que os antigos Sabedores tanto estranharam, que o comparavam à lepra; porque assim como esta enfermidade enche todo o corpo, sem nunca mais se poder curar, e empece ainda aos descendentes de quem a tem, e aos que ele conversam, pelo que é apartado da comunicação da gente: assim o erro de traição condena o que a comete, e empece e infama os que de sua linha descendem, posto que não tenham culpa."
O caso específico de crime de lesa-majestade praticado pelos inconfidentes foi o caso número 5, previsto nas Ordenações Filipinas, que diz: Se algum fizesse conselho e confederação contra o rei e seu estado ou tratasse de se levantar contra ele, ou para isso desse ajuda, conselho e favor.

### Conjuração Baiana
A Conjuração Baiana foi um movimento que partiu da camada humilde da sociedade da Bahia, com grande participação de negros, mulatos e alfaiates, por isso também é conhecida como Revolta dos Alfaiates. Os revoltosos pregavam a libertação dos escravos, a instauração de um governo igualitário (onde as pessoas fossem promovidas de acordo com a capacidade e merecimento individuais), além da instalação de uma República na Bahia. Em 12 de Agosto de 1798, o movimento precipitou-se quando alguns de seus membros, distribuindo os panfletos na porta das igrejas e colando-os nas esquinas da cidade, alertaram as autoridades que, de pronto, reagiram, detendo-os. Tal como na Inconfidência Mineira, interrogados, acabaram delatando os demais envolvidos. Centenas de pessoas foram denunciadas — militares, clérigos, funcionários públicos e pessoas de todas as classes sociais. Destas, 49 foram detidas, a maioria tendo procurado abjurar a sua participação, buscando demonstrar inocência. Mais de 30 foram presos e processados. Quatro participantes foram condenados à forca e os restos de seus corpos foram espalhados pela Bahia para assustar a população.[carece de fontes?]

### Principado do Brasil
O Principado do Brasil era um título nobiliárquico que existiu em Portugal entre 1645 a 1815, se referindo ao Estado do Brasil, instituído em 1549.[carece de fontes?]
Tendo sido o Brasil uma colônia do Império Português, careceu de bandeira própria por mais de trezentos anos. Não era costume, na tradição vexilológica lusitana, a criação de bandeiras para suas colônias, quando muito de um brasão. Hasteava-se no território a bandeira do reino, ou do representante direto do monarca, como o governador-geral ou o vice-rei. Ainda que não seja considerada uma bandeira brasileira, visto que seu uso era exclusivo aos herdeiros aparentes do trono português, o pavilhão dos príncipes do Brasil pode ser tido como a primeira representação flamular do Brasil. Sobre campo branco — cor relacionada à monarquia — inscreve-se uma esfera armilar — objeto que viria a ser, por muito tempo, o símbolo do Brasil. Já no pavilhão pessoal de D. Manuel I, aparece este que foi um objeto crucial para viabilizar as explorações marítimas de Portugal.[carece de fontes?]

### Mudança da Corte e Abertura dos Portos
Em novembro de 1807, as tropas de Napoleão Bonaparte obrigaram a coroa portuguesa a procurar abrigo no Brasil. Dom João VI (então Príncipe-Regente em nome de sua mãe, a Rainha Maria I) chegou ao Rio de Janeiro em 1808, abandonando Portugal após uma aliança defensiva feita com a Inglaterra, que escoltou os navios portugueses no caminho.

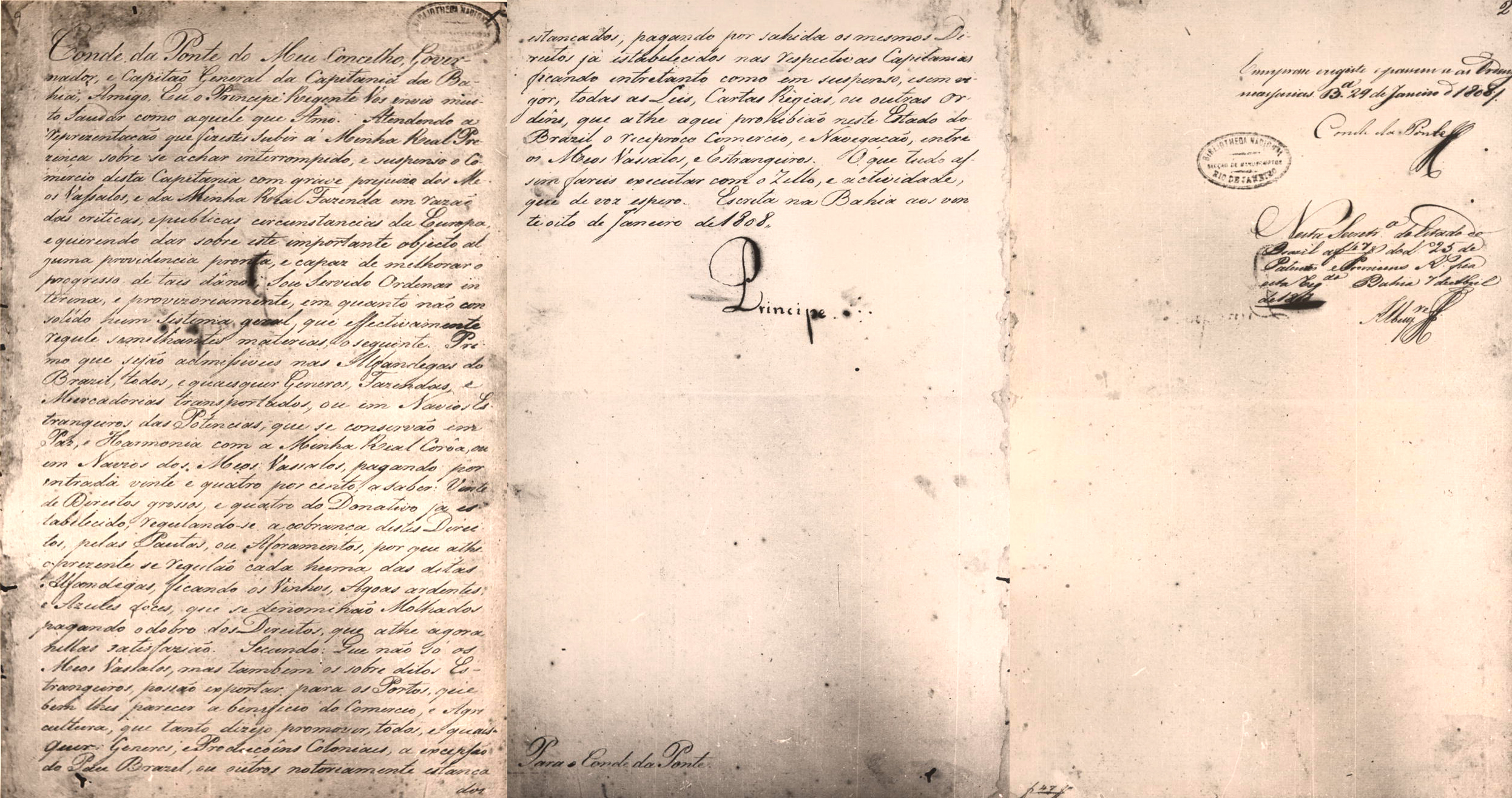
Decreto da abertura dos portos às nações amigas. Biblioteca Nacional do Brasil.

Os portos brasileiros foram abertos às nações amigas — designadamente, a Inglaterra. A abertura dos portos se deu em 28 de janeiro de 1808 por outra carta régia de D. João, influenciado por José da Silva Lisboa. Foi permitida a importação "de todos e quaisquer gêneros, fazendas e mercadorias transportadas em navios estrangeiros das potências que se conservavam em paz e harmonia com a Real Coroa" ou em navios portugueses. Os gêneros molhados (vinho, aguardente, azeite) pagariam 48%; outros mercadorias, os secos, 24% ad valorem. Podia ser levado pelos estrangeiros qualquer produto colonial, exceto o pau-brasil e outros notoriamente estancados, que eram produzidos e armazenados na própria colônia.[carece de fontes?]
Era efeito também da expansão do capital; e deve-se recordar a falência dos recursos coatores portugueses e a tentativa de diminuir, abrindo os portos, a total dependência de Portugal da Inglaterra. No Reino, desanimaram os que se haviam habituado aos generosos subsídios, às 100 arrobas de ouro anuais, às derramas, às tentativas de controle completo. Um autor português do século XIX comenta que foi

"uma revolução no sistema comercial e a ruína da indústria portuguesa; era necessária, mas cumpria modificá-la apenas as circunstâncias que a haviam ditado desaparecessem; ajudando assim o heróico Portugal em seu esforço generoso, em vez de deixar que estancassem as fontes da prosperidade!"

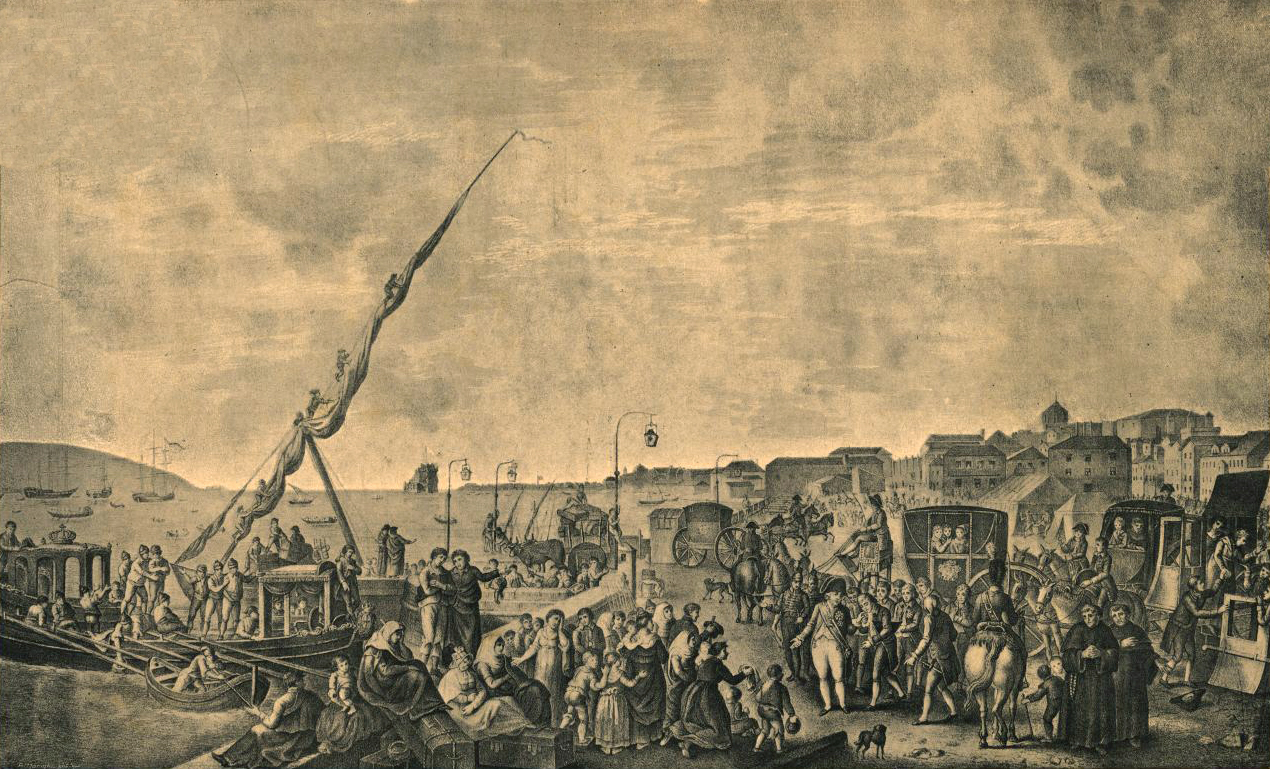
Embarque para o Brasil do Príncipe Regente de Portugal, D. João VI, e de toda a família real, no Porto de Belém, às 11 horas da manhã de 27 de novembro de 1807. Gravura feita por Francisco Bartolozzi (1725–1815) a partir de óleo de Nicolas Delariva.

D. João, sua família e comitiva (a Corte), distribuídos por diversos navios, chegaram ao Rio de Janeiro em 7 de março de 1808. Foram acompanhados pela Brigada Real da Marinha, criada em Portugal em 1797, que deu origem ao Corpo de Fuzileiros Navais brasileiros. Instalaram-se no Paço da Cidade, construído em 1743 pelo Conde de Bobadela como residência dos governadores. Além disso, a Coroa requisitou o Convento do Carmo e a Cadeia Velha para alojar os serviçais e as melhores casas particulares. A expropriação era feita pelo carimbo das iniciais PR, de Príncipe-Regente, nas portas das casas requisitadas, o que fazia o povo, com ironia, interpretar a sigla como "Ponha-se na Rua!".[carece de fontes?]
A abertura foi acompanhada por uma série de melhoramentos introduzidos no Brasil. No dia 1 de abril do mesmo ano, D. João expediu um decreto que revogava o alvará de 5 de janeiro de 1785 pelo qual se extinguiam no Brasil as fábricas e manufaturas de ouro, prata, seda, algodão, linho e lã. Depois do comércio, chegava "a liberdade para a indústria". Em 13 de maio, novas cartas régias (decretos) determinaram a criação da Imprensa Nacional e de uma Fábrica de Pólvora, que até então era fabricada na Fábrica da Pólvora de Barcarena, desde 1540. Em 12 de outubro foi fundado o Banco do Brasil para financiar as novas iniciativas e empreitadas. Tais medidas do Príncipe fariam com que se pudesse contar nesta época os primórdios da independência do Brasil.
Em represália à França, D. João ordenou ainda a invasão e anexação da Guiana Francesa, no extremo norte, e da banda oriental do rio Uruguai, no extremo sul, já que a Espanha estava então sob o reinado de José Bonaparte, irmão de Napoleão, e portanto era considerada inimiga. O primeiro território foi devolvido à soberania francesa em 1817, mas o Uruguai foi mantido incorporado ao Brasil sob o nome de Província Cisplatina. Em 9 de fevereiro de 1810, no Rio de Janeiro, foi assinado um Tratado de Amizade e comércio pelo Príncipe Regente com Jorge III, rei da Inglaterra.[carece de fontes?]
Enquanto isso, na Espanha, os liberais, ainda acostumados com certa liberdade econômica imposta por Napoleão enquanto ocupara o país, de 1807 a 1810, se revoltaram contra os restauradores Bourbon, dinastia à qual pertencia a Carlota Joaquina, esposa de D. João, e impuseram-lhes a Constituição de Cádiz em 19 de março de 1812. Em reação, o rei Fernando VII, irmão de Carlota, dissolveu as cortes em 4 de maio de 1814. A resposta viria em 1820 com a vitória da Revolução Liberal (ou constitucional). Por isso, D. João e seus ministros se ocuparam das questões do Vice-Reinado do Rio da Prata, tão logo puseram os pés no Rio de Janeiro, surgindo assim a questão da incorporação da Cisplatina.[carece de fontes?]
É importante lembrar que apesar de ser elevado a Principado em 1645, tendo sido o Brasil uma colônia do Império Português, careceu de bandeira própria por mais de trezentos anos. Não era costume, na tradição vexilológica lusitana, a criação de bandeiras para suas colônias, quando muito de um brasão. Visto que seu o título uso era exclusivo aos herdeiros aparentes do trono português, o pavilhão dos príncipes do Brasil pode ser tido como a primeira representação flamular do Brasil. Sobre campo branco — cor relacionada à monarquia — inscreve-se uma esfera armilar — objeto que viria a ser, por muito tempo, o símbolo do Brasil. Já no pavilhão pessoal de D. Manuel I, aparece este que foi um objeto crucial para viabilizar as explorações marítimas de Portugal. Contudo, como Principado, não possui nenhum privilégio administrativo, militar, econômico ou social, pois ainda era visto como uma colônia portuguesa.[carece de fontes?]

## Reino (1815–1822)

### Elevação a Reino Unido
No contexto das negociações do Congresso de Viena, o Brasil foi elevado à condição de Reino dentro do Estado português, que assumiu a designação oficial de Reino Unido de Portugal, Brasil e Algarves em 16 de dezembro de 1815. A carta de lei foi publicada na Gazeta do Rio de Janeiro de 10 de janeiro de 1816, oficializando o ato. O Rio de Janeiro, por conseguinte, subia à categoria de Corte e capital, as antigas capitanias passaram a ser denominadas províncias (hoje, os estados). No mesmo ano, a rainha Maria I morreu e D. João foi coroado rei como João VI. Deu ao Brasil como brasão de armas a esfera manuelina com as quinas, encontradas já no século anterior em moedas da África portuguesa (1770).[carece de fontes?]

### Revolução no Porto e Retorno de D. João VI

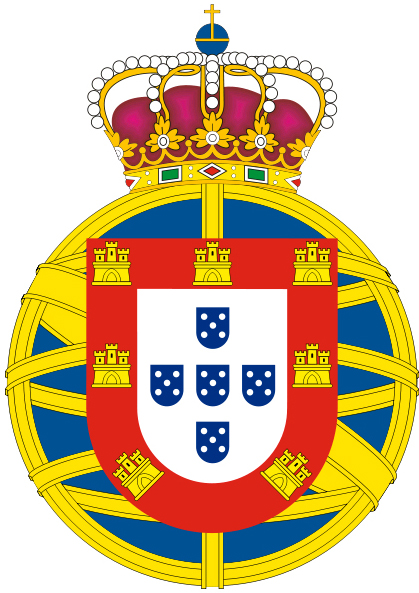
Brasão do Vice Reino do Brasil.

D. João VI deixaria o Brasil em 1821. Em agosto de 1820 houvera no Porto uma revolução constitucionalista (revolução liberal portuguesa de 1820), movimento com ideias liberais que ganhou adeptos no reino. Em setembro de 1820, uma Junta Provisória de Governo obrigou os portugueses a jurarem uma Constituição provisória, nos moldes da Constituição espanhola de Cádiz, até redação de uma constituição definitiva. Em janeiro de 1821, em Portugal, aconteceu a solene instalação das Cortes Gerais, Extraordinárias e Constituintes da Nação Portuguesa, encarregadas de elaborar a constituição, mas sem representantes brasileiros. Em fevereiro, D. João VI ordenou que deputados do Brasil (bem como dos Açores, Madeira e Cabo Verde) participassem da assembleia.[carece de fontes?]
Em março, as Cortes em Portugal expediram decreto com as bases da constituição política da monarquia. No Rio de Janeiro, outro decreto comunicava o retorno do rei para Portugal e ordenava que, "sem perda de tempo", fossem realizadas eleições dos deputados para representarem o Brasil nas Cortes Gerais convocadas em Lisboa. Chegaria em abril a Lisboa um delegado da Junta do Pará, Filipe Alberto Patroni, que por exceção conseguiu discursar e foi o primeiro brasileiro a falar perante aquela Assembleia. Em abril, na cidade do Rio de Janeiro, realizou-se a primeira assembleia de eleitores do Brasil, que resultou em confronto com mortos, pois as tropas portuguesas dissolveram a manifestação. No dia seguinte, cariocas afixaram à porta do Paço um cartaz com a inscrição "Açougue do Bragança", referindo-se ao Rei como carniceiro. D. João VI partiu para Portugal cinco dias depois, em 16 de abril de 1821, deixando seu primogênito Pedro de Alcântara como Príncipe-Regente do Brasil.[carece de fontes?]
Em 1821, o Brasil elegeu seus representantes em número de 97 entre deputados e suplentes para as Constituintes em Lisboa. Em agosto de 1821, as Cortes apresentariam três projetos para o Brasil que irritaram os representantes brasileiros com medidas recolonizadoras que estes se recusavam a aceitar. Depois de Maciel Parente, o monsenhor Francisco Moniz Tavares, deputado pernambucano, seria o primeiro brasileiro a discursar oficialmente, em vivo debate com os deputados portugueses Borges Carneiro, Ferreira Borges e Moura, contra a remessa de mais tropas para Pernambuco e a incômoda presença da numerosa guarnição militar portuguesa na província.
A separação do Brasil foi informalmente realizada em janeiro de 1822, quando D. Pedro declarou que iria permanecer no Brasil ("Dia do Fico"), com as seguintes palavras: Como é para o bem de todos e felicidade geral da nação, estou pronto: diga ao povo que fico. Agora só tenho a recomendar-vos união e tranquilidade. Porém, a separação do Brasil se é dada no dia 7 de setembro de 1822, com o "grito do Ipiranga" que foi romantizado, apesar da separação anteriormente.[carece de fontes?]

## Império (1822–1889)

### Primeiro Reinado (1822–1831)

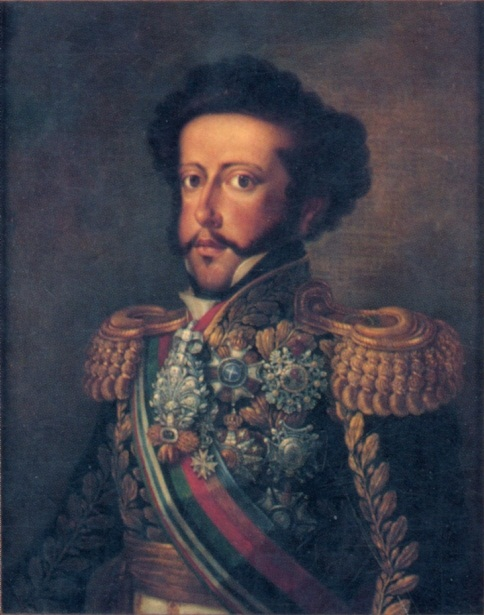
Simplício de Sá: Retrato de Dom Pedro I, c. 1826. Museu Imperial.

Após a declaração da independência, o Brasil foi governado por Dom Pedro I até o ano de 1831, período chamado de Primeiro Reinado, quando abdicou em favor de seu filho, Dom Pedro II, então com cinco anos de idade.[carece de fontes?]
Logo após a independência, e terminadas as lutas nas províncias contra a resistência portuguesa, foi necessário iniciar os trabalhos da Assembleia Constituinte. Esta havia sido convocada antes mesmo da separação, em julho de 1822; foi instalada, entretanto, somente em maio de 1823. Logo se tornou claro que a Assembleia iria votar uma constituição restringindo os poderes imperiais (apesar da ideia centralizadora encampada por José Bonifácio e seu irmão Antônio Carlos de Andrada e Silva). Porém, antes que ela fosse aprovada, as tropas do exército cercaram o prédio da Assembleia, e por ordens do imperador a mesma foi dissolvida, devendo a constituição ser elaborada por juristas da confiança de Dom Pedro I. Foi então outorgada a constituição de 1824, que trazia uma inovação: o Poder Moderador. Através dele, o imperador poderia fiscalizar os outros três poderes.[carece de fontes?]
Surgiram diversas críticas ao autoritarismo imperial, e uma revolta importante aconteceu no Nordeste: a Confederação do Equador. Foi debelada, mas Dom Pedro I saiu muito desgastado do episódio. Outro grande desgaste do Imperador foi por o Brasil na Guerra da Cisplatina, onde o país não manteve o controle sobre a então região de Cisplatina (hoje, Uruguai). Também apareciam os primeiros focos de descontentamento no Rio Grande do Sul, com os farroupilhas.[carece de fontes?]

Pedro Américo: O Grito do Ipiranga, 1888. Museu Paulista.

Em 1831 o imperador decidiu visitar as províncias, numa última tentativa de estabelecer a paz interna. A viagem deveria começar por Minas Gerais; mas ali o imperador encontrou uma recepção fria, pois acabara de ser assassinado Líbero Badaró, um importante jornalista de oposição. Ao voltar para o Rio de Janeiro, Dom Pedro deveria ser homenageado pelos portugueses, que preparavam-lhe uma festa de apoio; mas os brasileiros, discordando da festa, entraram em conflito com os portugueses, no episódio conhecido como Noite das Garrafadas.[carece de fontes?]
Dom Pedro tentou mais uma medida: nomeou um gabinete de ministros com suporte popular. Mas desentendeu-se com os ministros e logo depois demitiu o gabinete, substituindo-o por outro bastante impopular. Frente a uma manifestação popular que recebeu o apoio do exército, não teve muita escolha, assim criou o quinto poder. Mas não deu certo a ideia, e não restou nada ao imperador a não ser a renúncia, no dia 7 de abril de 1831.[carece de fontes?]

### Período Regencial (1831–1840)

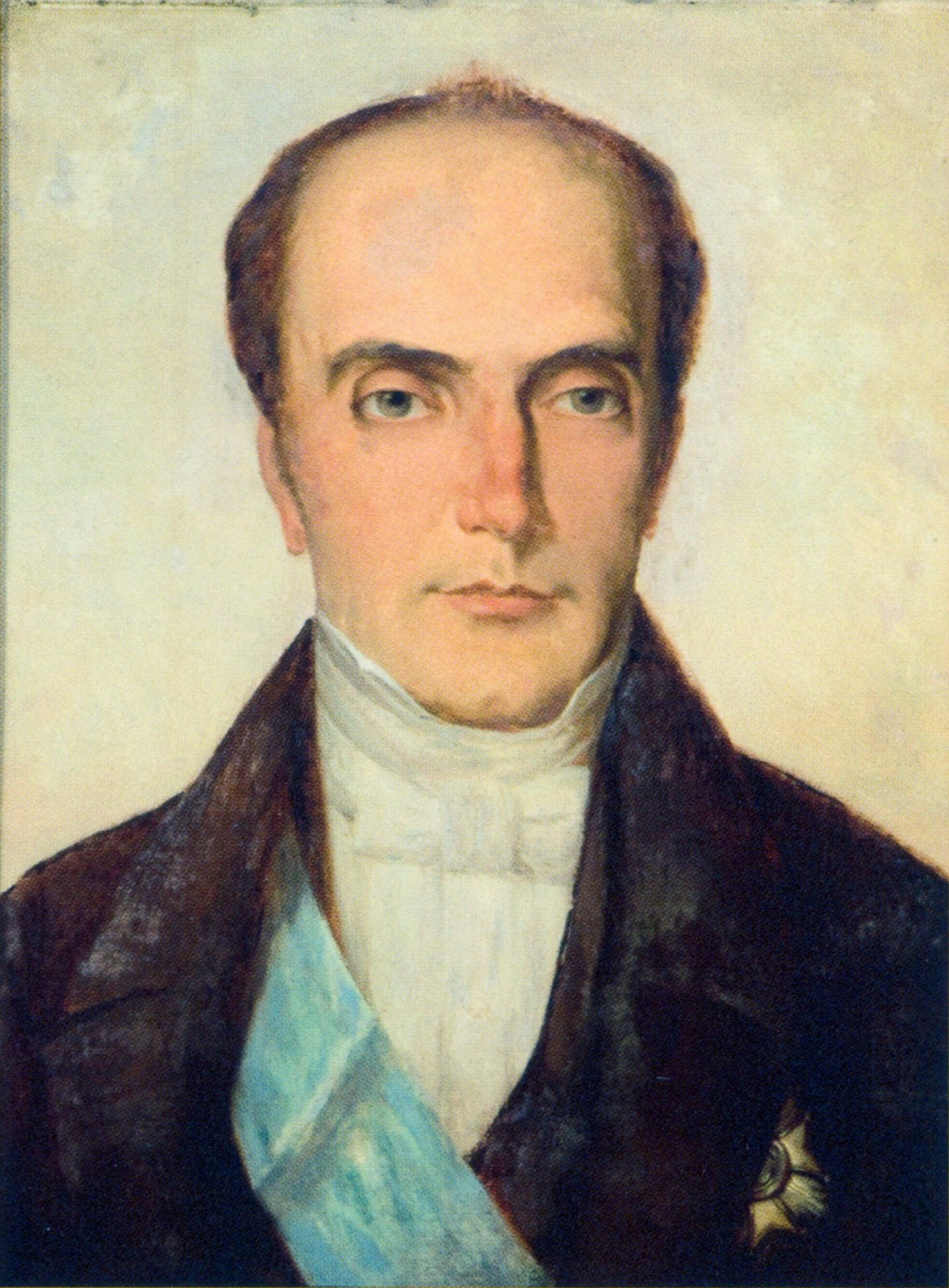
Araújo Lima, o Marquês de Olinda.

Durante o período de 1831 a 1840, o Brasil foi governado por diversos regentes, encarregados de administrar o país enquanto o herdeiro do trono, D. Pedro II, ainda era menor. A princípio a regência era trina, ou seja, três governantes eram responsáveis pela política brasileira, no entanto com o ato adicional de 1834, que, além de dar mais autonomia para as províncias, substituiu o caráter tríplice da regência por um governo mais centralizador.
O primeiro regente foi o Padre Diogo Antônio Feijó, que notabilizou-se por ser um governo de inspirações liberais, porém, devido às pressões políticas e sociais, teve que renunciar. O governo de caráter liberal caiu para dar lugar ao do conservador Araújo Lima, que centralizou o poder em suas mãos, sendo atacado veementemente pelos liberais, que só tomaram o poder devido ao Golpe da Maioridade. Destacam-se neste período a instabilidade política e a atuação do tutor José Bonifácio, que garantiu o trono para D. Pedro II.
Teve início neste período a Revolução Farroupilha, em que os gaúchos revoltaram-se contra a política interna do Império, e declararam a República Piratini. Também neste período ocorreram a Cabanada, de Alagoas e Pernambuco; a Cabanagem, do Pará; a revolta dos Malês e a Sabinada, na Bahia; e a Balaiada, no Maranhão.[carece de fontes?]

### Segundo Reinado (1840–1889)
O Segundo Reinado teve início com o Golpe da Maioridade (1840), que elevou D. Pedro II ao trono, antes dos 18 anos, com quinze anos. A economia, que teve como base principal a agricultura — tornando-se o café o principal produto exportador do Brasil durante o reinado de Pedro II, em substituição à cana-de-açúcar —, apresentou uma expansão de 900%. A falta de mão de obra, na época chamada de "falta de braços para a lavoura", em consequência da libertação dos escravos foi solucionada com a atração de centenas de milhares de imigrantes, em sua maioria italianos, portugueses, espanhóis e alemães.

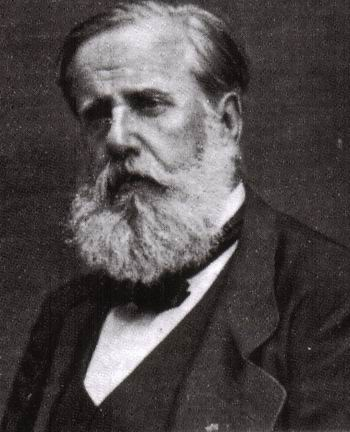
Dom Pedro II.

Nesse período, foi construída uma ampla rede ferroviária, sendo o Brasil o segundo país latino-americano a implantar este tipo de transporte, e, durante a Guerra do Paraguai, foi possuidor da quarta maior marinha de guerra do mundo. A mão de obra escrava, por pressão interna de oligarquias paulistas, mineiras e fluminenses, manteve-se vigente até o ano de 1888, quando caiu na ilegalidade pela Lei Áurea. Entretanto, havia-se encetado um gradual processo de decadência em 1850, ano do fim do tráfico negreiro, por pressão da Inglaterra, além de que o Imperador era contra a escravidão, pela opção dos produtores de café paulistas que preferiam a mão de obra assalariada dos imigrantes europeus, pela malária que dizimou a população escrava naquela época e pela guerra do Paraguai quando os negros que dela participaram foram alforriados.
A partir de 1870 assistiu-se ao crescimento dos movimentos republicanos no Brasil. Em 1889 um golpe militar tirou o cargo de primeiro-ministro do visconde de Ouro Preto, e, por incentivo de republicanos como Benjamin Constant Botelho Magalhães, o Marechal Deodoro da Fonseca proclamou a República e enviou ao exílio a Família Imperial. Diversos fatores contribuíram para a queda da Monarquia, dentre os quais: a insatisfação da elite agrária com a abolição da escravatura sem que os proprietários rurais fossem indenizados pelos prejuízos sofridos, o descontentamento dos cafeicultores do Oeste Paulista que se tornaram adeptos do Partido Republicano Paulista e da abolição pois usavam apenas mão de obra europeia dos imigrantes, e perdendo apoio dos militares, especialmente do exército que se sentiam desprestigiados entendendo que o imperador preferia a marinha do Brasil e que almejavam mais poder, e as interferências do Imperador em assuntos da Igreja.[carece de fontes?]
Não houve nenhuma participação popular na proclamação da República do Brasil. O que ocorreu, tecnicamente foi um golpe militar. O povo brasileiro apoiava o Imperador. O correspondente do jornal "Diário Popular", de São Paulo, Aristides Lobo, escreveu na edição de 18 de novembro daquele jornal, sobre a derrubada do império, a frase histórica:
Por ora, a cor do governo é puramente militar e deverá ser assim. O fato foi deles, deles só porque a colaboração do elemento civil foi quase nula. O povo assistiu àquilo tudo bestializado, atônito, surpreso, sem conhecer o que significava. Muitos acreditaram seriamente estar vendo uma parada!— Aristides Lobo
Para poupar conflitos, não houve violência e a Família Imperial pôde exilar-se na Europa em segurança.
D. Pedro II assinou sua renúncia com a mesma assinatura de seu pai ao abdicar em 1831: Pedro de Alcântara.
O período pode ser divido em três etapas principais:
- a chamada fase de consolidação, que se estende de 1840 a 1850. As lutas internas são pacificadas, o café inicia a sua expansão, a tarifa Alves Branco permite a Era Mauá.
- o chamado apogeu do Império, um período marcado por grande estabilidade política, quando de 1849 até 1889 não aconteceu no Brasil nenhuma revolução, algo inédito no mundo: 50 anos de paz interna em um país, permitida pelo sistema parlamentarista, (o parlamentarismo às avessas) e pela política de troca de favores. Em termos de Relações Internacionais, o período é marcado pela Questão Christie e pela Guerra do Paraguai.
- o chamado declínio do Império, marcado pela Questão Militar, pela Questão Religiosa, pelas lutas abolicionistas e pelo movimento republicano, que conduzem ao fim do regime monárquico.

#### Libertação dos escravos

Original da Lei Áurea, assinada pela Regente Dona Isabel (1888). Documento sob guarda do Arquivo Nacional.

Os primeiros movimentos contra a escravidão foram feitos pelos missionários jesuítas, que combateram a escravização dos indígenas mas toleraram a dos africanos. O fim gradual do tráfico negreiro foi decidido, no Congresso de Viena, em 1815. Desde 1810, a Inglaterra fez uma série de exigências a Portugal, e passou, a partir de 1845, a reprimir violentamente o tráfico internacional de escravos, amparada na lei inglesa chamada Lei Aberdeen. Em 1850, a Lei Eusébio de Queirós aboliu o tráfico internacional de escravos no Brasil.[carece de fontes?]
Em 1871 o Parlamento Brasileiro aprovou e a Princesa Isabel sancionou a Lei 2.040, conhecida como Lei Rio Branco ou Lei do Ventre Livre, determinando que todos os filhos de escravos nascidos desde então estariam livres a partir dos 21 anos.
Em 28 de setembro de 1885 promulgou-se uma outra lei, a Lei dos Sexagenários (Lei Saraiva–Cotegipe) que determinava a "extinção gradual do elemento servil" e criava fundos para a indenização dos proprietários de escravos e determinava que escravos a partir de 60 anos poderiam ser livres. Assim, com estas duas leis (Ventre Livre e Sexagenários), a abolição dos escravos seria gradativa, com os escravos sendo libertos ao atingirem a idade de 60 anos.
Em 1880 fora criada a Sociedade Brasileira Contra a Escravidão que, juntamente com a Associação Central Abolicionista e outras organizações, passou a ser conhecida pela Confederação Abolicionista liderada por José do Patrocínio, filho de uma escrava negra com um padre. Em 1884, os governos do Ceará e do Amazonas aboliram, em seus territórios, a escravidão, no que foram pioneiros.
As fugas de escravos aumentaram muito, após 1885, quando foi abolida a pena de açoite para os negros fugidos, o que estimulou as fugas. O exército se negava a perseguir os negros fugidos. Há que lembrar ainda os Caifases, liderados por Antônio Bento, que promoviam a fuga dos negros, perseguiam os capitães-do-mato e ameaçavam os senhores escravistas. Em São Paulo, a polícia, em 1888, também não ia mais atrás de negros fugidos.
A abolição definitiva era necessária. Há divergências sobre o número de escravos existentes em 1888. Havia, segundo alguns estudiosos, 1,4 milhão de escravos para população de 14 milhões habitantes: cerca de 11%. Porém, segundo a matrícula de escravos, concluída em 30 de março de 1887, o número de escravos era apenas 720 mil.

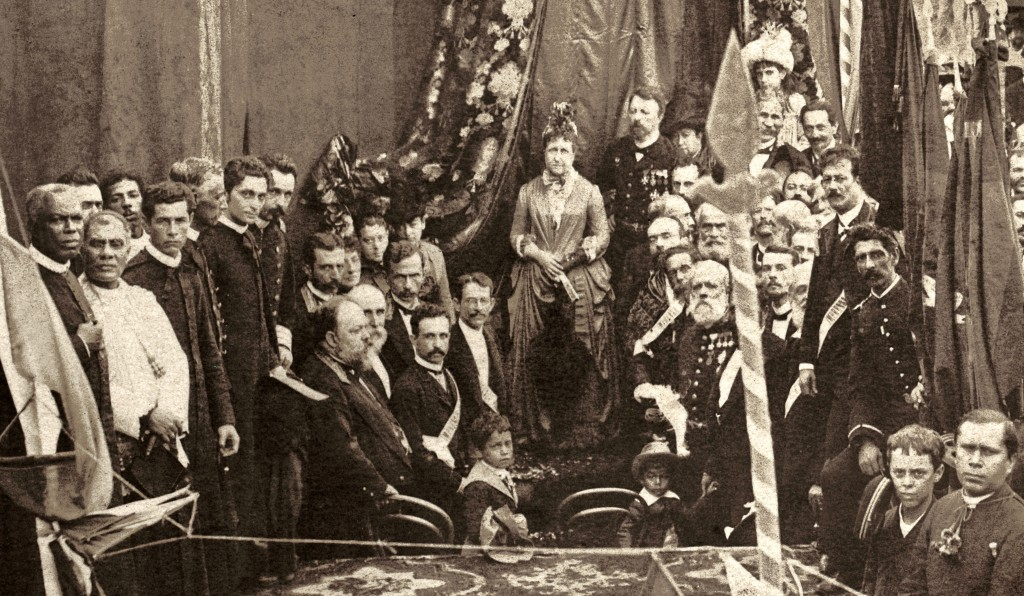
Missa campal realizada em 1888 em ação de graças pela Abolição da Escravatura no Brasil (Princesa Isabel ao centro).

Finalmente, o presidente do Conselho de Ministros do "Gabinete de 10 de março", João Alfredo Correia de Oliveira, do Partido Conservador, promoveu a votação de uma lei que determinava a extinção definitiva da escravidão no Brasil. Em 13 de maio de 1888, a Princesa Isabel sancionou a Lei Áurea, que já havia sido aprovada pelo Parlamento, abolindo toda e qualquer forma de escravidão no Brasil. Logo após a Princesa assinar a Lei Áurea, ao cumprimentá-la, João Maurício Wanderley, o barão de Cotegipe, o único senador que votou contra o projeto da abolição da escravatura, profetizou:
A senhora acabou de redimir uma raça e perder o trono!— Barão de Cotegipe
A aristocracia escravista, oligarquia rural arruinada com a abolição sem indenização, culpou o governo e aderiu aos vários partidos republicanos existentes, especialmente ao Partido Republicano Paulista e o Partido Republicano Mineiro, que faziam na oposição ao regime monárquico, assim, uma das consequências da abolição seria a queda da monarquia. Pequenos proprietários que não podiam recorrer a mão de obra assalariada fornecida pelos imigrantes europeus também ficaram arruinados. Apenas a economia cafeeira do oeste paulista, porém, quando comparada à de outras regiões, não sofreu abalos, pois já se baseava na mão de obra livre, assalariada. Muitos escravos negros permaneceram no campo, praticando uma economia de subsistência, em pequenos lotes, outros buscaram as cidades, onde entraram num processo de marginalização. Desempregados, passaram a viver em choças e barracos nos morros e nos subúrbios.[carece de fontes?]
E de acordo com a análise de Everardo Vallim Pereira de Souza, reportando-se às considerações do Conselheiro Antônio da Silva Prado, as consequências da abolição dos escravos, em 13 de maio de 1888, deixando sem amparo os ex-escravos, foram das mais funestas:
Segundo a previsão do Conselheiro Antônio Prado, decretada de afogadilho a “Lei 13 de maio”, seus efeitos foram os mais desastrosos. Os ex-escravos, habituados à tutela e curatela de seus ex-senhores, debandaram em grande parte das fazendas e foram "tentar a vida" nas cidades; tentâme aquele que consistia em: aguardente aos litros, miséria, crimes, enfermidades e morte prematura. Dois anos depois do decreto da lei, talvez metade do novo elemento livre havia já desaparecido! Os fazendeiros dificilmente encontravam "meieiros" que das lavouras quisessem cuidar. Todos os serviços desorganizaram-se; tão grande foi o descalabro social. A parte única de São Paulo que menos sofreu foi a que, antecipadamente, havia já recebido alguma imigração estrangeira; O geral da Província perdeu quase toda a safra de café por falta de colhedores!— Everardo Vallim Pereira de Souza
O Brasil foi o último país independente do continente americano a abolir a escravatura. O último país do mundo a abolir a escravidão foi a Mauritânia, somente em 9 de novembro de 1981, pelo decreto de número 81 234.

## República (1889–presente)

### Primeira República (1889–1930)

Henrique Bernardelli: Marechal Deodoro da Fonseca, c. 1900.

Em 15 de novembro de 1889, o Marechal Deodoro da Fonseca decretou o fim do período imperial em um golpe militar de Estado sob a forma de uma quartelada quase sem força política e nenhum apoio popular, e o início de um período republicano ditatorial, destituindo o último imperador brasileiro, D. Pedro II, que teve de partir em exílio para a Europa. O nome do país mudou de Império do Brasil para Estados Unidos do Brasil. A primeira constituição da República do Brasil foi feita dia 15 de novembro de 1890. Após quatro anos de ditadura com um caos e várias mortes de federalistas, negros lutando por seus direitos, entre outros, iniciou-se a era civil da República Velha, com a chamada República Oligárquica.[carece de fontes?]
O Visconde de Ouro Preto, presidente do conselho de ministro deposto em 15 de novembro, entendia que a proclamação da república fora um erro e que o Segundo Reinado tinha sido bom, e, assim se expressou em seu livro "Advento da ditadura militar no Brasil":
O Império não foi a ruína. Foi a conservação e o progresso. Durante meio século manteve íntegro, tranquilo e unido território colossal. O império converteu um país atrasado e pouco populoso em grande e forte nacionalidade, primeira potência sul-americana, considerada e respeitada em todo o mundo civilizado. (...) O Império aboliu de fato a pena de morte, extinguiu a escravidão, deu ao Brasil glórias imorredouras, paz interna, ordem, segurança e, mas que tudo, liberdade individual como não houve jamais em país algum. (...) Quais as faltas ou crimes de D. Pedro II, que em quase cinquenta anos de reinado nunca perseguiu ninguém, nunca se lembrou de uma ingratidão, nunca vingou uma injúria, pronto sempre a perdoar, esquecer e beneficiar? (...) Quais os erros praticados que o tornou merecedor da deposição e exílio quando, velho e enfermo, mais devia contar com o respeito e a veneração de seus concidadãos? (...) A República brasileira, como foi proclamada, é uma obra de iniquidade. (...) A República se levantou sobre os broqueis da soldadesca amotinada, vem de uma origem criminosa, realizou-se por meio de um atentado sem precedentes na História e terá uma existência efêmera!— Visconde de Ouro Preto,

#### Conflitos
O período foi marcado por inúmeros conflitos, de naturezas distintas. Externamente destacam-se apenas 2: a Revolução Acreana, que foi o processo político-social que levou à incorporação do território do atual estado do Acre ao Brasil; e o envolvimento do país na I Guerra Mundial, na qual apesar da participação militar do país ter sido insignificante para o resultado geral do conflito, tendo se restringido basicamente ao envio de uma esquadra naval para participar da guerra antisubmarina no noroeste da África e mediterrâneo, em 1918; a mesma deu ao Brasil o direito a participar da conferência de Versalhes em 1919.

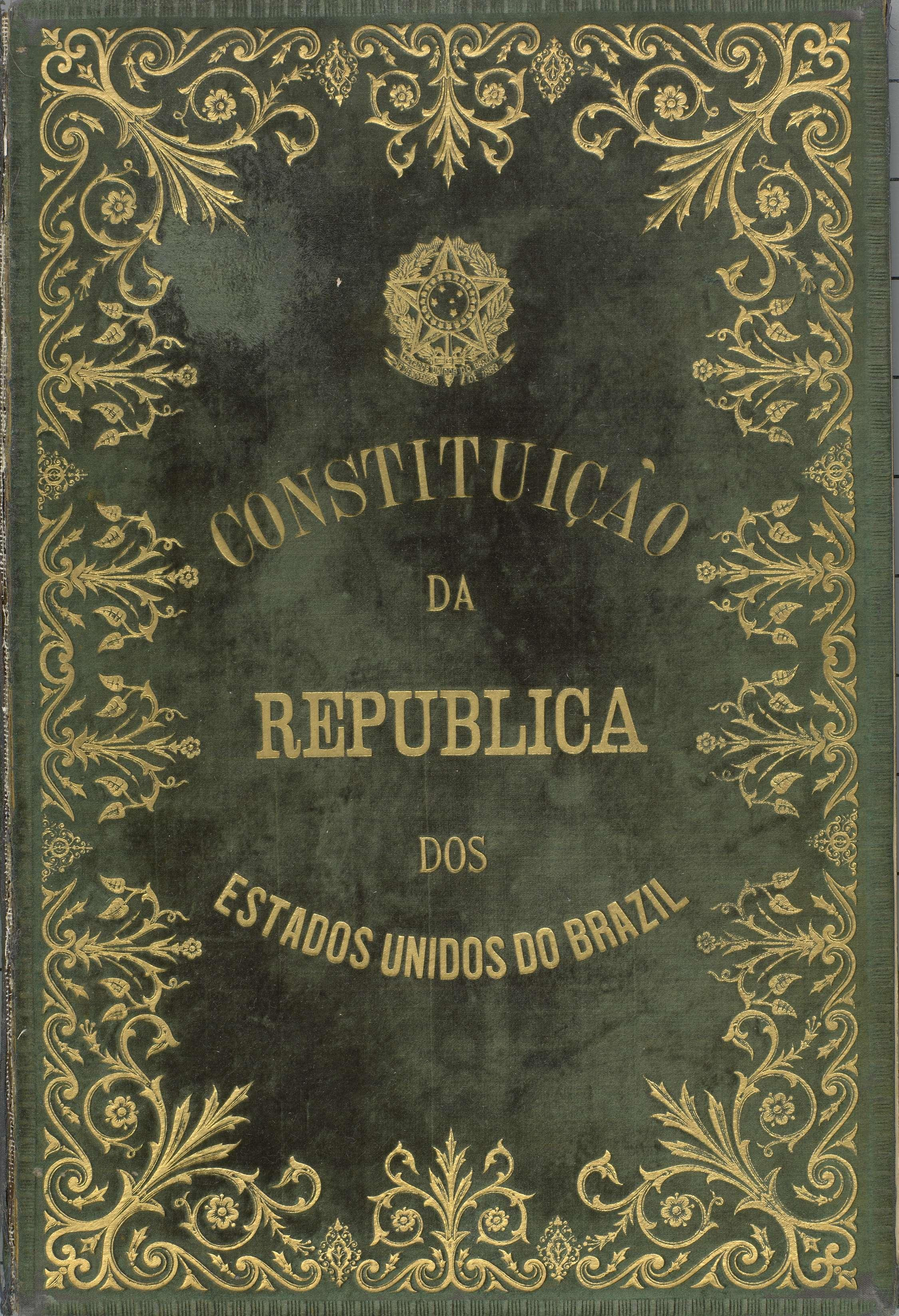
Constituição de 1891. Documento sob guarda do Arquivo Nacional.

Já no plano interno, este primeiro período republicano foi marcado por graves crises econômicas, como a do encilhamento, que contribuíram para acirrar ainda mais a instabilidade geral. No âmbito político-social, por exemplo, entre 1891 e 1927 ocorreram várias revoltas e conflitos no país, tanto militares como (por exemplo): a 1ª Revolta da Armada em 1891, a 2ª Revolta da Armada em 1893, a Revolução Federalista entre 1893–95, Revolta da Chibata em 1910, a Revolta dos tenentes em 1922, a Revolta de 1924 que se desdobrou na Coluna Prestes; quanto civis, como (por exemplo): a Guerra de Canudos 1893–97, a Revolta da Vacina em 1904, a Guerra do Contestado entre 1912–16 e os movimentos operários de 1917–19.[carece de fontes?]
Também neste período, ocorreu o auge do cangaço, tendo sido seu expoente mais famigerado Virgulino Ferreira da Silva, popularmente conhecido como "Lampião".
Embora todos esses eventos tenham sido controlados pelo governo central e a maioria fosse de caráter localizado, o acúmulo dessas tensões sociais e econômicas foi pouco a pouco minando o regime, o que somado aos efeitos causados pelas crises da depressão de 1929 e das eleições federais de 1930, acabaram levando ao movimento de 1930 que pôs um fim a este primeiro período da república no Brasil.[carece de fontes?]

#### República do Café com Leite
Entre 1889 e 1930, o governo foi oficialmente uma democracia constitucional e, a partir de 1894, a Presidência alternou entre os estados dominantes da época, São Paulo e Minas Gerais. Como os paulistas eram grandes produtores de café, e os mineiros estavam voltados à produção leiteira, a situação política do período ficou conhecida como Política do Café-com-Leite.
Esse equilíbrio de poder entre os estados, foi uma política criada pelo presidente Campos Sales, chamada de Política dos Estados ou Política dos governadores. A República Velha terminou em 1930, com a Revolução de 1930, liderada por Getúlio Vargas, um civil, instituindo-o "Governo Provisório", até que novas eleições fossem convocadas.[carece de fontes?]
Sobre sua política, Campos Sales disse:
Outros deram à minha política a denominação de "Política dos Governadores", Teriam acertado se dissessem "Política dos Estados". Esta denominação exprimiria melhor o meu pensamento!— Campos Sales
E esse seu pensamento foi definido assim por ele:
Neste regime, disse eu na minha última mensagem, a verdadeira força política, que no apertado unitarismo do Império residia no poder central, deslocou-se para os Estados. A Política dos Estados, isto é, a política que fortifica os vínculos de harmonia entre os Estados e a União é, pois, na sua essência, a política nacional. É lá, na soma destas unidades autônomas, que se encontra a verdadeira soberania da opinião. O que pensam os Estados pensa a União!— Campos Sales

### Era Vargas (1930–1945)
O período que vai de 1930 a 1945, a partir da derrubada do presidente Washington Luís em 1930, até a volta do país à democracia em 1945, é chamado de Era Vargas, em razão do forte controle na pessoa do caudilho Getúlio Dorneles Vargas, que assumiu o controle do país, no período. Neste período está compreendido o chamado Estado Novo (1937–1945).

#### A Revolução de 1930 e o Governo Provisório
Em 1 de março de 1930 ocorre a última eleição presidencial da República Velha. Disputaram essa eleição o presidente de São Paulo (hoje se diz governador) Júlio Prestes de Albuquerque apoiado pelo presidente Washington Luís e por 17 estados contra o candidato Getúlio Vargas apoiado apenas por três estados: Minas Gerais, Paraíba e Rio Grande do Sul. Júlio Prestes é eleito e aclamado presidente, porém os perdedores não reconheceram sua vitória.[carece de fontes?]
Assim, em 1930, acontece a Revolução de 1930 iniciada a 3 de outubro. Quando as tropas revolucionárias marcharam para o Rio de Janeiro, então capital federal, ocorre a 24 de outubro um golpe militar que depõe e presidente Washington Luís, que fora antes presidente de São Paulo. Washington Luís foi deposto e exilado, Júlio Prestes é impedido de tomar posse como presidente da república e também é exilado. É formada uma Junta Militar Provisória, que então passa o poder a Getúlio Dorneles Vargas, em 3 de novembro de 1930, encerrando a República Velha e iniciando o Governo Provisório que tem Getúlio Vargas como seu chefe.[carece de fontes?] Logo após a tomada do poder em novembro de 1930, Getúlio Vargas nomeou interventores federais para governar os estados. Para São Paulo, por exemplo, foi nomeado o tenente João Alberto Lins de Barros, um pernambucano, sendo que a maioria dos líderes paulistas foram exilados. Na Bahia, foi nomeado um cearense, Juracy Magalhães — e assim por diante. Do exílio em Portugal, Júlio Prestes escreve, já em 1931, acreditando ele que a situação da ditadura estava se tornando insustentável:[carece de fontes?]
O que não se compreende é que uma nação, como o Brasil, após mais de um século de vida constitucional e liberalismo, retrogradasse para uma ditadura sem freios e sem limites como essa que nos degrada e enxovalha perante o mundo civilizado!— Júlio Prestes
Ao se iniciar o ano de 1932, crescem os reclamos dos políticos paulistas que se uniram na Frente Única Paulista, em prol do fim da interferência dos tenentes em São Paulo e pela instalação de uma assembleia nacional constituinte que poria fim ao Governo Provisório, o qual era chamado pelos paulistas de ditadura.
Uma previsível reação dos paulistas a um conluio contra São Paulo e seus interesses já fora percebida, em 1929, pelo senador fluminense Irineu Machado, que afirmou:
A reação contra a candidatura Prestes representa, não um gesto contra o presidente de São Paulo, mas um movimento contra São Paulo, que se levantará porque isto significa um gesto de legítima defesa de seus próprios interesses!— Irineu Machado
Os paulistas, que mantinham um esquema de domínio político junto com Minas Gerais durante a primeira república, tentam articular uma revolução em 1932 para depor Getúlio Vargas. A justificativa encontrada pelas oligarquias locais para buscar apoio do povo é que o país precisava de uma Constituição, pois, desde 1930, Getúlio Vargas dizia que "assumia provisoriamente" a Presidência e que o mais cedo possível entregaria uma nova Constituição ao país, com a subsequente realização de eleições para presidente. Daí o nome de Revolução Constitucionalista de 1932, deflagrada a 9 de julho. Os paulistas foram apoiados pelo sul estado do Mato Grosso onde foi criado o Estado de Maracaju, mas as tropas federais, ajudadas pelas tropas gaúchas e mineiras, garantiram uma vitória de Getúlio Vargas depois de três meses de luta, a qual foi a maior guerra civil brasileira de todos os tempos. Finalmente, em 3 de maio de 1933, são feitas eleições para uma Assembleia Nacional Constituinte que em 1934 elege Getúlio Vargas presidente da república.[carece de fontes?]

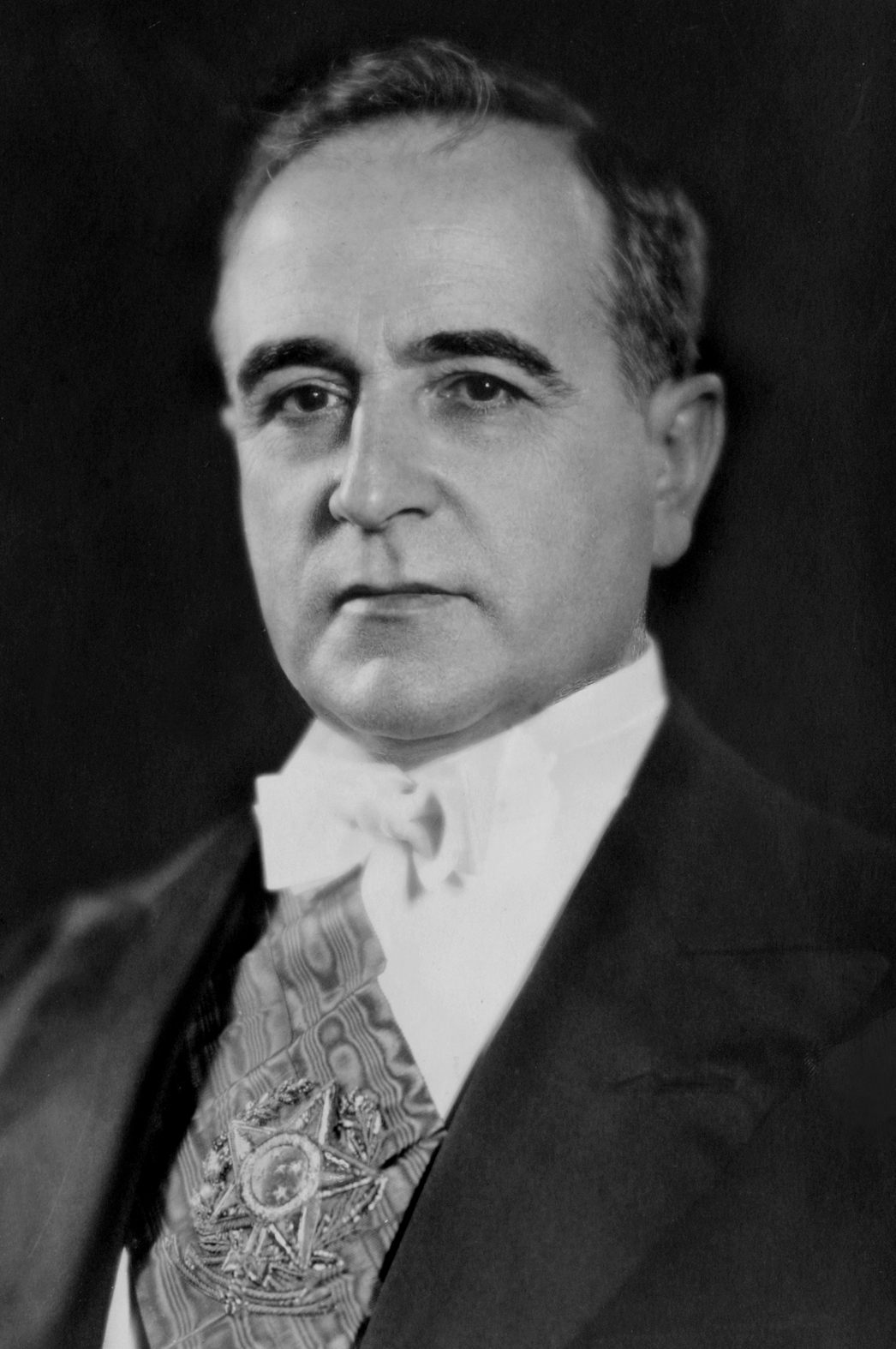
Getúlio Vargas.

#### O período constitucional de Getúlio Vargas
Em 1934, no entanto, o país ganha uma Constituição. Getúlio Vargas é eleito presidente. Este governo constitucional durou três anos até 1937. Foram anos conturbados, em que ocorre certa polarização na política nacional. De um lado ganha força a esquerda, representada principalmente pela Aliança Nacional Libertadora (ANL) e pelo Partido Comunista Brasileiro (PCB); de outro a direita, que ganha forma num movimento de inspiração fascista chamado Integralismo.
Uma articulação revolucionária de esquerda é tentada em 1935, chamada de Intentona Comunista, por parte de um setor das forças armadas e de alguns indivíduos ligados a URSS. Um dos principais líderes desse movimento foi o ex-tenente do exército Luís Carlos Prestes, que fica preso e ficou incomunicável por oito anos. Sua mulher, a comunista e judia Olga Benário, tem um destino pior: O Supremo Tribunal Federal a expatriou para a Alemanha Nazista, seguindo os acordos de extradição vigentes entre Brasil e Alemanha que mantinham relações diplomáticas normais. Olga acaba morrendo no campo de extermínio de Bernburg.

#### O Estado Novo
Graças ao clima de pânico provocado pela polarização política (os integralistas tentam um putsch algum tempo depois, em 1938), Getúlio Vargas articula uma situação que lhe permite decretar um golpe de estado dois meses antes da eleição presidencial marcada para janeiro de 1938. Em 10 de novembro de 1937, Getúlio Vargas anuncia o Estado Novo.[carece de fontes?]

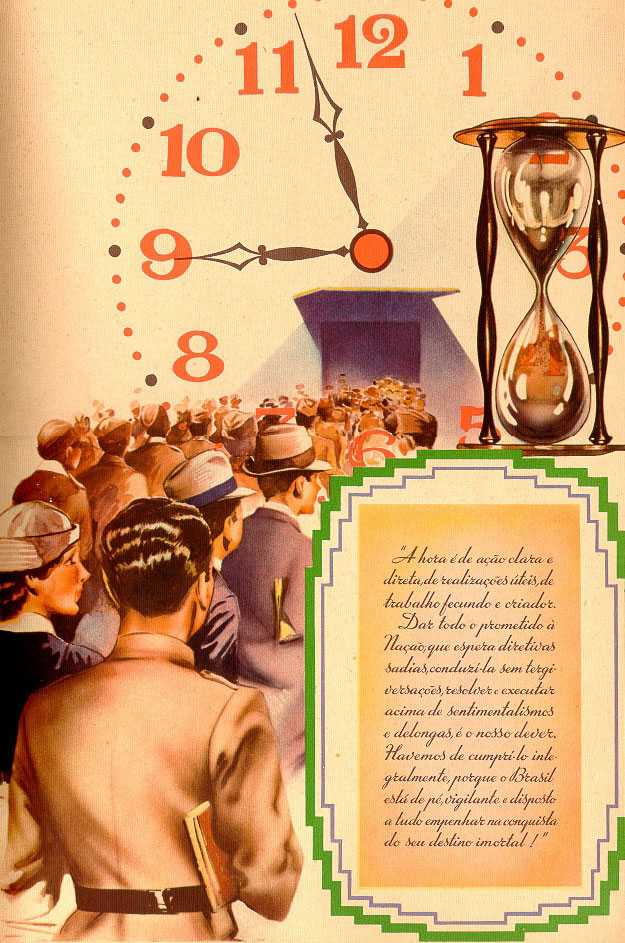
Cartaz do governo do Estado Novo (1935): "(…) O Brasil está de pé, vigilante e disposto a tudo empenhado na conquista de seu destino imortal!".

A justificativa primária do golpe é a existência de um plano comunista para a tomada do poder, "apoiado por Moscou" — é o chamado Plano Cohen. Posteriormente descobriu-se que o plano foi uma armação dos agentes de Getúlio Vargas. O apoio militar e o apoio da classe média garante o sucesso do golpe, pois há algum tempo cresciam os temores de que o comunismo poderia promover uma revolução no Brasil.[carece de fontes?]
Getúlio Vargas consegue prolongar seus anos na Presidência até 1945. É emblemático notar que uma das figuras mais conhecidas de seu governo foi o chefe de polícia Filinto Muller. A censura oprime a expressão artística e científica: em 1939 é criado o DIP, Departamento de Imprensa e Propaganda. Além da censura, o DIP atuava na propaganda pró-Vargas e contrária à República Velha, fazendo com que a imagem do presidente fosse exaltada ao extremo.[carece de fontes?]

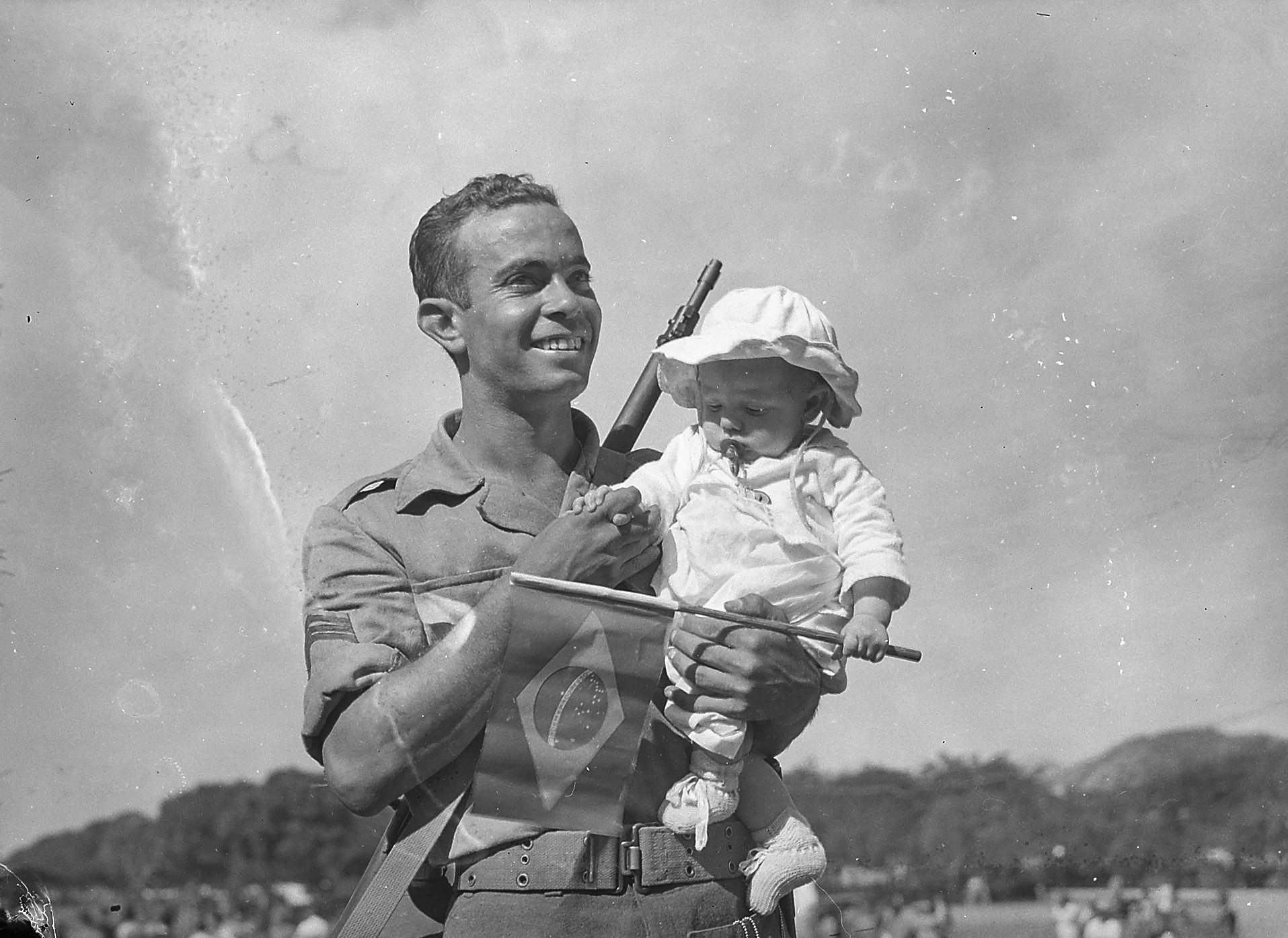
Soldado brasileiro carregando um bebê, este com uma bandeira do Brasil, na cerimônia de retorno da FEB em 1945.

Por essas características é que, iniciada a Segunda Guerra Mundial, não se sabia se Getúlio Vargas apoiaria o Eixo (com quem parecia ter mais afinidade) ou os Aliados. Os EUA tinham planos para invadir o nordeste (com o codinome Plan Rubber), caso o governo Vargas insistisse em manter o Brasil neutro. O clima de tensão culminara na adesão aos países aliados em 1942, após ataques alemães em navios mercantes brasileiros que resultaram na morte de dezenas de pessoas. A barganha getulista obtivera vantagens econômicas e militares: instituiu-se um acordo econômico com os Estados Unidos que possibilitara a implantação da Companhia Siderúrgica Nacional (CSN). Além disso, outro acordo possibilitara o reaparelhamento das forças armadas brasileiras.[carece de fontes?]
Além da CSN, houve outras importantes conquistas feitas pelo Estado Novo tais como: o Ministério da Aeronáutica, a Força Aérea Brasileira, o Conselho Nacional do Petróleo, o Departamento Administrativo do Serviço Público, a Companhia Siderúrgica Nacional, a Companhia Nacional de Álcalis, a Companhia Vale do Rio Doce, o Instituto de Resseguros do Brasil, a Companhia Hidrelétrica do São Francisco, a estrada Rio-Bahia, o Código Penal, o Código de Processo Penal Brasileiro e a Consolidação das Leis do Trabalho, a Justiça do Trabalho, o salário mínimo e a estabilidade no emprego do trabalhador, após de dez anos no emprego.[carece de fontes?]
A pressão popular pela criação de uma força expedicionária torna-se concreta, mesmo contra a vontade de Vargas, que afirmara que o envio de tropas brasileira ocorreria quando "a cobra fumar". Posteriormente, percebendo a crescente pressão interna (camadas médias urbanas) e externa (os Estados Unidos temiam uma possível desestabilização de poder no Brasil, não desejosa em tempos de guerra), Vargas cedeu, criando a Força Expedicionária Brasileira (FEB); cujo lema fora "A Cobra Vai Fumar". A compensação à ajuda financeira deu-se de forma logística e material: garantiu-se o suprimento de matérias-primas aos aliados (segundo ciclo da borracha), e permitiu-se a instalação de uma base militar na região Nordeste (Rio Grande do Norte), garantido o domínio logístico e militar dos aliados sobre o atlântico sul.[carece de fontes?]
Ao término da guerra, fazia pouco sentido que Getúlio Vargas continuasse no poder. O fascismo fora derrotado, e os brasileiros notaram isso. Getúlio Vargas é forçado a renunciar em 29 de outubro de 1945 pelas forças armadas. No mesmo ano disputa o pleito de Senador e Deputado Federal, sendo eleito Senador da república pelo Rio Grande do Sul.

### República Nova (1945–1964)
O período conhecido como República Nova ou República de 46 inicia com a renúncia forçada de Vargas, em outubro de 1945. O General Eurico Gaspar Dutra foi o presidente eleito e empossado no ano seguinte. Em 1946 foi promulgada nova Constituição, mais democrática que a anterior, restaurando direitos individuais.

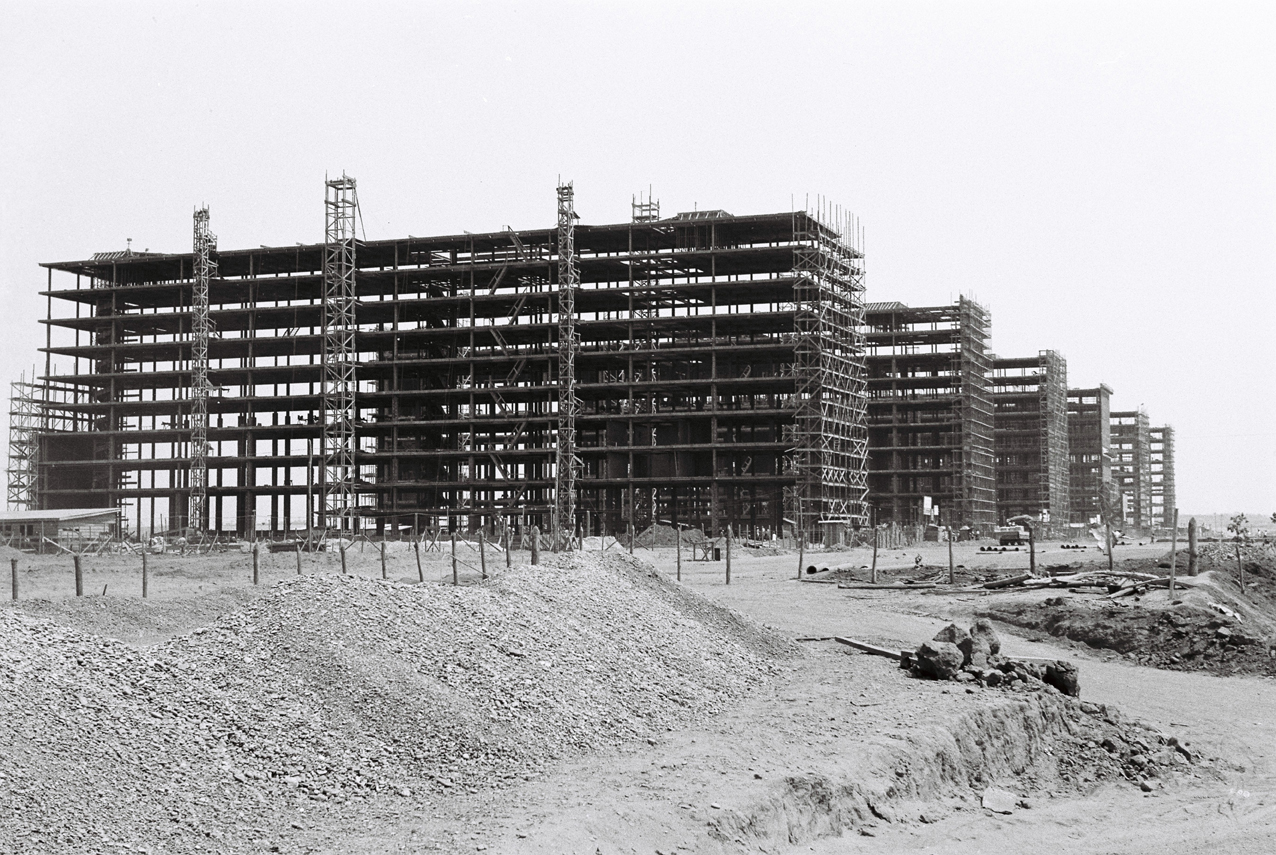
A construção de Brasília. Na imagem os prédios dos ministérios, 1959. Fonte: Arquivo Público do Distrito Federal.

Em 1950, o Brasil recebe a Copa do Mundo de Futebol. Apesar de perder a final para o Uruguai, por 2 a 1, coloca o país definitivamente em destaque no cenário internacional, bate todos os recordes e deixa como legado o Estádio do Maracanã, o maior do país.
Ainda em 1950, o maior comunicador brasileiro do século XX, Assis Chateaubriand, inaugurou a TV Tupi São Paulo, que no início chamava-se PRF-3. Sua cadeia de rádio, jornais e televisão crescia a olhos vistos.[carece de fontes?]
Nesse ano, Getúlio Vargas foi mais uma vez eleito presidente, desta vez pelo voto direto. Em seu segundo governo foi criada a Petrobrás, fruto de tendências nacionalistas que receberam suporte das camadas operárias, dos intelectuais e do movimento estudantil. Porém, os tempos não eram mais os mesmos, e Getúlio não conseguiu conduzir tão bem o seu governo. Pressionado por uma série de eventos, em 1954 Getúlio Vargas comete suicídio dentro do Palácio do Catete. Assume o vice-presidente, João Fernandes Campos Café Filho.
Em 1955, Juscelino Kubitschek foi eleito presidente e tomou posse em janeiro de 1956, ainda que tenha enfrentado tentativas de golpe. Seu governo caracterizou-se pelo chamado desenvolvimentismo, doutrina que se detinha nos avanços técnico industriais como suposta evidência de um avanço geral do país. O lema do desenvolvimentismo sob Juscelino foi 50 anos em 5. Em 1960, Kubitschek inaugurou Brasília, a nova capital do Brasil.
Já em 1961, Jânio Quadros, eleito em 1960, assumiu a presidência, mas renunciou em agosto do mesmo ano. Jânio, um ex-professor sul-mato-grossense radicado em São Paulo pregava a moralização do governo, iniciou sua carreira política no PDC e se elegeu com o apoio da UDN, fez um governo contraditório: ao lado de medidas polêmicas (como a proibição de lança perfume e da briga de galo), o presidente condecorou o revolucionário argentino Ernesto Che Guevara, para a surpresa da UDN. Com a condecoração, Jânio tentava uma aproximação com o bloco socialista para fins estritamente econômicos, mas assim não foi a interpretação da direita no Brasil, que passou a alardear o pânico com a "iminência" do comunismo.
O vice-presidente João Goulart, popularmente conhecido como "Jango", assumiu em 7 de setembro de 1961 a presidência, após uma crise política: os militares não queriam aceitá-lo na presidência, alegando o "perigo comunista", ou seja, que Jango era simpatizante do comunismo e mantinha vários comunistas em seu governo. Além de ex-ministro trabalhista, Goulart encontrava-se na China quando da renúncia de Jânio Quadros. Uma solução intermediária é acertada e instala-se o parlamentarismo no Brasil.
Em 1963, entretanto, João Goulart recuperou a chefia de governo com o referendo que aprovou a volta do presidencialismo. João Goulart governou até 1 de abril de 1964, quando se refugiou no Uruguai deposto pelo Golpe Militar de 1964. No seu governo houve constantes problemas criados pela oposição militar, em parte devido a seu nacionalismo e posições políticas radicais como a do Slogan "Na lei ou na marra", em relação à reforma agrária. O maior protesto dos setores conservadores da sociedade contra seu governo ocorreu nas cidades de São Paulo e Rio de Janeiro, em 19 de março de 1964, com a chamada Marcha da Família com Deus pela Liberdade.

### Regime Militar (1964–1985)
O governo de João Goulart foi marcado por alta inflação, estagnação econômica e uma forte oposição da Igreja Católica e das forças armadas que o acusavam de permitir a indisciplina nas Forças Armadas e de fazer um governo de caráter esquerdista.
Em 31 de março de 1964, as Forças Armadas realizam um Golpe Militar de 1964, destituindo João Goulart que se exilou no Uruguai. Os líderes civis do golpe, foram os governadores dos estados do Rio de Janeiro, Carlos Lacerda, de Minas Gerais, Magalhães Pinto e de São Paulo, Adhemar de Barros. A maioria dos militares que participaram do golpe de estado eram ex-tenentes da Revolução de 1930, entre os quais, Juraci Magalhães, Humberto de Alencar Castelo Branco, Juarez Távora, Médici, Geisel e Cordeiro de Farias.[carece de fontes?]
Foram cinco os presidentes da república, todos generais de exército, durante o regime militar: o General Humberto de Alencar Castelo Branco, seguido pelo General Arthur da Costa e Silva (1967–1969), eleitos pelo Congresso Nacional. O General Emílio Garrastazu Médici (1968–74) foi escolhido pela Junta Militar que assumira o poder com a morte de Costa e Silva em 1969 e eleito por um colégio eleitoral. O General Ernesto Geisel (1974–79) e o General João Baptista de Oliveira Figueiredo (1979–84) também foram eleitos por colégios eleitorais formados pelo Congresso Nacional mais representantes das assembleias legislativas dos estados.
Entre as características adquiridas pelos governos decorrentes do golpe militar, autointitulado de "Revolução de 1964" e de "Contra-Revolução de 1964", destacam-se o combate à subversão praticadas por guerrilhas de orientação esquerdista, a supressão de alguns direitos constitucionais dos elementos e instituições ligados à suposta tentativa de golpe pelos comunistas, e uma forte censura à imprensa, após a edição do AI-5 de 13 de dezembro de 1968. O golpe de estado foi autointitulado de "Contra-Revolução de 1964" porque os golpistas construíram uma narrativa de que havia uma iminente ameaça de uma revolução comunista prestes a desencadear no país.

Humberto de Alencar Castelo Branco.

Em 1965, pelo Ato Institucional n.º 2, todos os partidos políticos então existentes são declarados extintos, e teve início a intensificação da repressão política aos comunistas. Somente dois partidos eram permitidos, a Aliança Renovadora Nacional (ARENA), e o Movimento Democrático Brasileiro (MDB), que veio a servir de refúgio a toda a esquerda e extrema esquerda política.
Em 1967, o nome do país foi alterado para República Federativa do Brasil Foram criados a Bandeira vice-presidencial do Brasil e o Mastro especial da Praça dos Três Poderes. Configurando uma época de forte civismo, também foi definido o atual formato de posse dos presidentes.
Em 15 de março de 1967, promulgada a sexta Constituição Brasileira pelo Congresso, institucionalizando o movimento e estabelecendo eleições indiretas para presidente, realizada via colégio eleitoral, este eleito diretamente. A partir daquele dia ficavam revogados os atos institucionais baixados desde 1964. Nesse mesmo dia, diante do crescimento dos movimentos de contestação ao regime militar, o General Arthur da Costa e Silva assumiu a Presidência da República. Porém esta normalidade institucional dada pela constituição de 1967 durou pouco.[carece de fontes?]

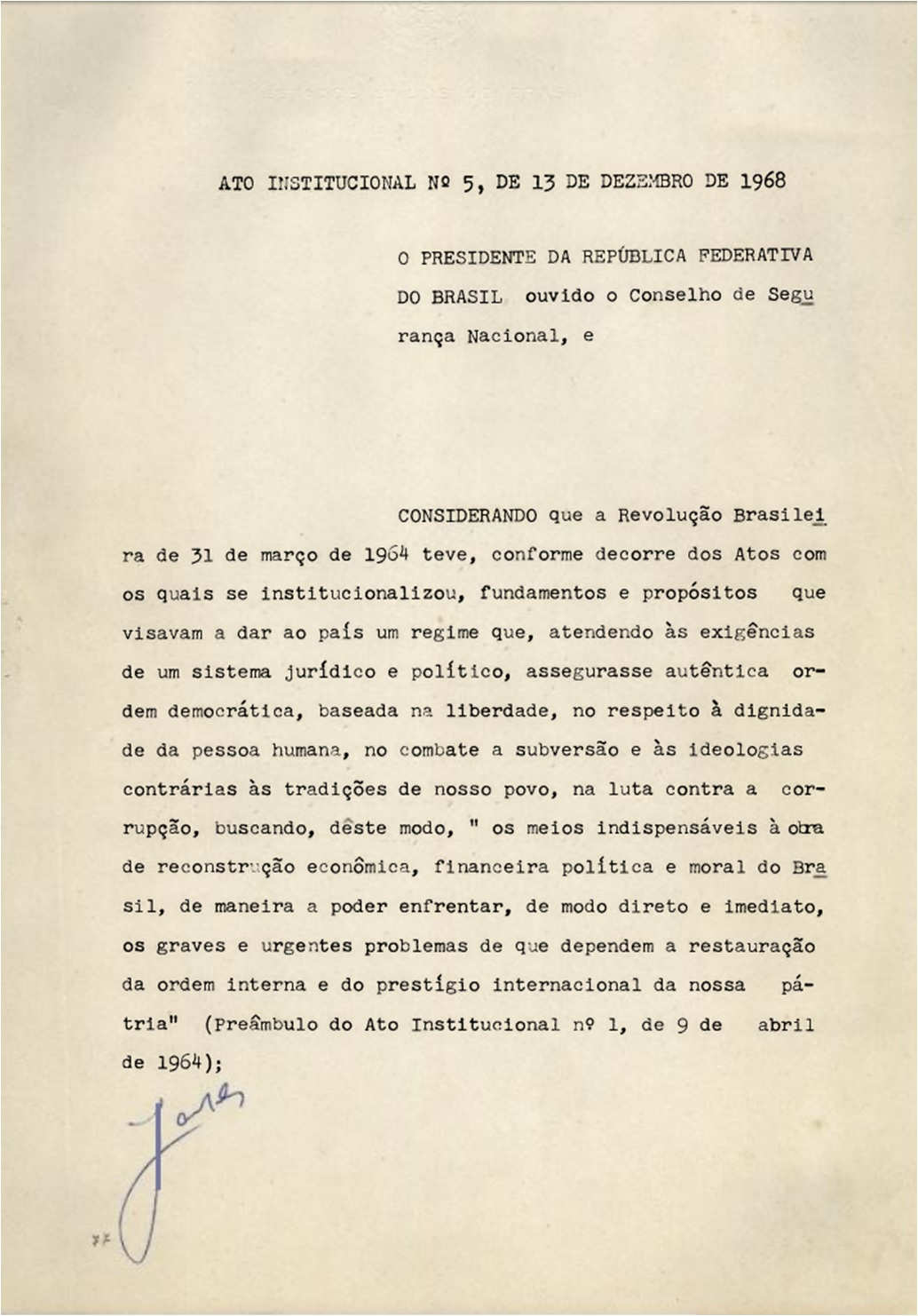
Primeira página do AI-5. Documento sob guarda do Arquivo Nacional.

Em 13 de dezembro de 1968, Costa e Silva fechou o Congresso Nacional e decretou o Ato Institucional n.º 5, o AI-5, que lhe deu o direito de fechar o Parlamento, cessar direitos políticos e suprimir o direito de habeas corpus. Em 1969, é feita uma ampla reforma da constituição de 1967, conhecida como emenda constitucional n.º 1, que a torna mais autoritária.
Neste período, intensificou-se a luta armada nas cidades e no campo em busca da derrubada do governo militar. Praticamente, tudo teve início com o atentado no Aeroporto Internacional dos Guararapes, em Recife, em 1966, com diversos mortos e feridos, e em diversos outros pontos do país, principalmente em São Paulo e Rio de Janeiro. Foi após a configuração desta conjuntura de terror e justiçamentos da parte dos grupos comunistas que a censura teve sua implantação consolidada.[carece de fontes?]
Em 1969, Costa e Silva sofreu uma trombose e ficou incapacitado; uma junta militar formada pelos comandantes das Forças Armadas assumiu o poder. No dia 15 de outubro foi decretado o Ato Institucional n.º 16, que declarava uma nova eleição para presidente a ocorrer no dia 25 do mesmo mês através de votação nominal pelo Congresso Nacional. No dia 25 de outubro o Congresso Nacional elegeu o General Emílio Garrastazu Médici como presidente. Médici tomou posse do cargo no dia 30 de outubro de 1969.
Médici comandou o período de maior repressão aos grupos esquerdistas que combatiam a ditadura militar, em especial, a repressão aos grupos de revolucionários e guerrilheiros marxistas, com suspeitos e colaboradores sendo presos, ocasionalmente exilados, torturados e/ou mortos em confrontos com as forças policiais do Estado. Em 1969, os guerrilheiros atacaram o Quartel General do II Exército, atual Comando Militar do Sudeste, em São Paulo, quando morreu o soldado Mário Kozel Filho.
No governo Médici teve início o movimento guerrilheiro no Araguaia e a realização de sequestros de embaixadores estrangeiros e assaltos a bancos comerciais por grupos de esquerda. Estes sequestros eram usados, em sua maioria, como forma de pressionar o governo militar a libertar presos políticos. Após a redemocratização do país, contabilizou-se mais de trezentos mortos, de ambos os lados.
Em 1974, o General Ernesto Geisel assumiu a presidência, tendo que enfrentar grandes problemas econômicos, causados pela dívida externa criada pelo governo Médici, agravados pela crise internacional do petróleo, e uma alta taxa de inflação.

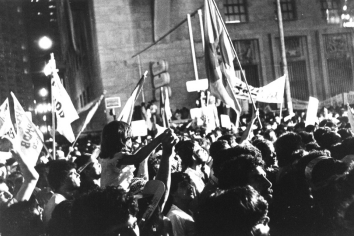
Manifestação pelas Diretas, em 1984

Geisel iniciou a abertura democrática "lenta, gradual e segura", que foi continuada pelo seu sucessor, o João Figueiredo (1979–85). Figueiredo não só permitiu o retorno de políticos exilados ou banidos das atividades políticas durante os anos 1960 e 1970. Foram anistiados os militantes das guerrilhas do tempo de governo Médici. Figueiredo também autorizou que estes anistiados concorressem às eleições municipais e estaduais em 1982.
O regime militar termina com as eleições indiretas para presidente em 1984, com Paulo Maluf concorrendo pelo PDS e Tancredo Neves pelo PMDB apoiado pela Frente Liberal, dissidência do PDS liderada por José Sarney e Marco Maciel. Venceu Tancredo Neves, na eleição indireta de 15 de janeiro de 1985, para governar por seis anos, a partir de 15 de março de 1985, até 1991.
Essas eleições, as últimas eleições indiretas da história brasileira, foram precedidas de uma enorme campanha popular em favor de eleições diretas, levada a cabo por partidos de oposição, à frente o PMDB, que buscava a aprovação pelo Congresso Nacional da Emenda Constitucional que propunha a realização de eleições diretas. A campanha foi chamada de "Diretas já", e tinha à frente o deputado Dante de Oliveira, criador da proposta de Emenda. Em 25 de abril de 1984, a emenda foi votada e obteve 298 votos a favor, 65 contra, três abstenções e 112 deputados não compareceram ao plenário no dia da votação. Assim a emenda foi rejeitada por não alcançar o número mínimo de votos para a aprovação da emenda constitucional.
As principais realizações dos governos militares foram: a Ponte Rio-Niterói, os metrôs de São Paulo e Rio de Janeiro, a usina hidrelétrica de Itaipu, a barragem de Sobradinho, a Açominas, a Ferrovia do Aço, a rodovia Transamazônica, o FGTS, o BNH, a reforma administrativa através de decreto-lei n.º 200, o Banco Central do Brasil, a Polícia Federal (até então Departamento Federal de Segurança Pública), a Embrapa, o Incra e o sistema DDI. Durante o período também foram instaurados o Código Tributário Nacional, o Código de Mineração, o atual Código Eleitoral brasileiro, o Estatuto da Terra, o Estatuto do Índio, o Código Penal Militar, a Ordem de Precedência no Brasil, a antiga Lei de Segurança Nacional e a Lei do Divórcio (Lei n.º 6.515). Algumas superintendências de desenvolvimento foram fundadas (SUDECO, SUDESUL, SUFRAMA, SUDAM e CODEVASF), projetos como o Rodon e o Grande Carajás, instituições voltadas à previdência (INPS, IAPAS, INAMPS, SIMPAS e Dataprev), houve uma política de integração nacional, com o Plano de Integração Nacional, e uma valorização do álcool, com o Proálcool.

### Nova República (1985–presente)

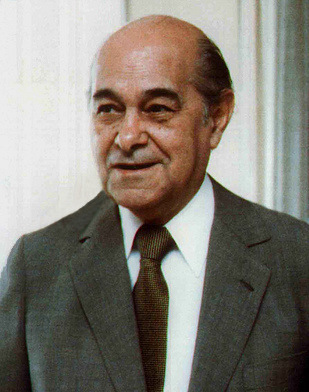
Tancredo Neves.

O primeiro presidente civil eleito desde o golpe militar de 1964 foi Tancredo Neves. Ele não chegou a assumir, sendo operado no dia 14 de março de 1985 e contraindo infecção hospitalar. No dia da posse, 15 de março de 1985, assume então José Sarney de modo interino, e após 21 de abril, data do falecimento de Tancredo Neves, como presidente em caráter pleno.
A democracia foi restabelecida em 1988, quando a atual Constituição Federal foi promulgada.
Fernando Collor foi eleito em 1989, na primeira eleição direta para Presidente da República desde 1964. Seu governo perdurou até 1992, quando renunciou devido a processo de "impugnação" movido contra ele. O processo de afastamento ocorreu em decorrência de uma série de denúncias envolvendo o Presidente Collor em esquemas de corrupção, que seriam comandados pelo seu ex-tesoureiro de campanha, Paulo César Farias. O vice-presidente, Itamar Franco, assume em seu lugar.
No governo de Itamar Franco é criado o Plano Real, articulado por seu Ministro da Fazenda, Fernando Henrique Cardoso (FHC). O governo Itamar contou com a presença de vários senadores como ministros. FHC foi eleito em 1994 e reeleito em 1998. Cumpre dois mandatos e transmite a faixa presidencial ao seu sucessor em 1.º de janeiro de 2003.
O candidato Luiz Inácio Lula da Silva, do PT, foi eleito presidente com aproximadamente 61% dos votos válidos. Lula repetiria o feito em 2006, sendo reeleito no segundo turno disputado contra Geraldo Alckmin, do mesmo PSDB.
Durante a primeira década do Século XXI, o Brasil foi classificado juntamente com China, Rússia, Índia e África do Sul pelo grupo financeiro Goldman Sachs num grupo denominado BRICS, que reuniria os mercados emergentes mais promissores para o século. De fato, o Brasil teve um grande crescimento nas exportações a partir 2004, e, mesmo com um real valorizado e a crise internacional, atingiu em 2008 exportações de US$ 197,9 bilhões, importações de US$ 173,2 bilhões, ficando entre os 19 maiores exportadores do planeta na época.

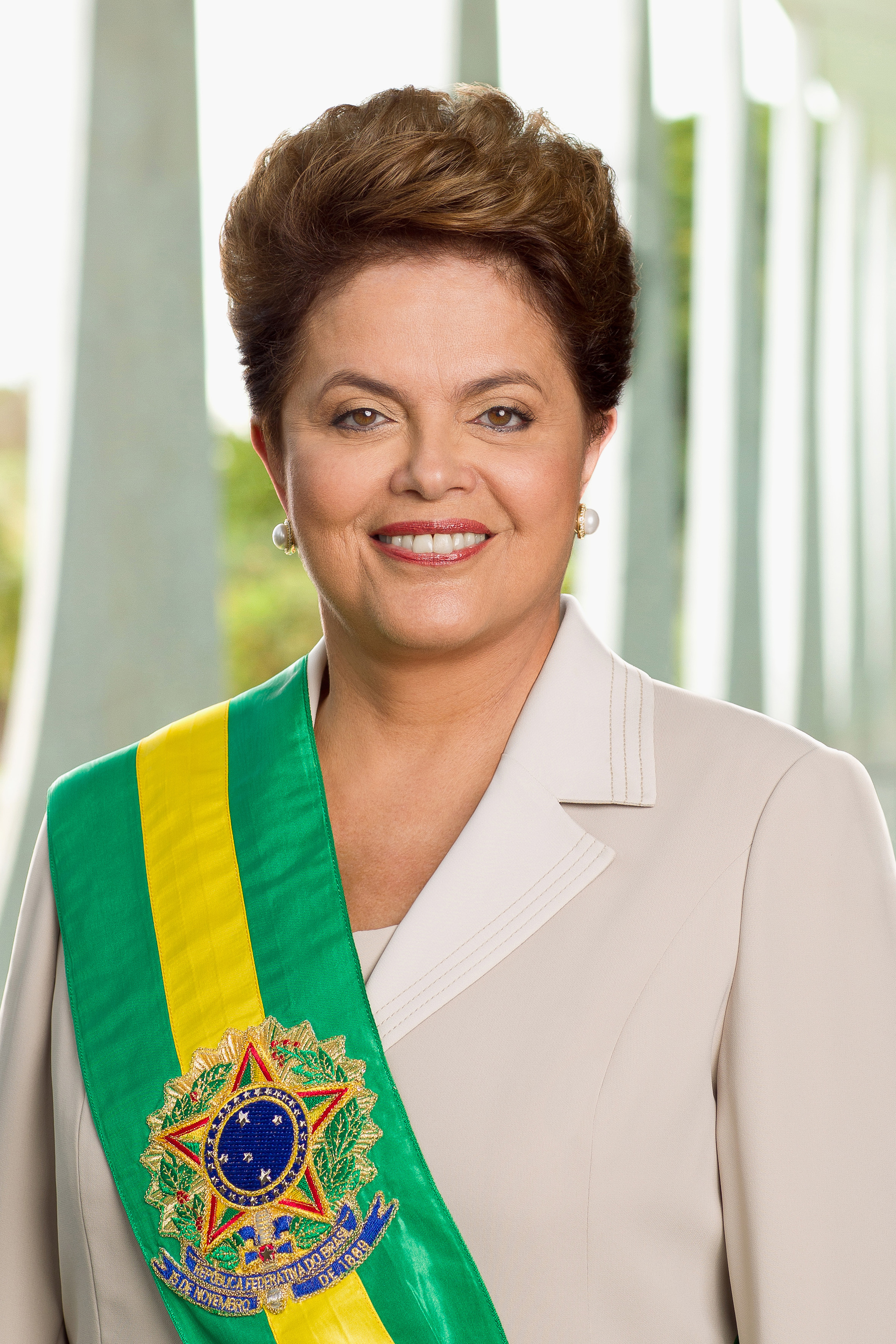
Dilma Rousseff, única mulher presidente do Brasil até hoje.

No dia 1 de janeiro de 2011, Dilma Rousseff assumiu a Presidência da República, tornando-se, até hoje, a única mulher a assumir o posto de chefe de Estado, e também de governo, em toda a história do Brasil. Seu governo começou a perder popularidade a partir de 2013, em meio às Jornadas de junho, protestos direcionados a ela mas também a toda a classe política brasileira, tendo como causa imediata o aumento nas tarifas de transporte público nas grandes cidades. Ainda assim, nas Eleições presidenciais brasileiras de 2014, Dilma conseguiu se reeleger vencendo o candidato Aécio Neves no segundo turno por uma estreita margem (51,64% a 48,36%). No início de seu segundo mandato sua rejeição atingiu quase 70% graças a medidas impopulares, e em meio a protestos populares após revelações de que políticos de diversos partidos estavam sendo investigados pela Polícia Federal por esquemas de propinas envolvendo estatais e empreiteiras. O início do segundo mandato de Dilma foi também marcado pelo início da crise político-econômica de 2014.
Em 2 de dezembro de 2015, o presidente da Câmara dos Deputados, Eduardo Cunha, acolheu um pedido de impeachment contra Rousseff com base nas chamadas "pedaladas fiscais" cometidas pelo governo, que, segundo os juristas responsáveis, desrespeitaram a Lei de Responsabilidade Fiscal; e no dia 29 de março de 2016, o partido do vice-presidente do país e do presidente da Câmara anunciou o seu rompimento oficial com o governo Dilma. Em 17 de abril de 2016, a Câmara dos Deputados aprovou o início do processo de impeachment, e no dia 12 de maio, por decisão do Senado, a mandatária foi afastada do cargo. Dilma Rousseff foi deposta em 31 de agosto de 2016, assumindo, então, o vice-presidente Michel Temer.
Nas eleições de 2018 foi eleito Jair Bolsonaro, derrotando Fernando Haddad, candidato apoiado por Lula e Dilma Rousseff, por 55,13% a 44,87% dos votos válidos. Com Bolsonaro, o Brasil volta a ter um presidente egresso das Forças Armadas 33 anos após o fim do Regime Militar. O governo Bolsonaro foi marcado principalmente pela Pandemia de COVID-19, na qual o Brasil foi duramente afetado. A gestão do governo brasileiro foi muito criticada nacional e internacionalmente, tendo sido até o final de 2022 o segundo país com maior número absoluto de óbitos em decorrência da doença, atrás apenas dos EUA. Outros fatos que marcaram o governo foram os constantes embates entre os poderes da República.
Bolsonaro se tornou o primeiro presidente do Brasil que não conseguiu se reeleger desde quando a reeleição foi aprovada, havendo perdido para o ex-presidente Lula na eleição de 2022, por uma diferença de menos de 2% de votos válidos.

### Pré-descobrimento
- Beuchat, Henri (1818). Manual de arqueología americana (em espanhol). Madrid: Daniel Jorro. Consultado em 27 de abril de 2019
- Lahaye, Christelle;  et al. (2013). «Human occupation in South America by 20,000 BC: the Toca da Tira Peia site, Piauí, Brazil». ScienceDirect (em inglês). 40 (6). doi:10.1016/j.jas.2013.02.019

### Período Colonial
- «Primeira Missa». Enciclopédia Delta de História do Brasil. São Paulo: Editora Delta S/A. 1969
- «Recife — cidade que surgiu do açúcar». Despertai!. 8 de junho de 2005
- «Brasil: do "descobrimento" à "construção"». Camões (Nº 8). Janeiro–março de 2000. Consultado em 26 de maio de 2010. Arquivado do original em 10 de janeiro de 2010
- Abreu, Capistrano de (2009). Capítulos da história colonial. Rio de Janeiro: Centro Edelstein. Consultado em 9 de abril de 2021
- Couto, Jorge (1997). A Construção do Brasil 2ª ed. Lisboa: Edições Cosmos
- Faria, Júlia (março de 2010). «Nome holandês, origem portuguesa». Ciência Hoje. 45 (268)
- França, Jean Marcel Carvalho; Hue, Sheila (2014). Piratas no Brasil: As incríveis histórias dos ladrões dos mares que pilharam nosso litoral. Porto Alegre: Globo Livros. ISBN 9788525058553
- Hemming, John (2007). Ouro Vermelho: A Conquista dos Índios Brasileiros. 27. Traduzido por Carlos Eugênio Marcondes de Moura. São Paulo: EdUSP. ISBN 9788531409608
- Lach, Donald F. (2008). Asia in the Making of Europe: The Century of Discovery (em inglês). I. Chicago: University of Chicago Press. ISBN 9780226467085
- Lara, Silvia Hunold (1999). Ordenações Filipinas, crime de lesa-majestade. São Paulo: Companhia das Letras. ISBN 9788571649026
- Libby, Douglas Cole; Furtado, Júnia Ferreira (2006). Trabalho livre, trabalho escravo: Brasil e Europa, séculos XVIII e XIX. São Paulo: Annablume. ISBN 9788574196275
- Lima, Oliveira (1902). «Descobrimento do Brasil». Livro do Centenário (1500-1900). III. Rio de Janeiro: Imprensa Nacional
- Mendonça, Délio de (2002). Conversions and Citizenry: Goa Under Portugal, 1510-1610 (em inglês). Nova Deli: Concept Publishing Company. ISBN 9788170229605
- Moisés, Leyla Perrone (1992). Vinte Luas: Viagem de Paulmier de Gonneville ao Brasil, 1503-1505. São Paulo: Companhia das Letras
- Porchat, Edith (1993). Informações históricas sobre São Paulo no século de sua fundação. São Paulo: Editora Iluminuras. ISBN 9788585219758
- Putinato, Lucas Henriques (2007). «Damião de Góis e os novos caminhos da história Quinhentista» (PDF). Universidade Estadual Paulista: 73-74. Consultado em 20 de janeiro de 2023. Cópia arquivada (PDF) em 18 de agosto de 2017
- Silva, Luiz Geraldo (2001). «A Faina, a Festa e o Rito. Uma etnografia histórica sobre as gentes do mar (sécs XVII ao XIX)». Campinas: Papirus. ISBN 9788530806354
- Tordesillas, Antonio de Herrera y (1934). Historia general de los hechos de los Castellanos en las islas y tierra firme de el Mar Oceano. 2. Madrid: Real Academia de la Historia. Consultado em 27 de abril de 2019

### Império
- ANNAES do Parlamento Brazileiro - Camara dos Srs. Deputados, terceira sessao Vigesima Legislatura de 1888. I. Rio de Janeiro: Imprensa Nacional. 1888
- Besouchet, Lidia (1979). Pedro II e o século XIX. Rio de Janeiro: Nova Fronteira
- Sousa, Octávio Tarquínio de (1957). História dos Fundadores do Império do Brasil: Diogo Antônio Feijó. VII. Rio de Janeiro: Livraria José Olympio

### República
- América Latina e Caribe e os desafios da nova ordem mundial. São Paulo: Programa de Pós-Graduação em Integração da América Latina da Universidade de São Paulo. 1998
- Klub Editorial (2022). Ideias e Revoluções: Golpe Militar de 1964 33ª ed. São Paulo: Edicase Negócios Editoriais Ltda
- Barbosa, Fernando de Holanda (janeiro–abril de 2017). «A crise econômica de 2014/2017». Estudos Avançados. 31 (89). doi:10.1590/s0103-40142017.31890006
- Borba, Carlos Alberto Vieira (2012). «A contra revolução antes da revolução: o golpe de 1964 em Goiás» (PDF). VII Simpósio Nacional Estado e Poder
- Chirio, Maud (2018). Politics in Uniform: Military Officers and Dictatorship in Brazil, 1960-80 (em inglês). Pittsburgh: University of Pittsburgh Press
- Codato, Adriano Nervo (2004). «O Golpe de 1964 e o Regime de 1968: aspectos Conjunturais e variáveis históricas». História: Questões & Debates (1). doi:10.5380/his.v40i0.2735
- Costa, Emília Viotti da (2006). O Supremo Tribunal Federal e a construção da cidadania. São Paulo: UNESP. ISBN 9788571396609
- D'Incao, Maria Conceição (março de 1986). «Reforma agrária só na marra?». Lua Nova: Cultura e Política. 2 (4)
- Dantas, José Ibarê Costa (1983). Revolução de 1930 em Sergipe: dos tenentes aos coronéis. São Paulo: Cortez Editora
- Ferreira, Marieta de Moraes (2010). Memória e identidade nacional. Rio de Janeiro: Editora FGV. ISBN 9788522510955
- Filho, André Luiz dos Santos Ramos (2018). «O Voto Pró-Ditadura: o eleitorado da Arena nas eleições regionais no Estado do Rio Grande do Sul entre 1966 e 1974». Angelus Novus (14)
- Gama, Arthur Oscar Saldanha da (1982). A marinha do Brasil na primeira guerra mundial. Rio de Janeiro: Capemi
- Gonçalves, Leandro Pereira; Neto, Odilon Caldeira (2022). Fascism in Brazil: From Integralism to Bolsonarism (em inglês). Abingdon-on-Thames: Routledge
- Henriques, Affonso (1966). Ascensão e Queda de Getúlio Vargas. 1. Rio de Janeiro: Editora Record
- Martins, Rodrigo Perla; Machado, Carlos R. S. (2013). Identidades, Movimentos e Conceitos: Fundamentos para Discussão da Realidade Brasileira 2ª ed. Novo Hamburgo: Editora Feevale. ISBN 9788577171576
- Militão, Marcello André (2007). «Por que Virgulino tornou-se Lampião: uma análise das relações de poder no Nordeste brasileiro durante a Primeira República» (PDF). Universidade Federal do Paraná. Arquivado do original (PDF) em 26 de janeiro de 2016
- Pinckney, Jonathan C. (2020). From Dissent to Democracy: The Promise and Perils of Civil Resistance Transitions (em inglês). Oxford: Oxford University Press. ISBN 9780190097325
- Rocha, Sonia (dezembro de 1996). «Renda e pobreza: os impactos do Plano Real» (PDF). Revista Brasileira de Estudos Populacionais. Arquivado do original (PDF) em 19 de maio de 2011
- Salles, Manuel Ferraz de Campos (1983). Da Propaganda à Presidêcia. Brasília: Editora UNB
- Schulz, John (1994). Exército na Política; Origens da Intervenção Militar, 1850-1894. São Paulo: EdUSP. ISBN 8531401887
- Silva, Hélio; Carneiro, Maria Cecilia Ribas (1975). A Renúncia 1961. São Paulo: Editora Três
- Skidmore, Thomas E. (1990). The Politics of Military Rule in Brazil, 1964-1985 (em inglês). Oxford: Oxford University Press. ISBN 9780195362626
- Soares, Rodrigo Goyena (2017). Coleção Diplomata - História - O tempo das Repúblicas. Tomo II. São Paulo: Saraiva Educação S.A.
- Vinhosa, Francisco Luiz Teixeira (1990). O Brasil e a Primeira Guerra Mundial: a diplomacia brasileira e as grandes potências. Rio de Janeiro: Instituto Geográfico Brasileiro
- Visconde de Ouro Preto (1890). Advento da dictadura militar no Brazil. Paris: Imprimerie F. Pichon
- Weyland, Kurt (1993). «The Rise and Fall of President Collor and Its Impact on Brazilian Democracy». Journal of Interamerican Studies and World Affairs. 35 (1). doi:10.2307/166101

### História Geral
- Arruda, Ana (1988). «Brasil: História». Enciclopédia Delta Universal. 3. Rio de Janeiro: Delta
- Encyclopædia Britannica. 2. São Paulo: Encyclopædia Britannica do Brasil Publicações Ltda. 1994
- Cascudo, Luís da Câmara (1962). Dicionário do folclore brasileiro. II. Rio de Janeiro: Instituto Nacional do Livro
- Donato, Hernâni (1996). Dicionário de batalhas brasileiras 2ª ed. São Paulo: Instituição Brasileira de Difusão Cultural. ISBN 9788534800341
- Furtado, Celso (2005). Formação econômica do Brasil (PDF) 32ª ed. São Paulo: Companhia Editora Nacional. Cópia arquivada (PDF) em 8 de março de 2014
- Junior, Caio Prado (1981). História econômica do Brasil (PDF) 26ª ed. São Paulo: Brasiliense. Cópia arquivada (PDF) em 16 de outubro de 2014
- Motoyama, Shozo (2004). «Prelúdio para uma história: ciência e tecnologia no Brasil». São Paulo: EdUSP. ISBN 9788531407970
- Neto, Casimiro (2003). A construção da democracia: síntese histórica dos grandes momentos da Câmara dos Deputados, das assembleias nacionais constituintes e do Congresso Nacional (PDF). Brasília: Câmara dos Deputados, Coordenação de Publicações. Consultado em 18 de agosto de 2013. Arquivado do original (PDF) em 24 de dezembro de 2013
- Ribeiro, João (1900). História do Brasil. Rio de Janeiro: Livraria Cruz Coutinho
- Ribeiro, Darcy (1995). O povo brasileiro (PDF) 2ª ed. São Paulo: Companhia das Letras. Arquivado do original (PDF) em 10 de outubro de 2015
- Riccitelli, Antonio (2007). Direito Constitucional 4ª ed. Barueri: MANOLE. ISBN 9788520425022
- Valença, Márcio M. (1999). «Patron-Client Relations and Politics in Brazil: A Historical Overview» (PDF). London School of Economics. Arquivado do original (PDF) em 20 de setembro de 2006